# Krainy geograficzne w Polsce

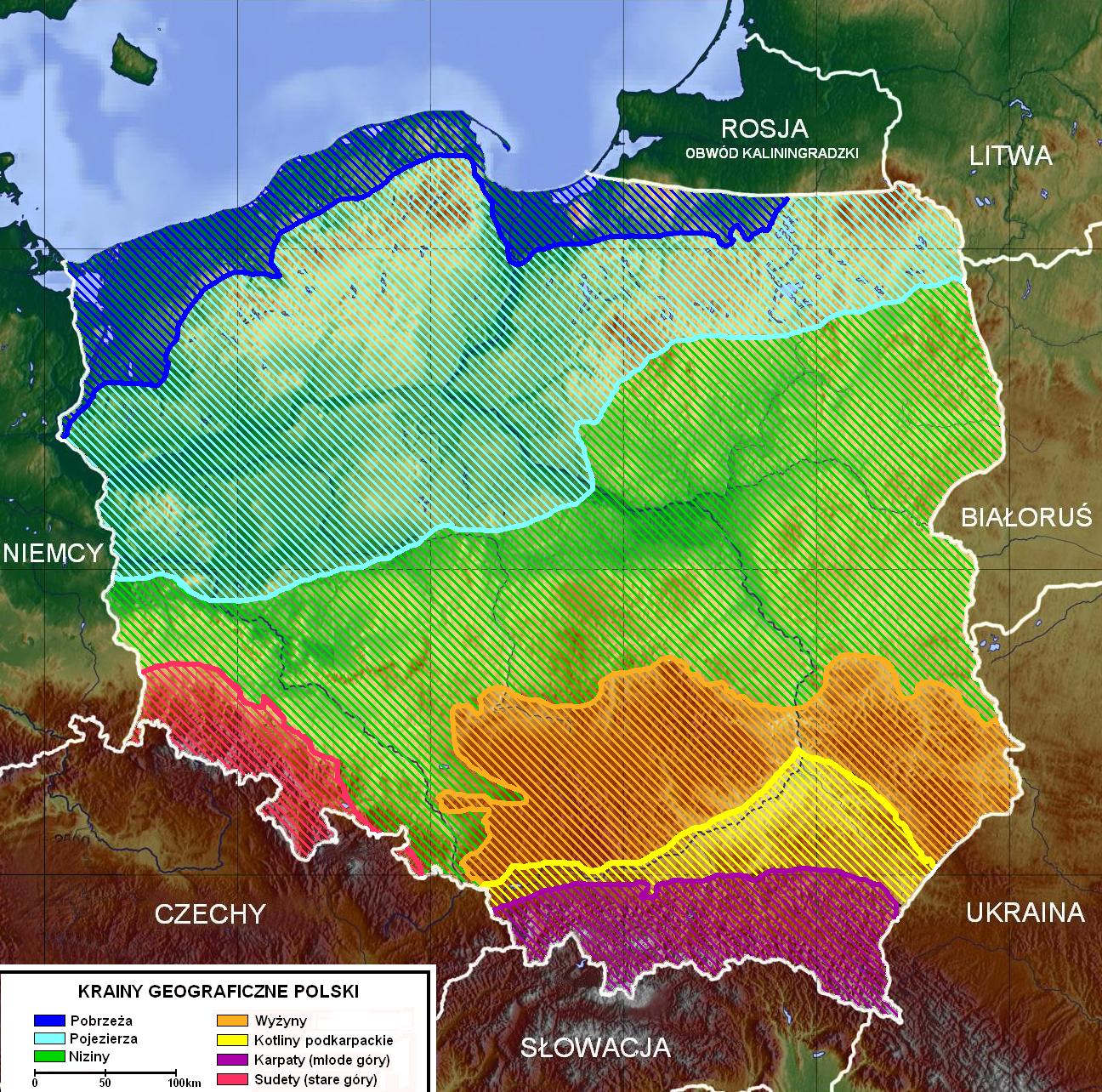
Mapa podstawowych jednostek geograficznych Polski

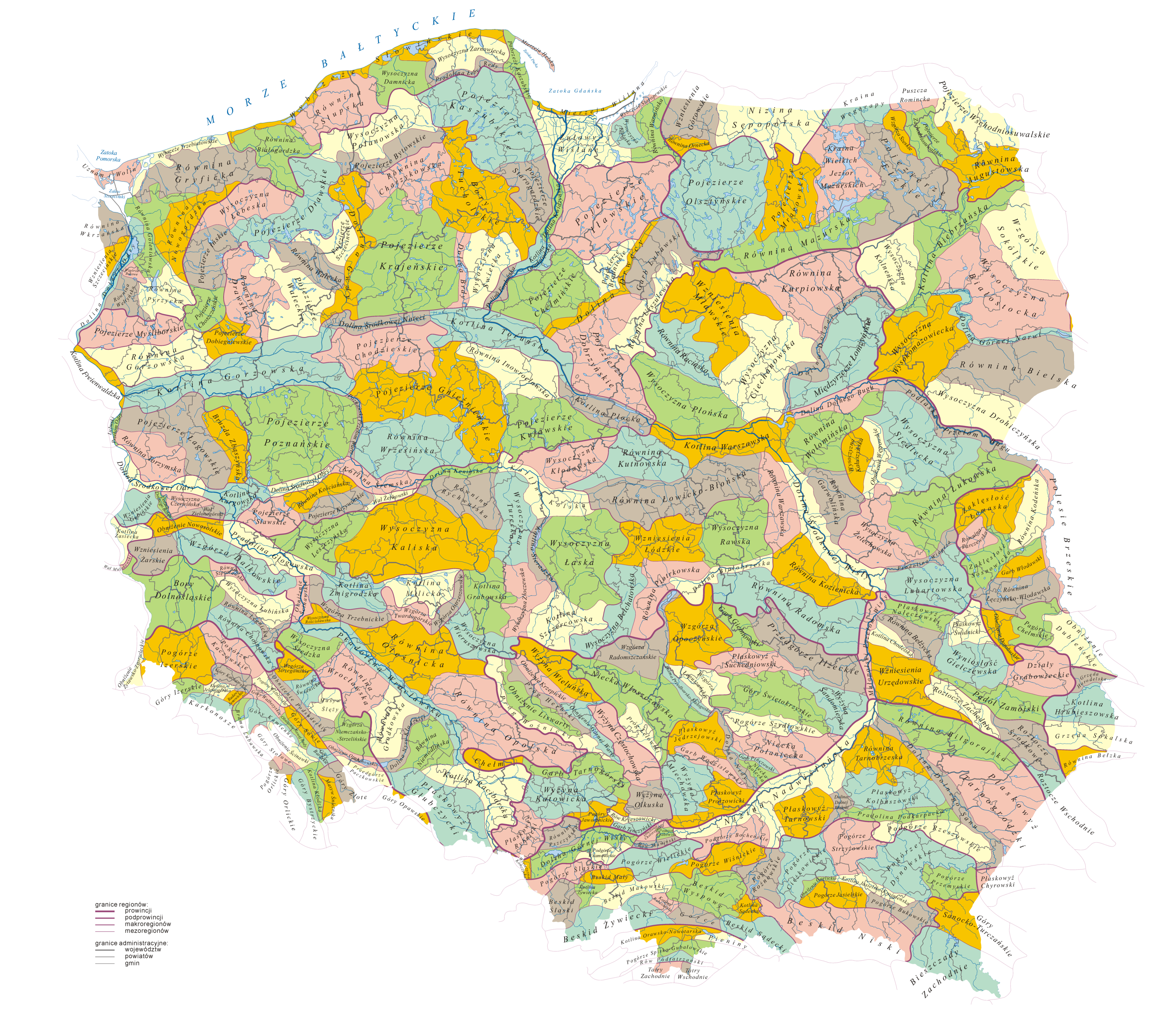
Mapa mezoregionów fizycznogeograficznych według J. Kondrackiego na tle podziału administracyjnego

Krainy geograficzne w Polsce – podział Polski na obszary wyróżniające się podobnymi cechami krajobrazowymi i geologicznymi. Zostały one usystematyzowane w pasach rzeźby terenu:
- pas pobrzeży,
- pas pojezierzy,
- pas nizin (Niziny Środkowopolskie),
- pas wyżyn (Wyżyny Polskie),
- pas kotlin (Kotliny Podkarpackie),
- pas gór.

## Pas młodych gór fałdowania alpejskiego (Karpaty)

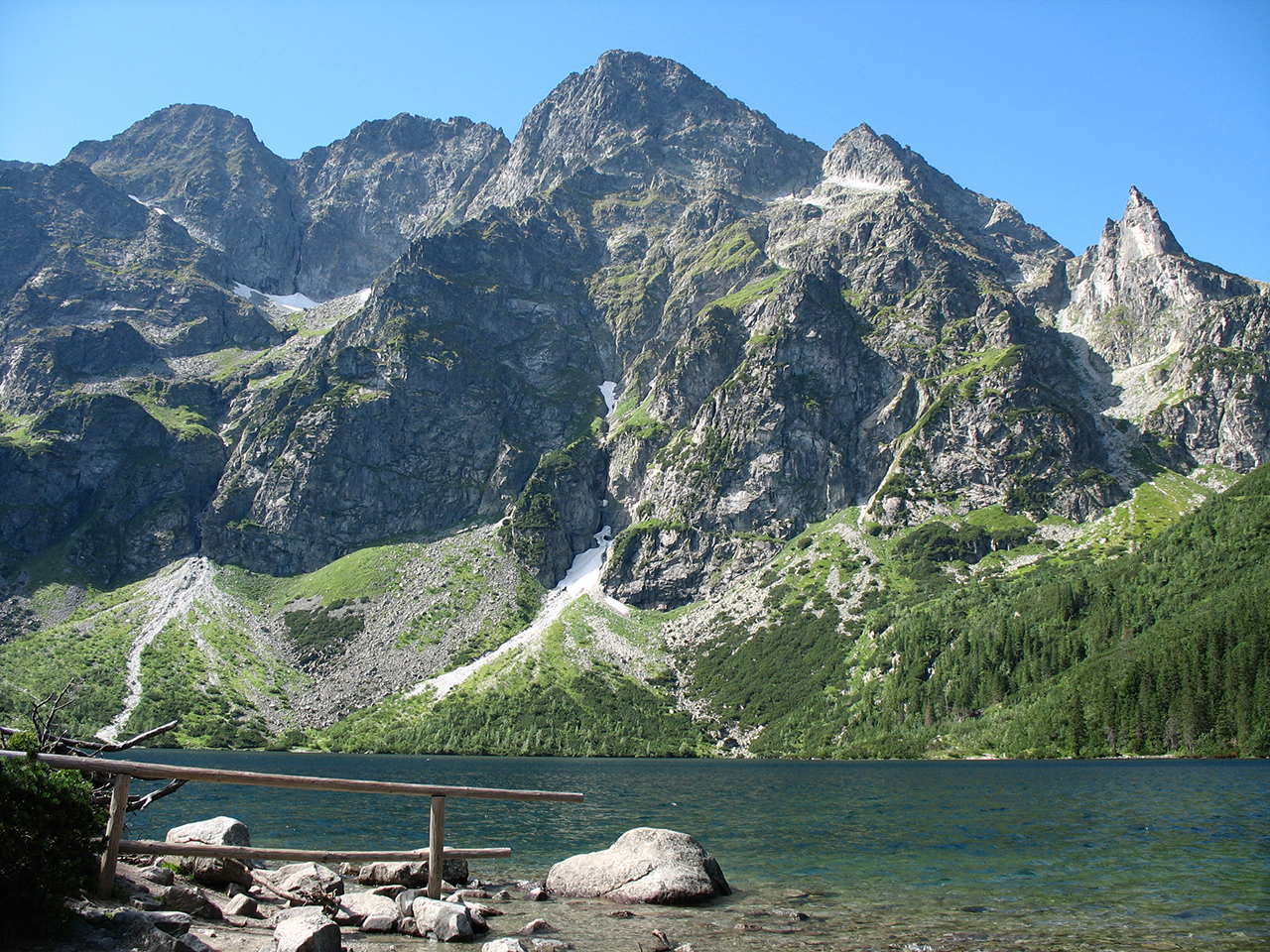
Mięguszowieckie Szczyty nad Morskim Okiem w Tatrach
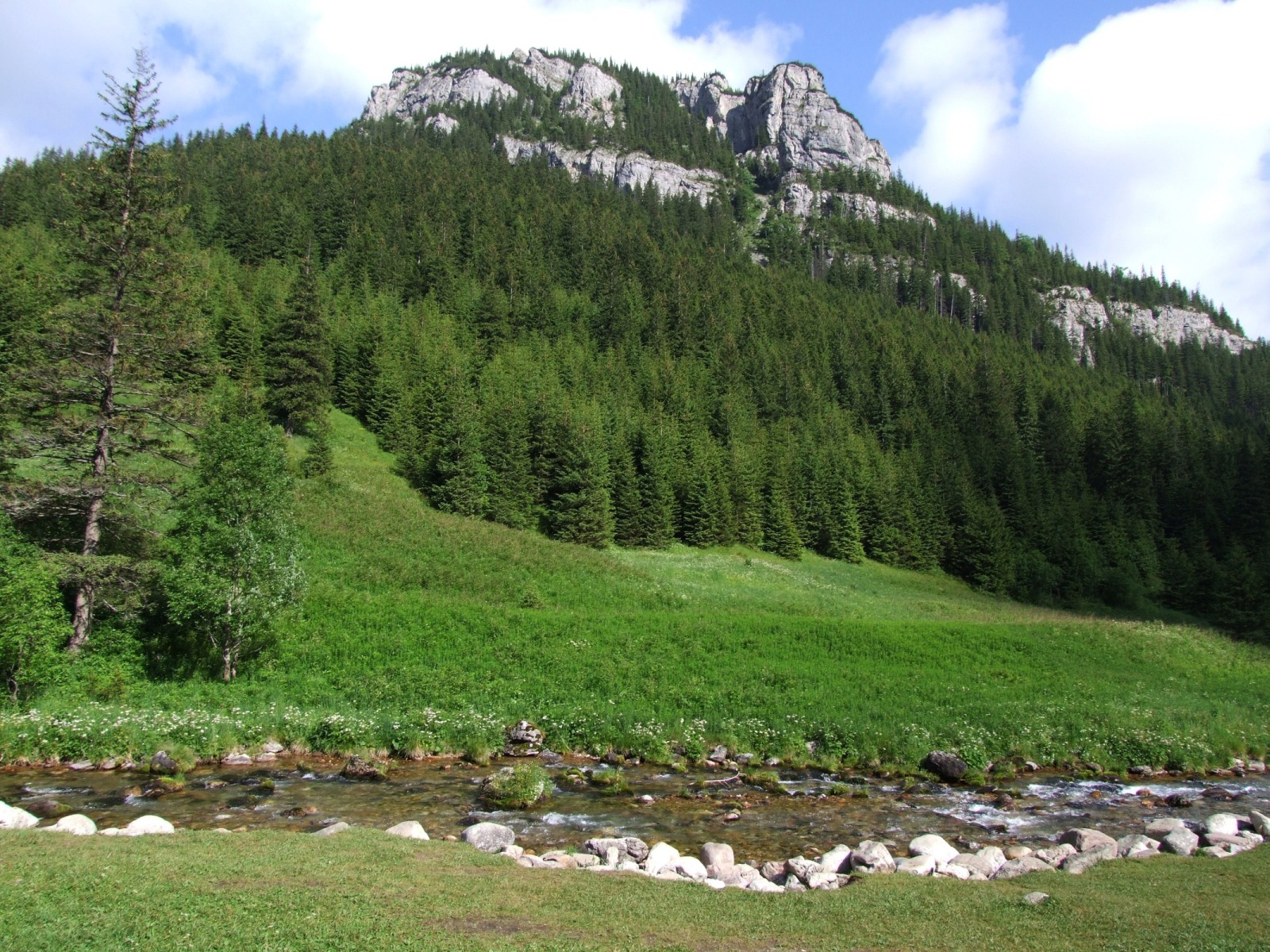
Dolina Kościeliska
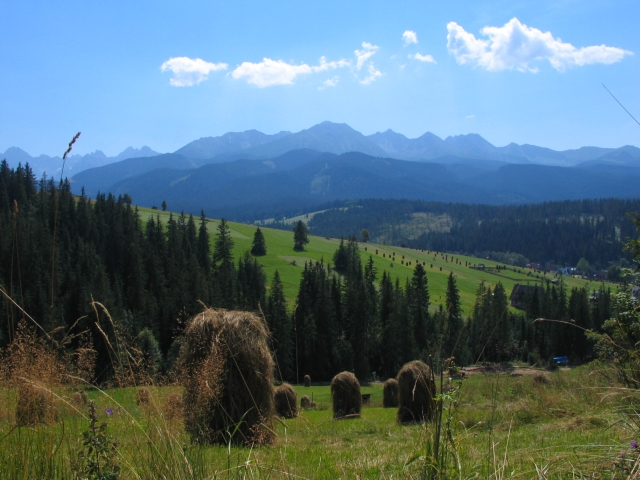
Podhale
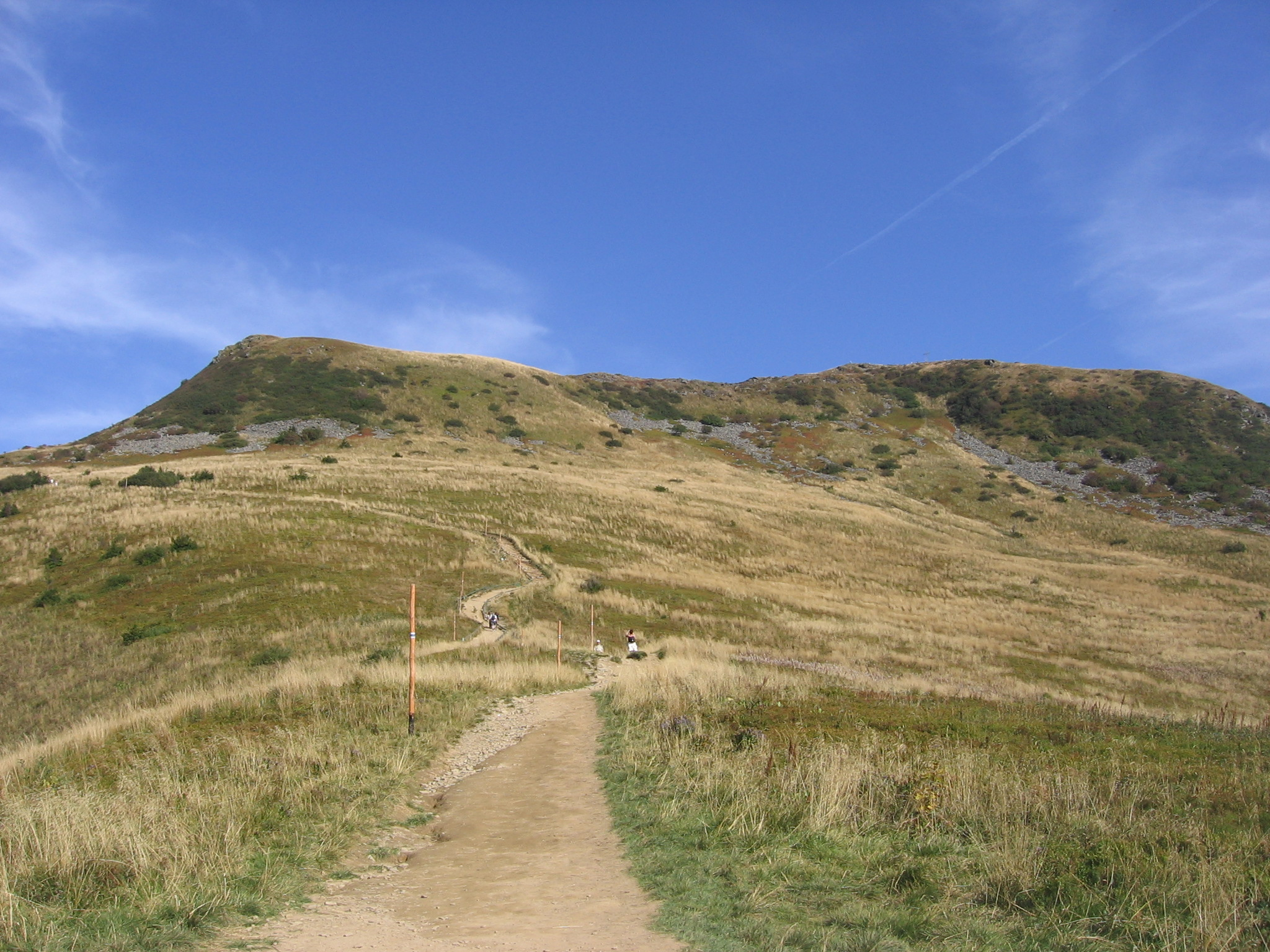
Tarnica (Bieszczady)
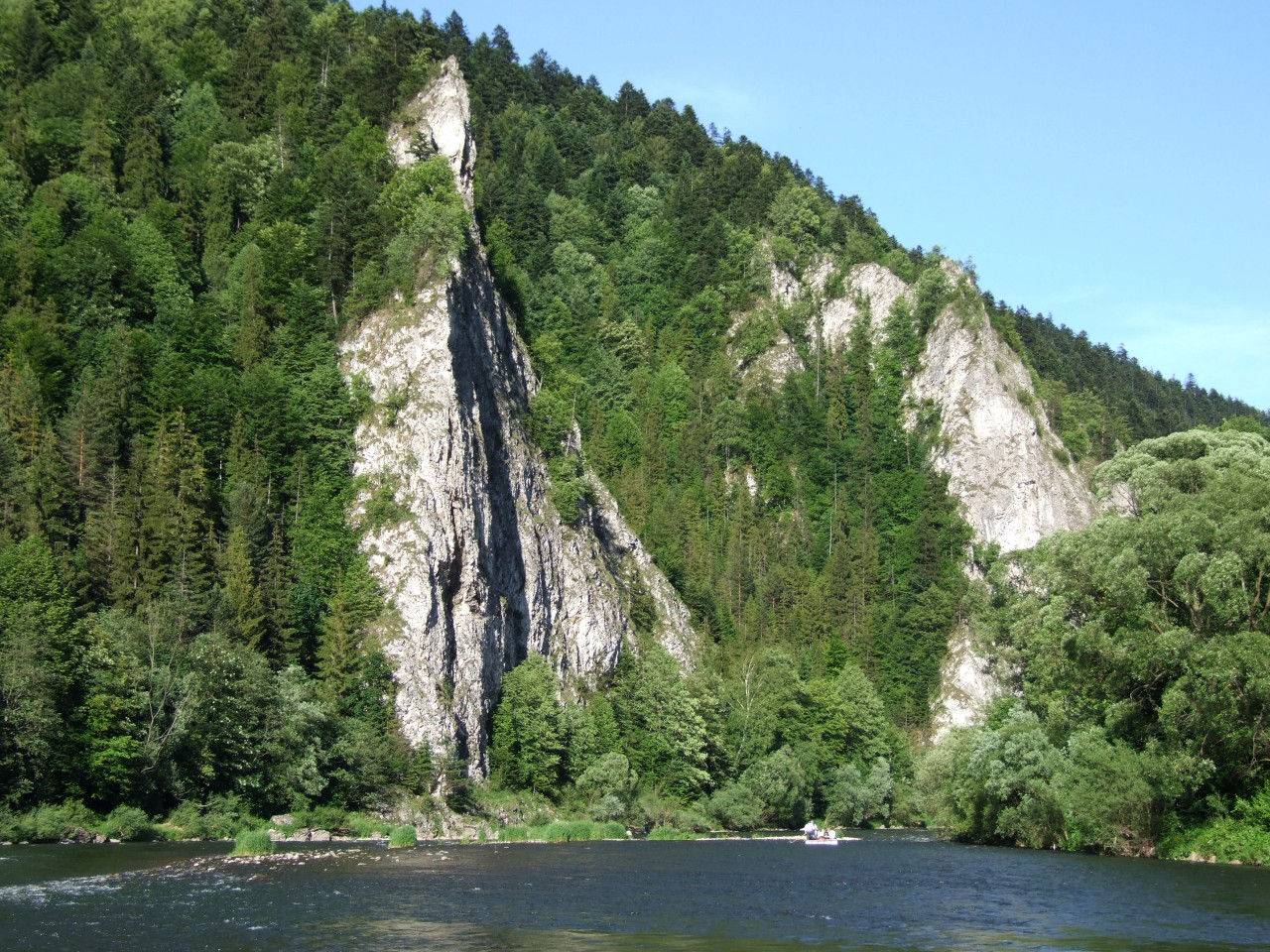
Pieniński Przełom Dunajca (Pieniny)
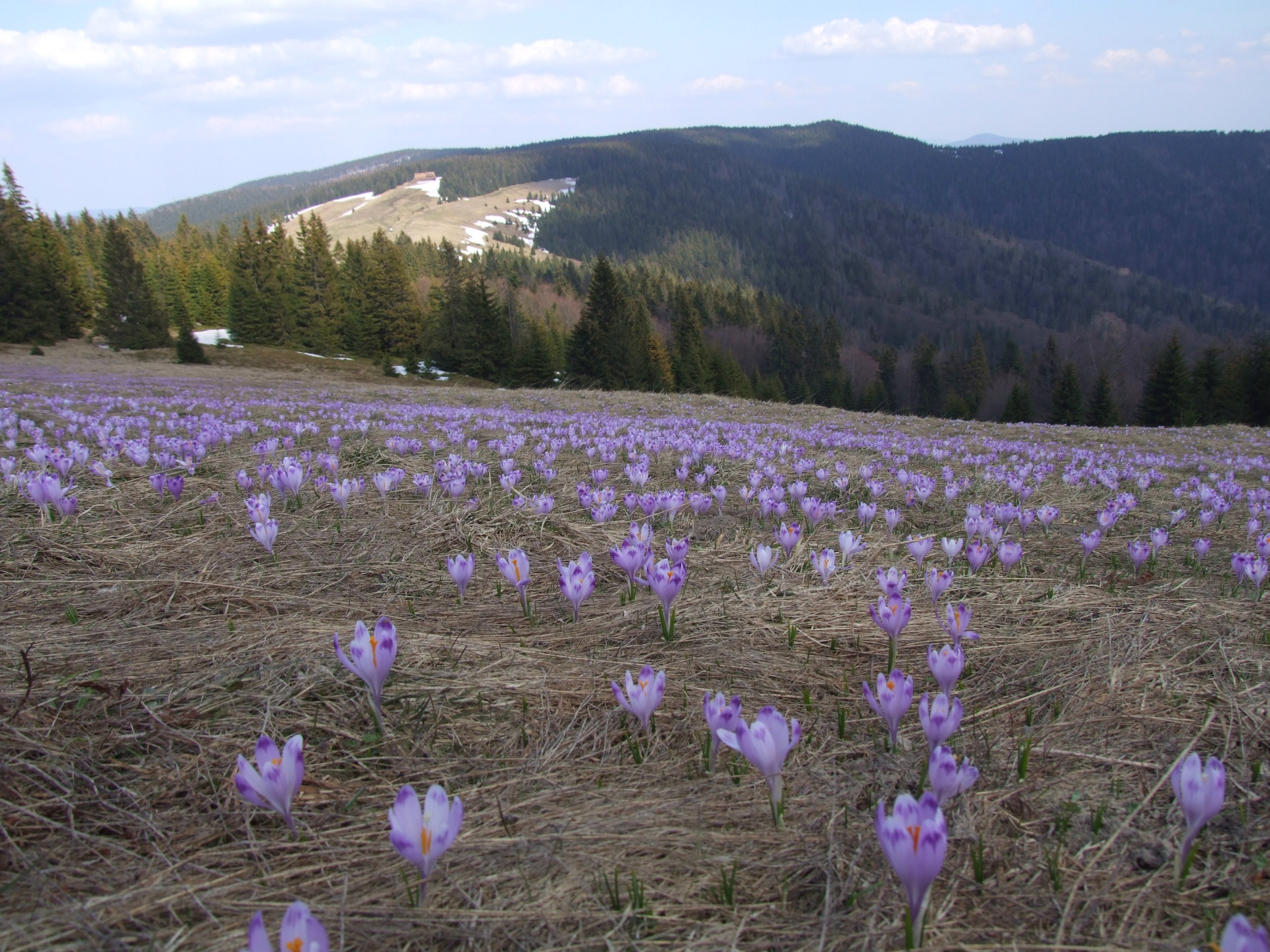
Turbacz (Gorce)
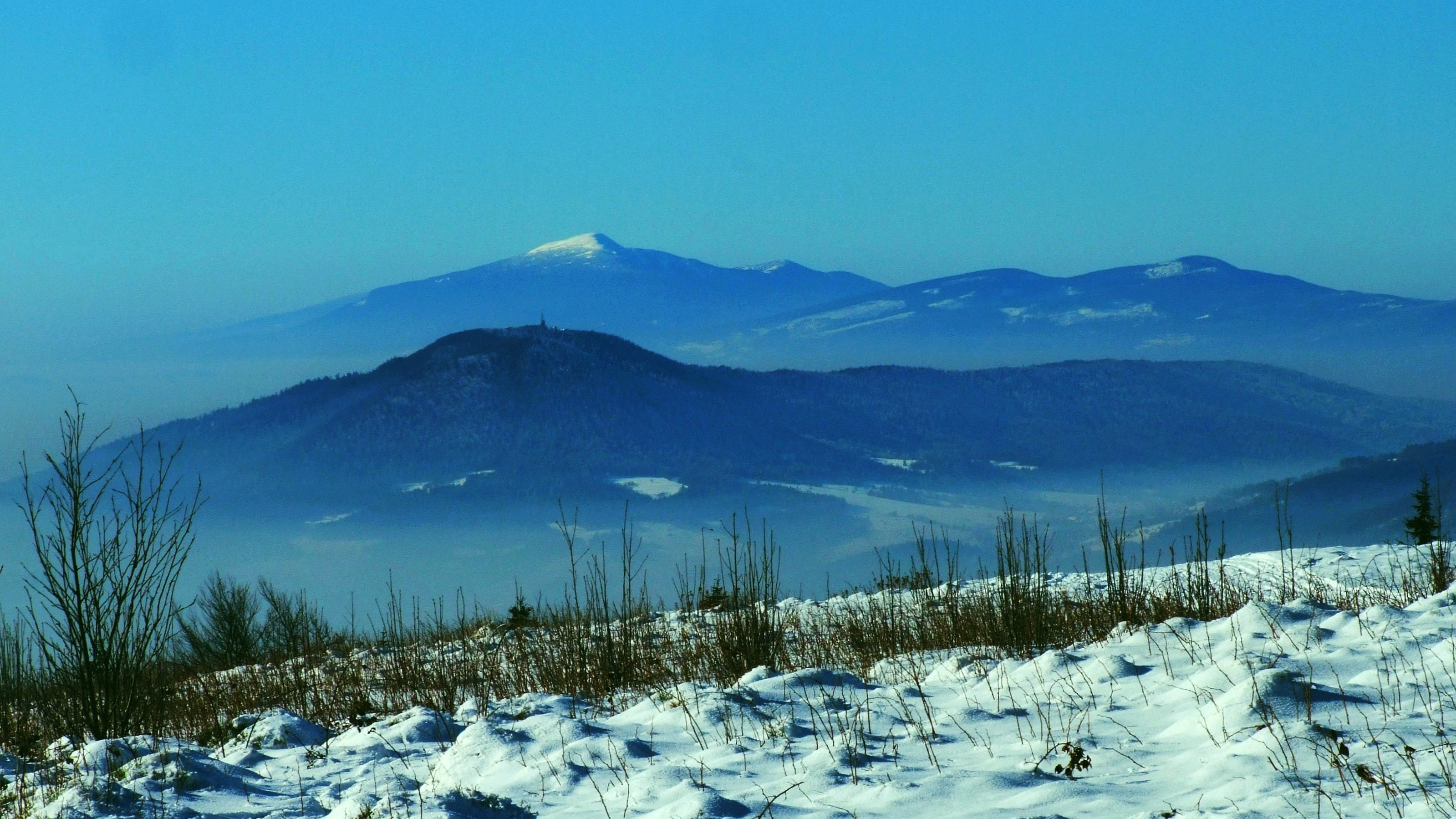
Babia Góra
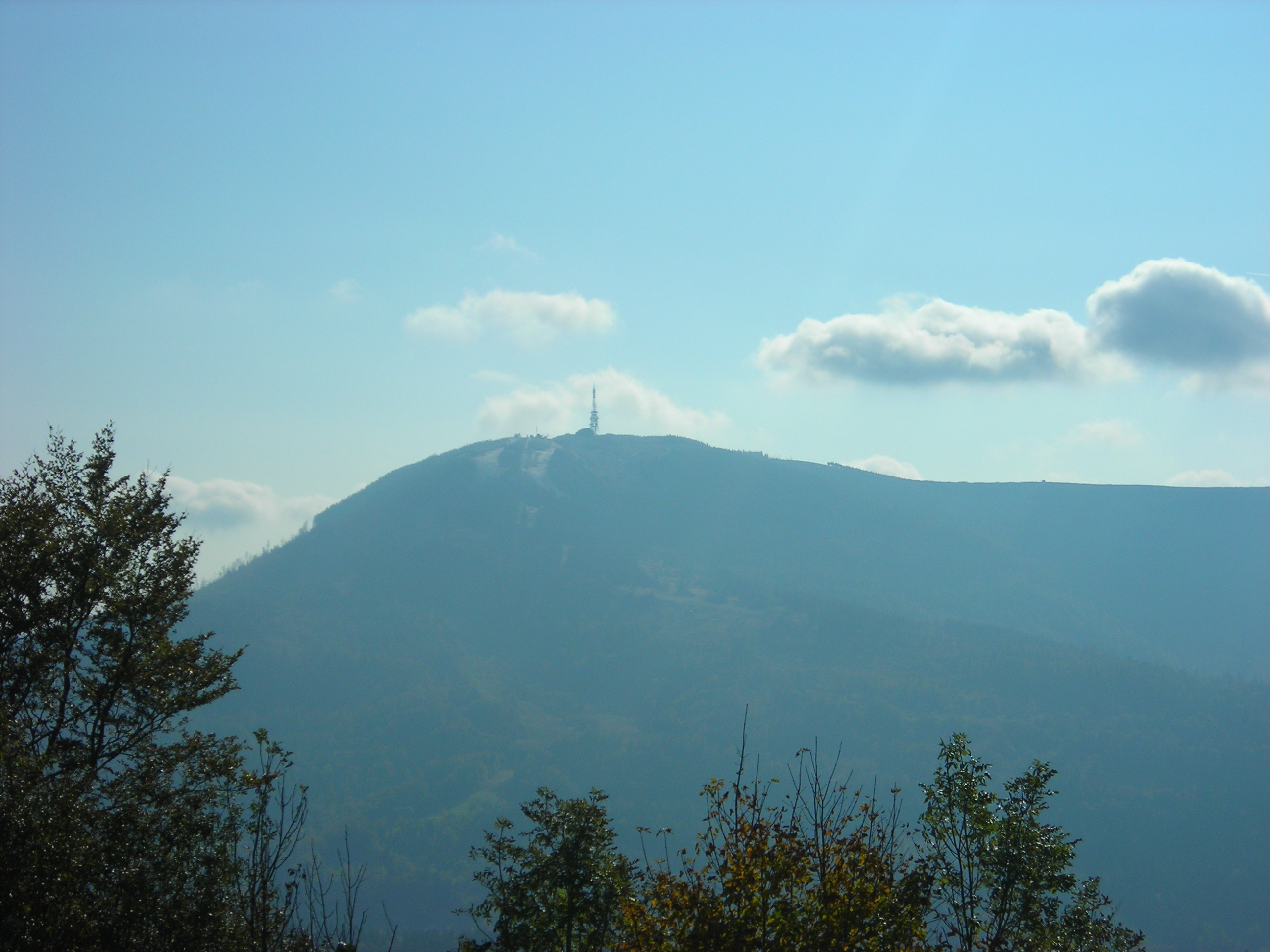
Skrzyczne (Beskid Śląski)
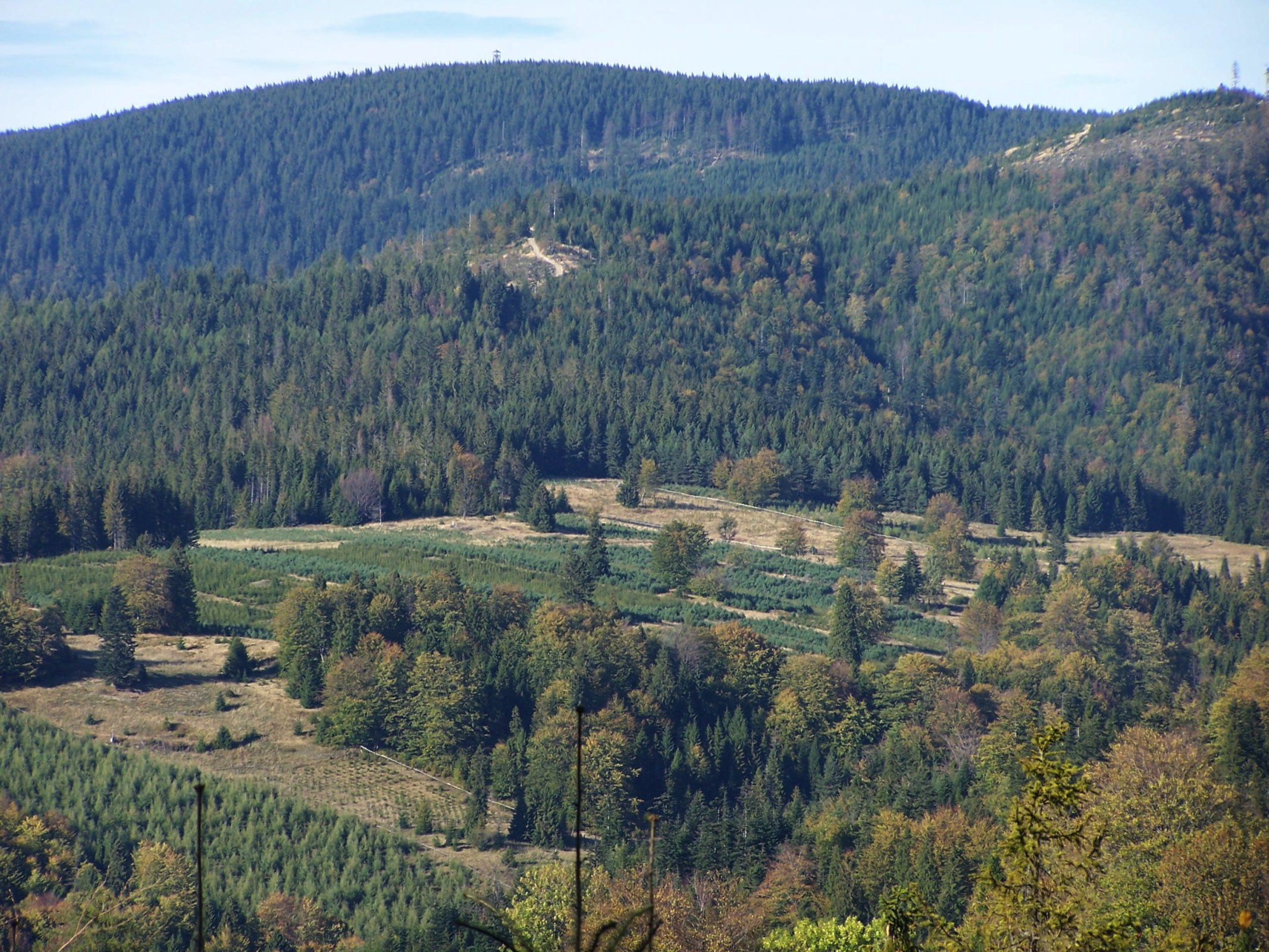
Radziejowa (Beskid Sądecki)
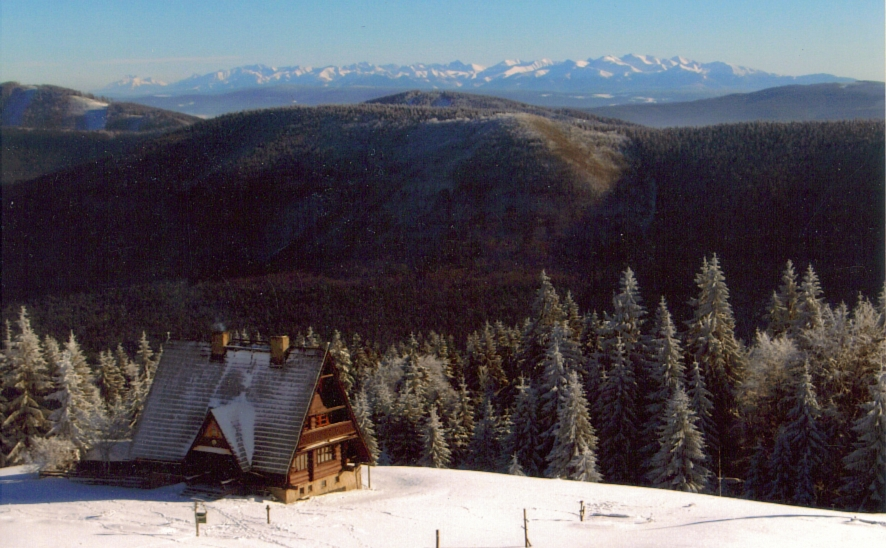
Wielka Rycerzowa (Beskid Żywiecki)
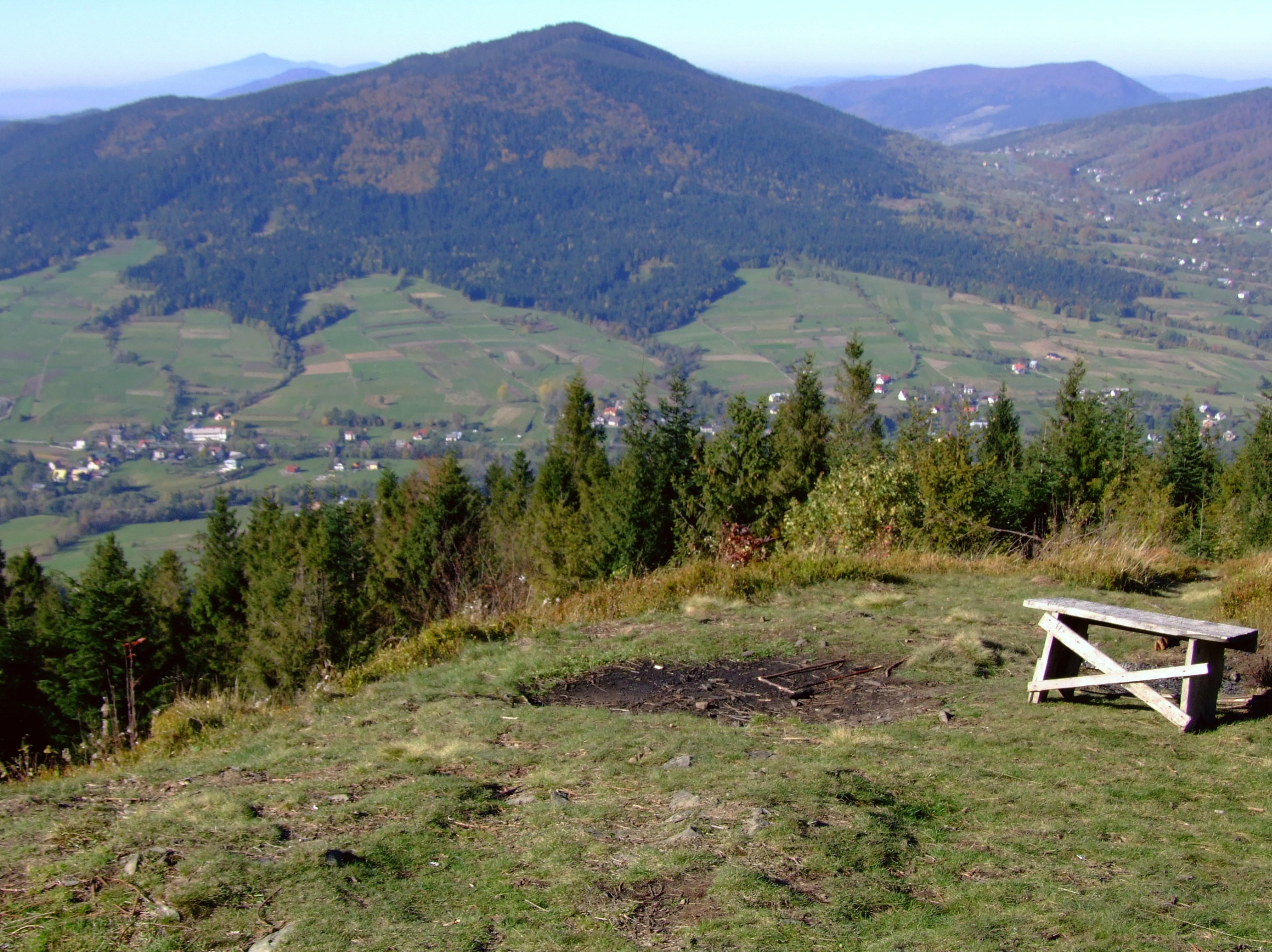
Beskid Wyspowy
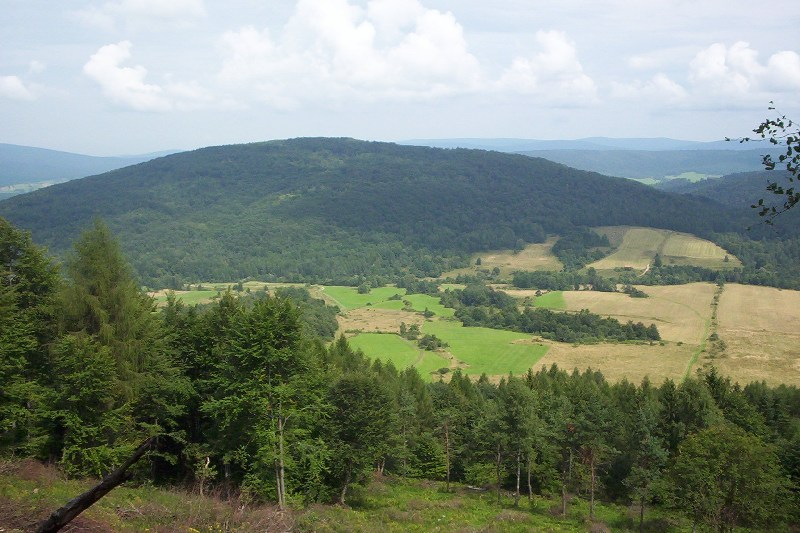
Beskid Niski
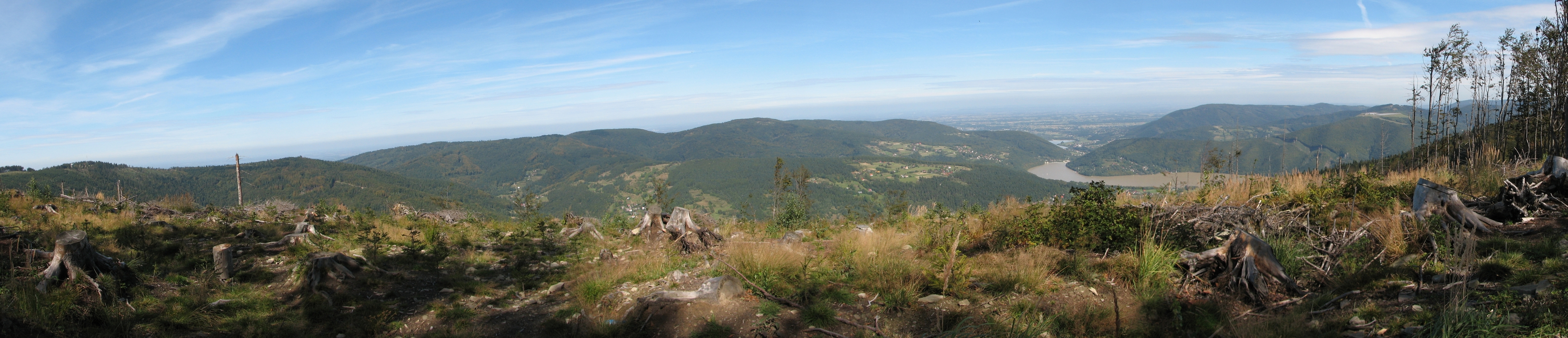
Beskid Mały
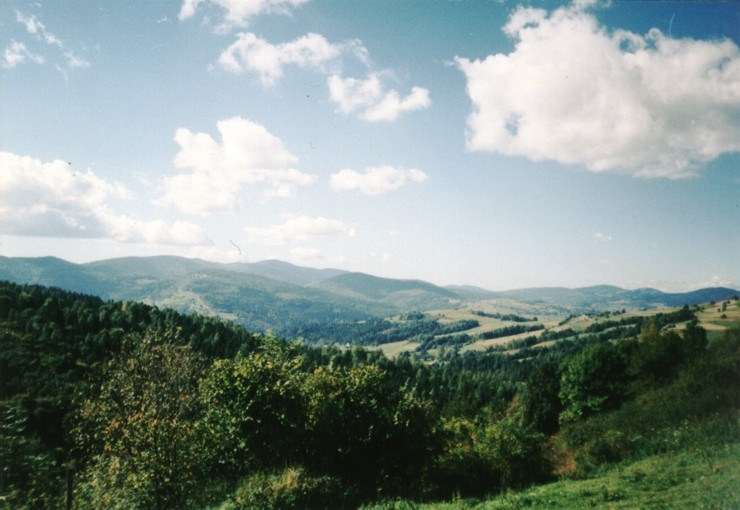
Beskid Makowski
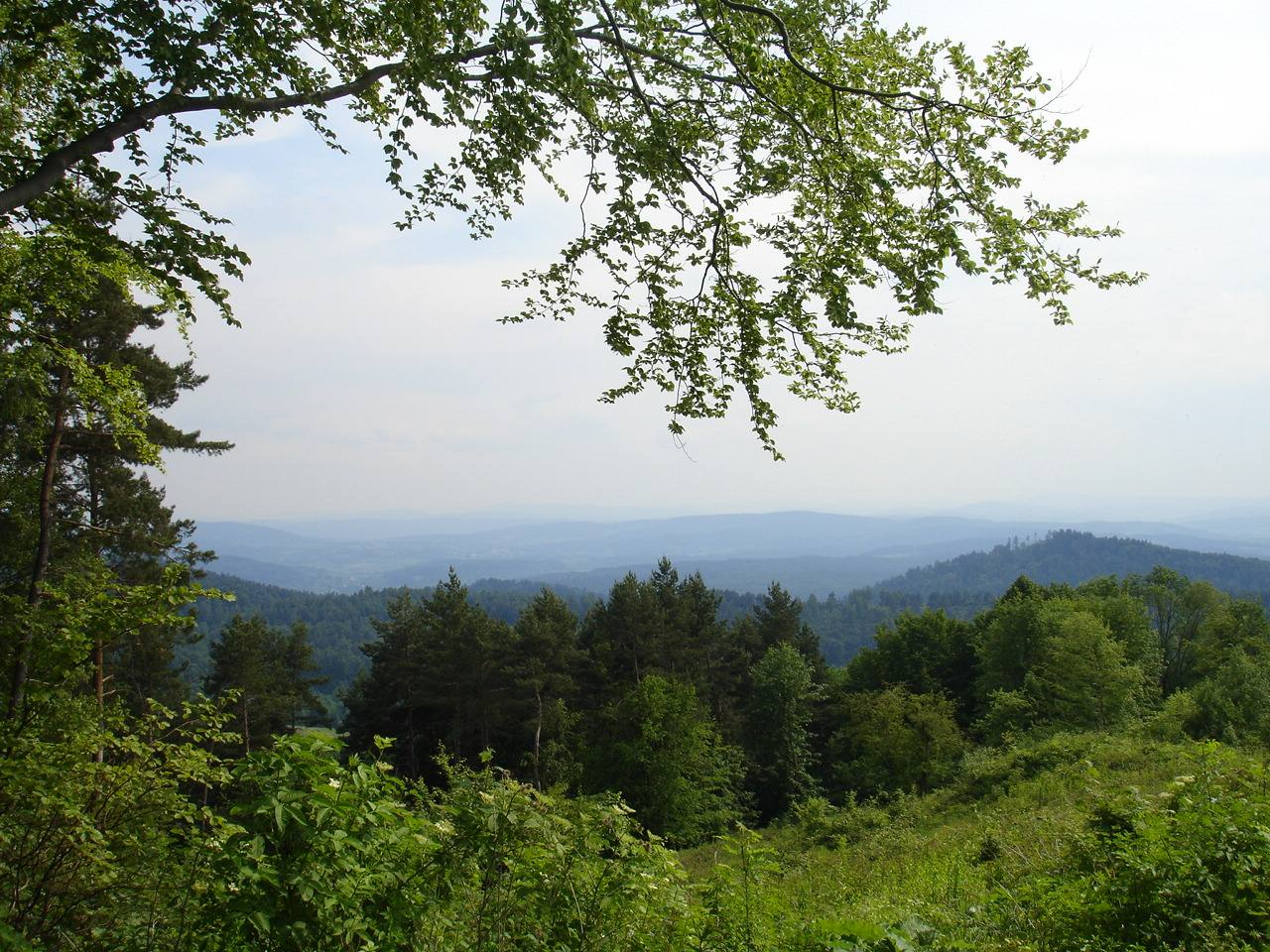
Góry Słonne

## Pas kotlin podkarpackich

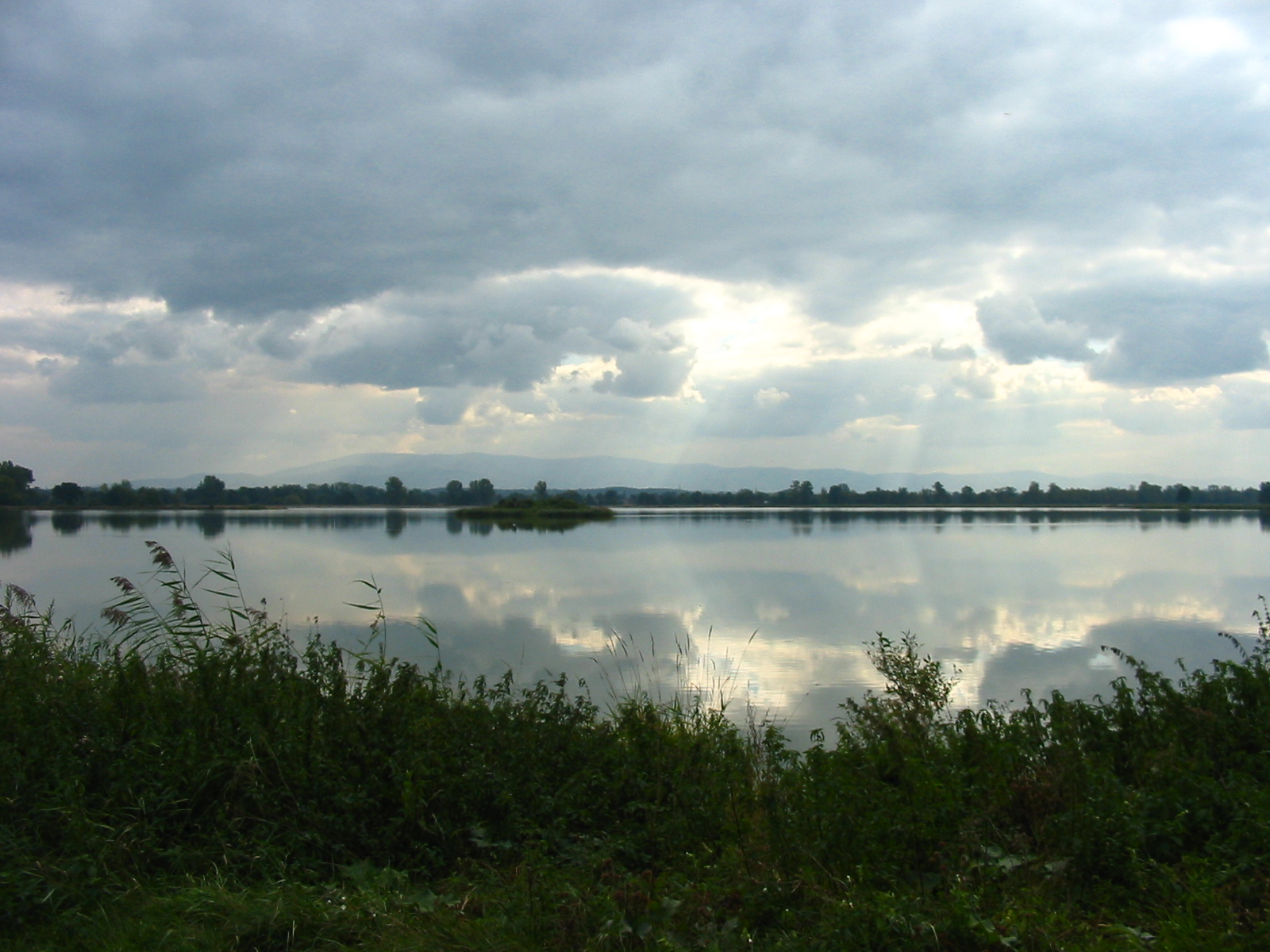
Widok z Jeziora Goczałkowickiego na Beskid Śląski
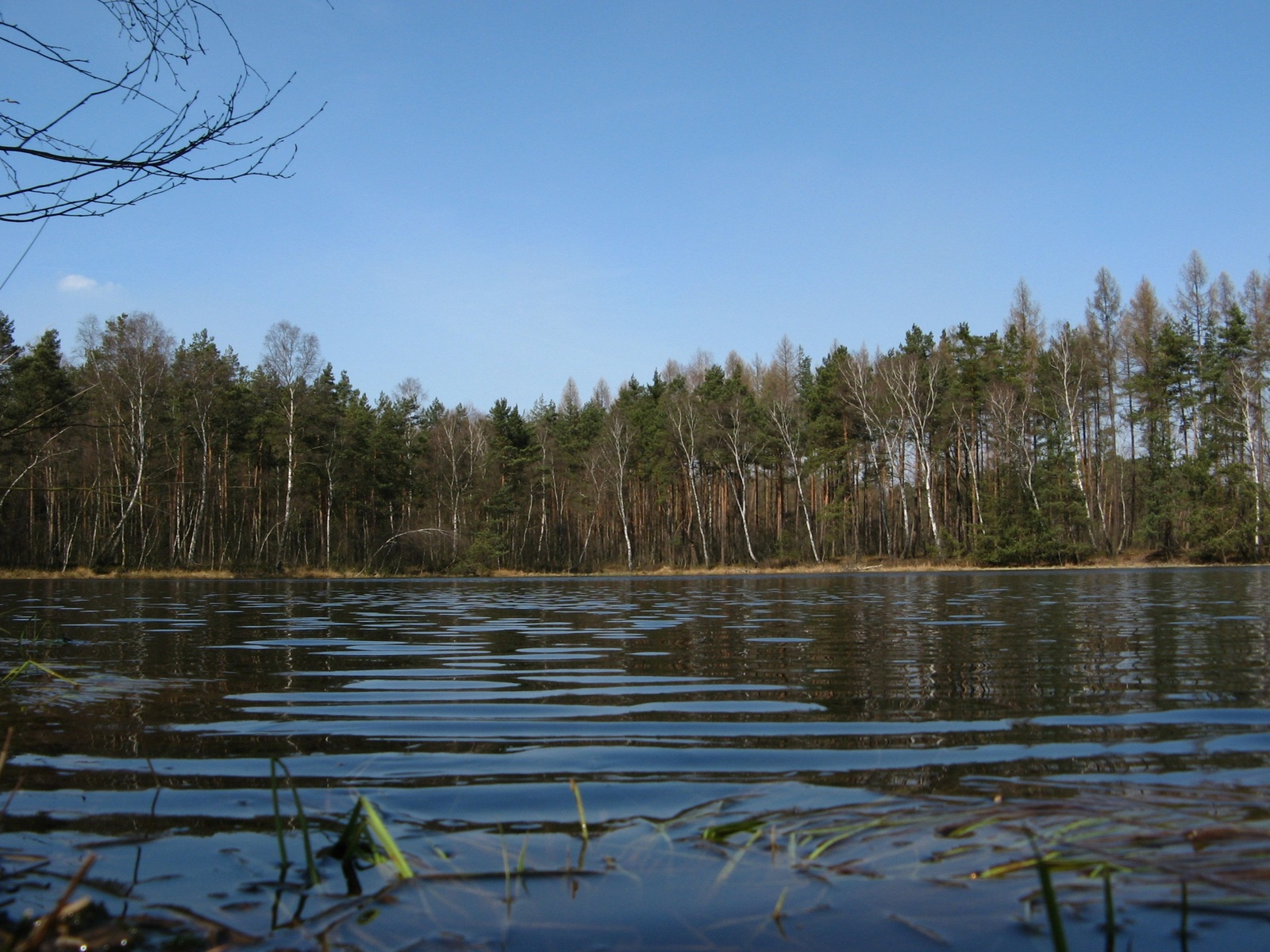
Puszcza Niepołomicka
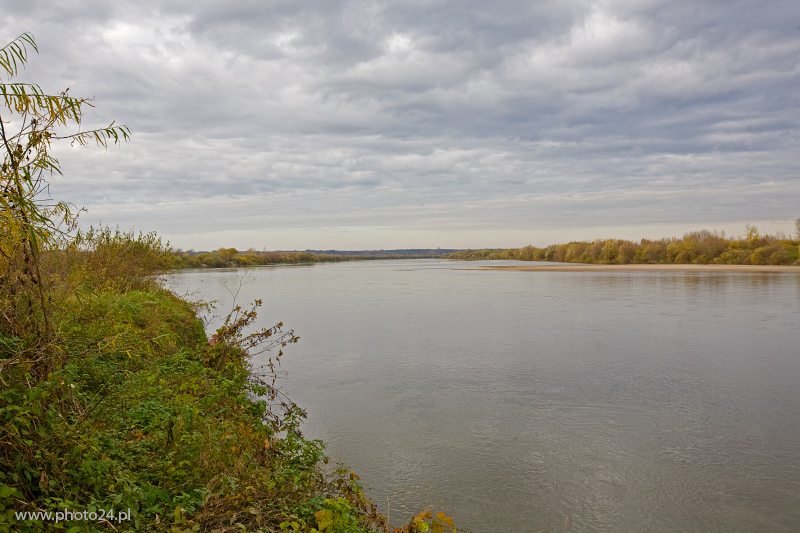
Ujście Sanu do Wisły
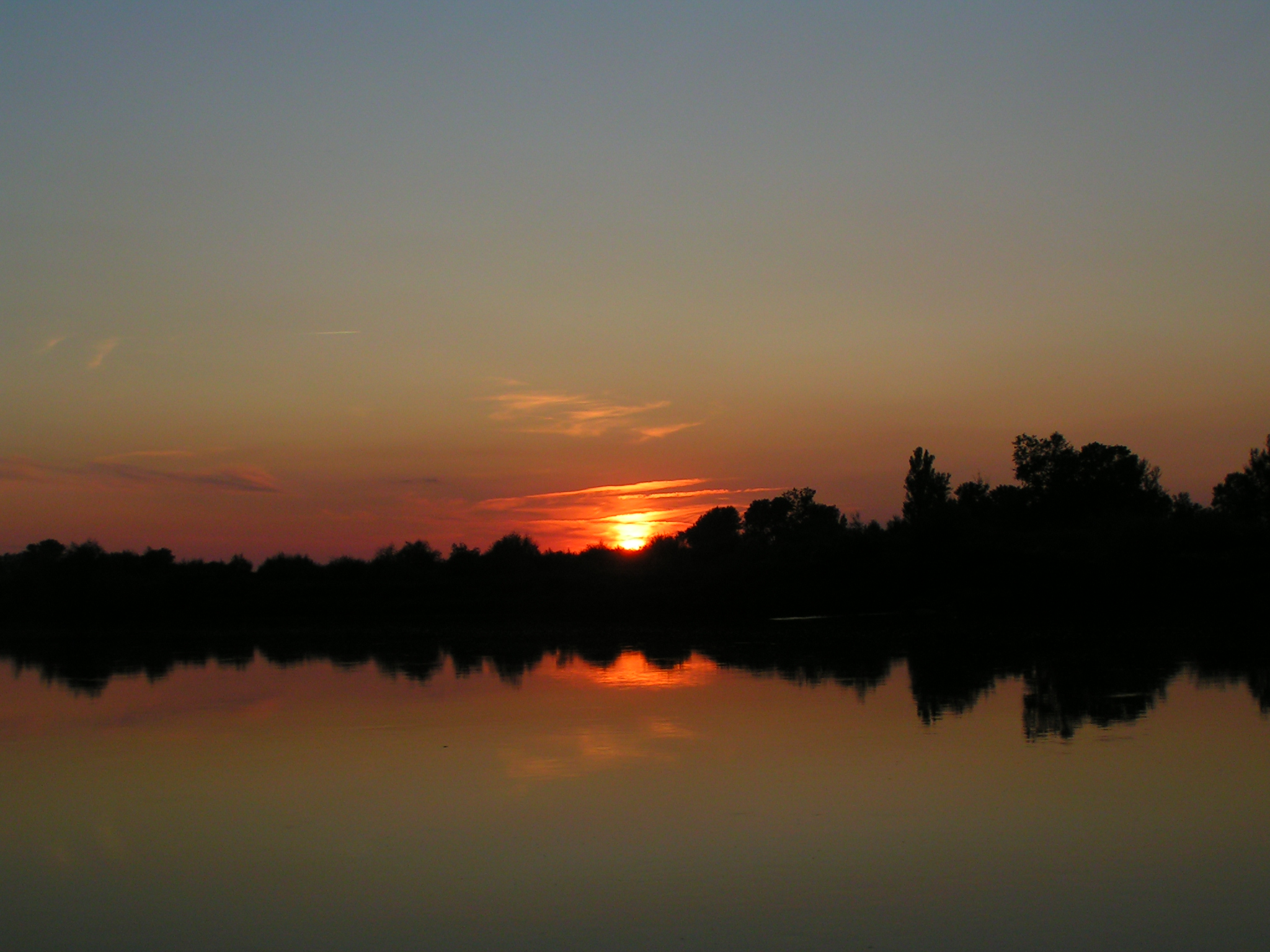
Zachód słońca nad Wisłą
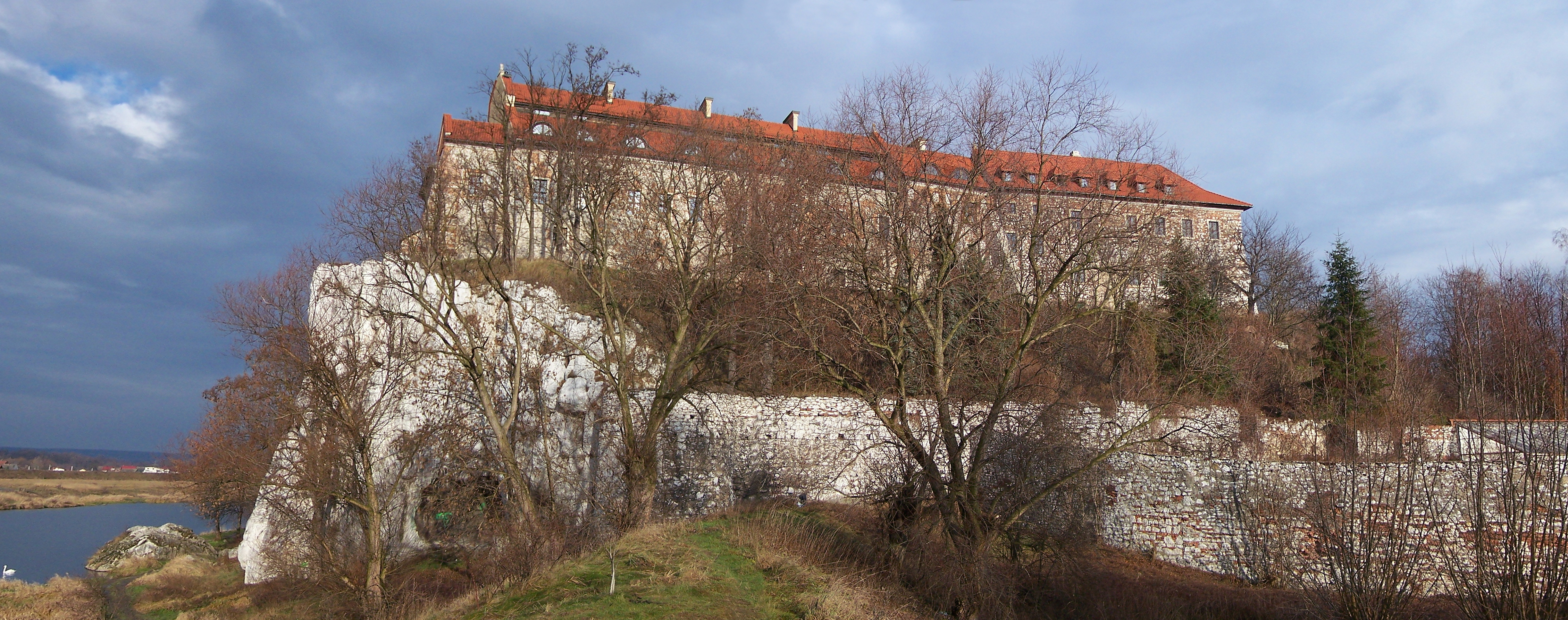
Opactwo Benedyktynów w Tyńcu
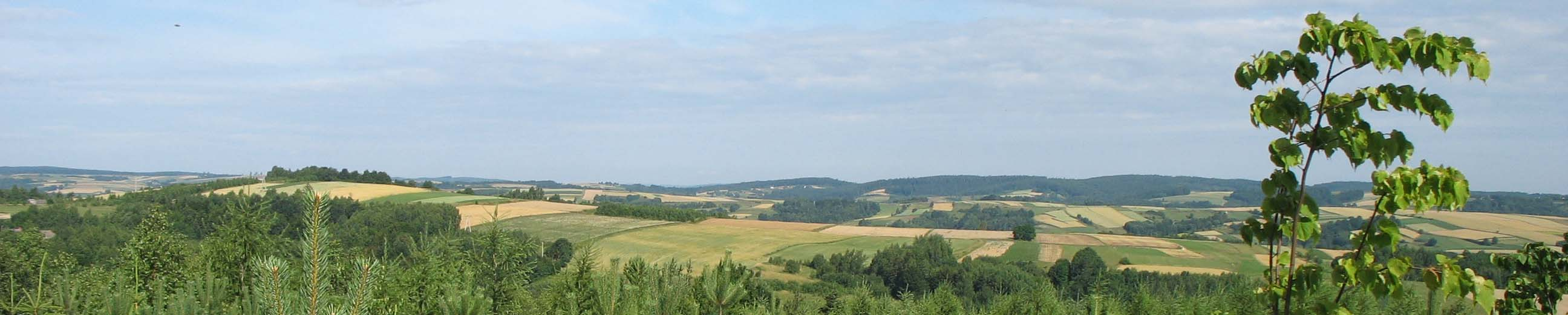
Podgórze Rzeszowskie

## Pas wyżyn

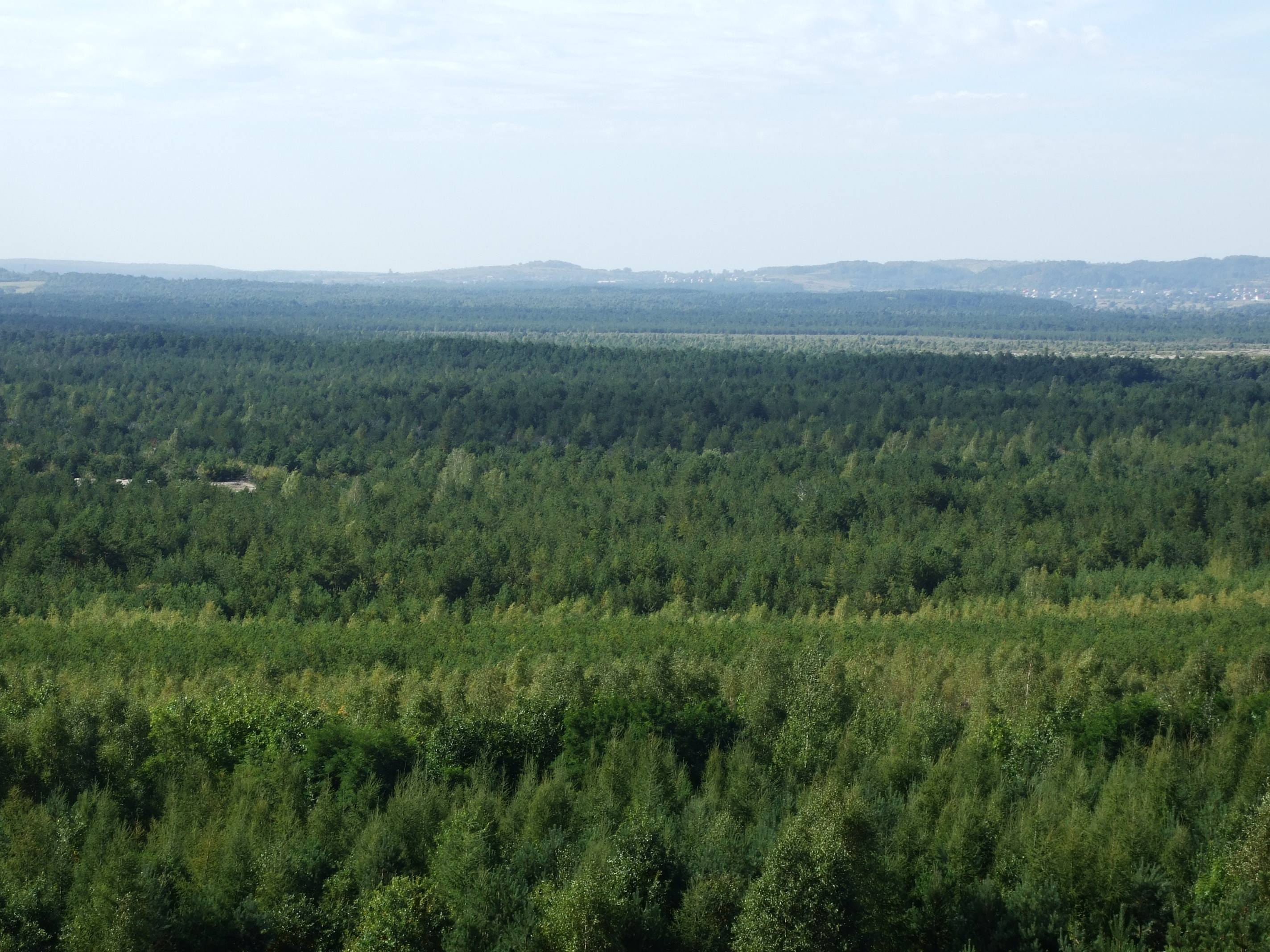
Pustynia Błędowska
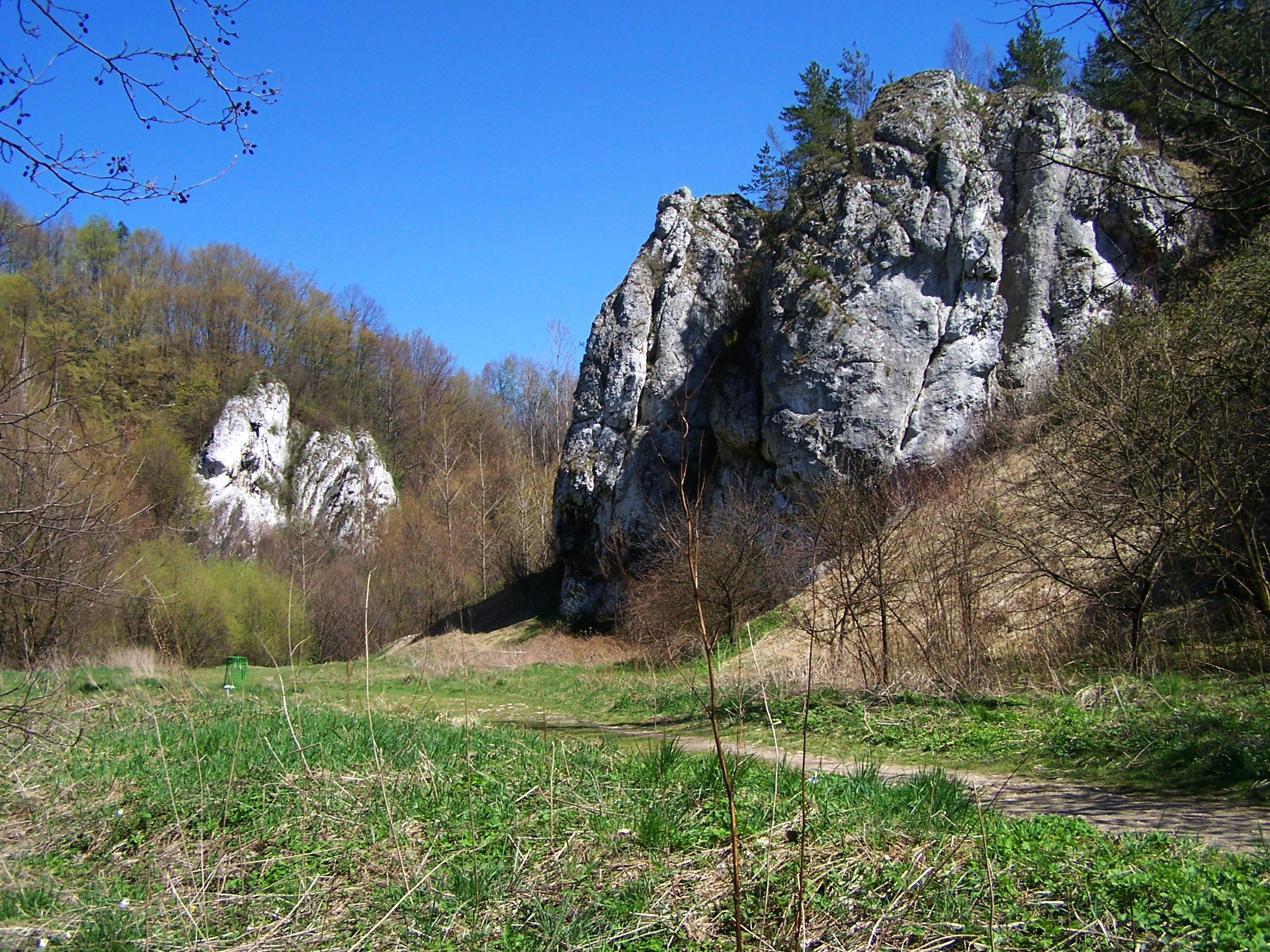
Dolina Kobylańska
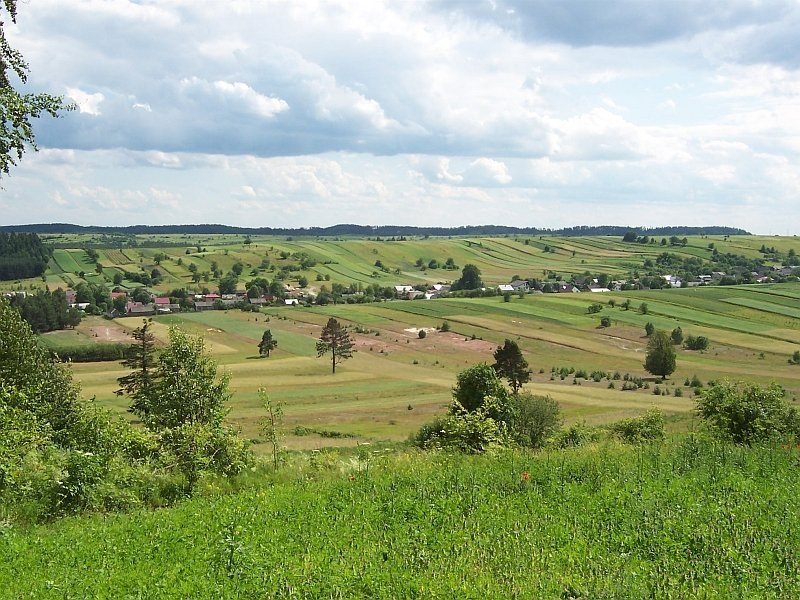
Krajobraz Roztocza
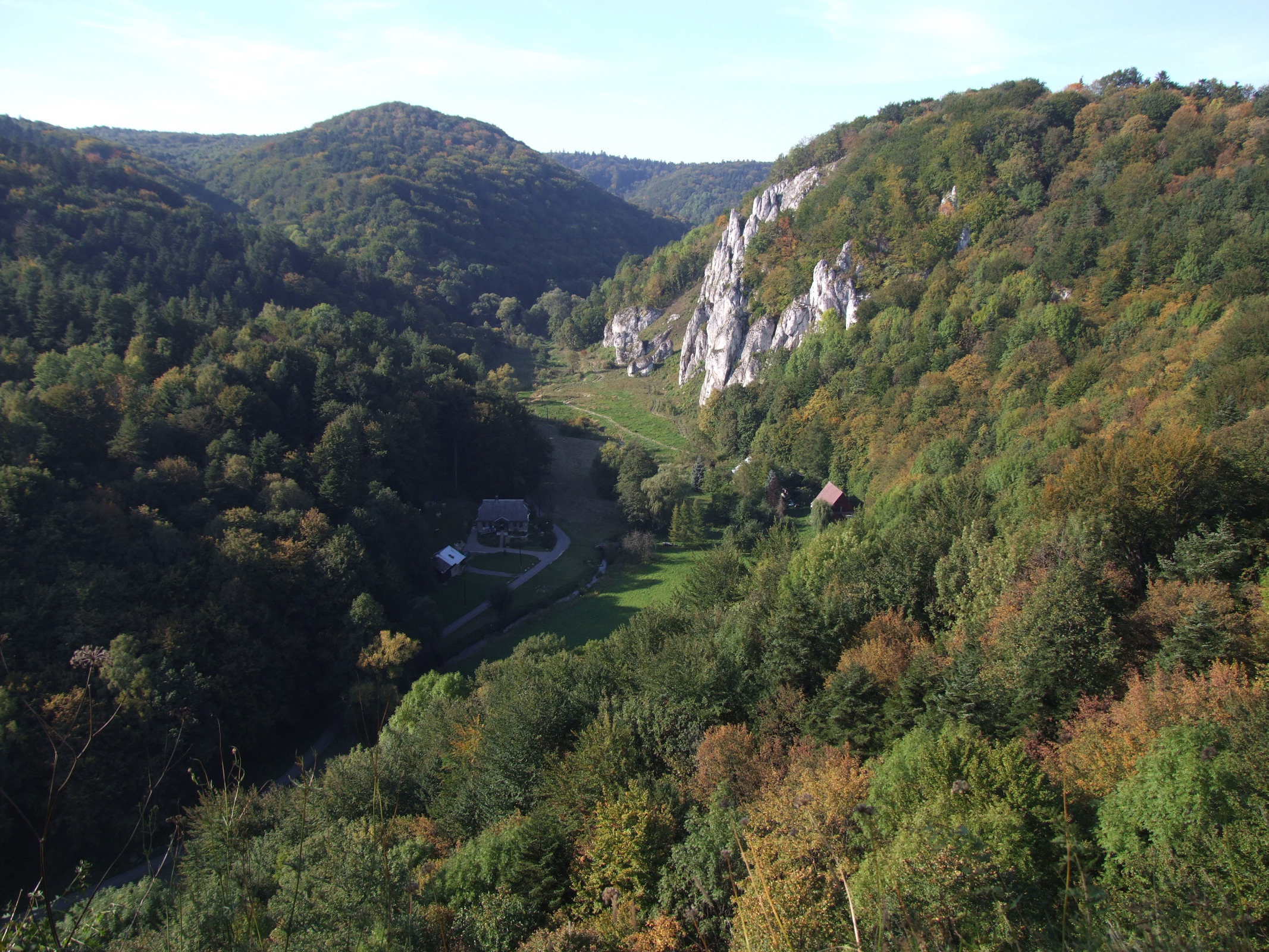
Dolina Prądnika
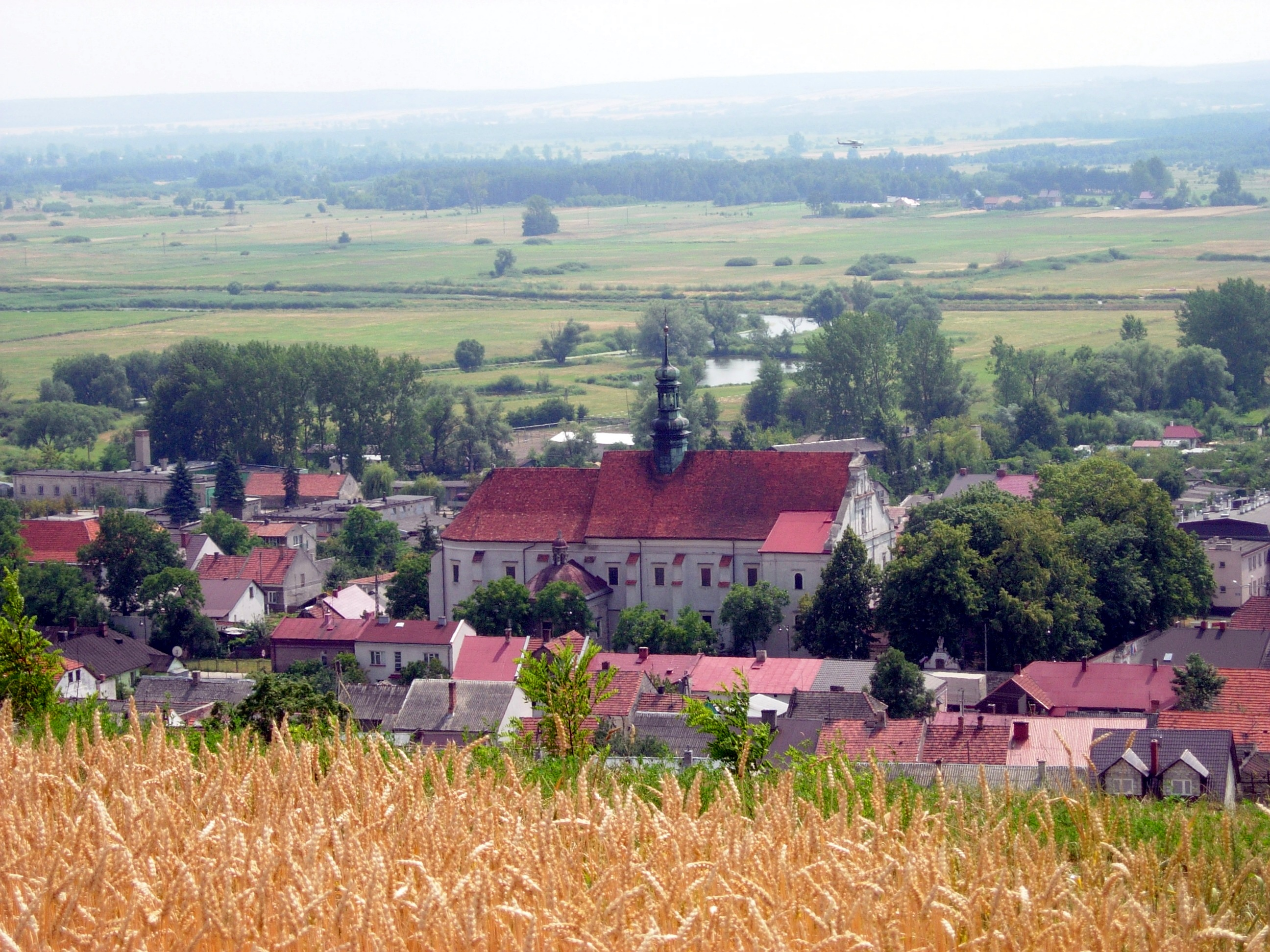
Niecka Nidziańska
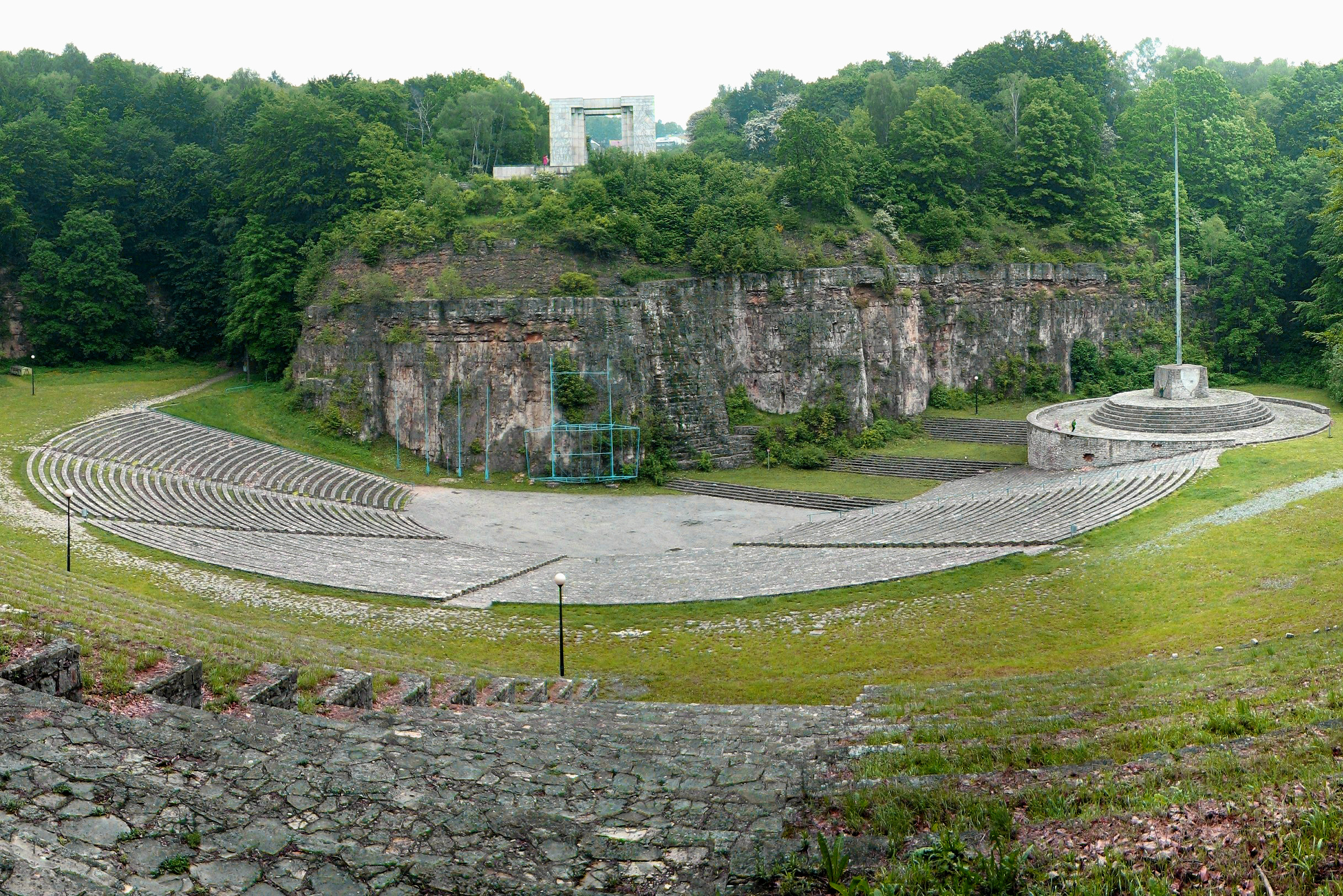
Góra Świętej Anny
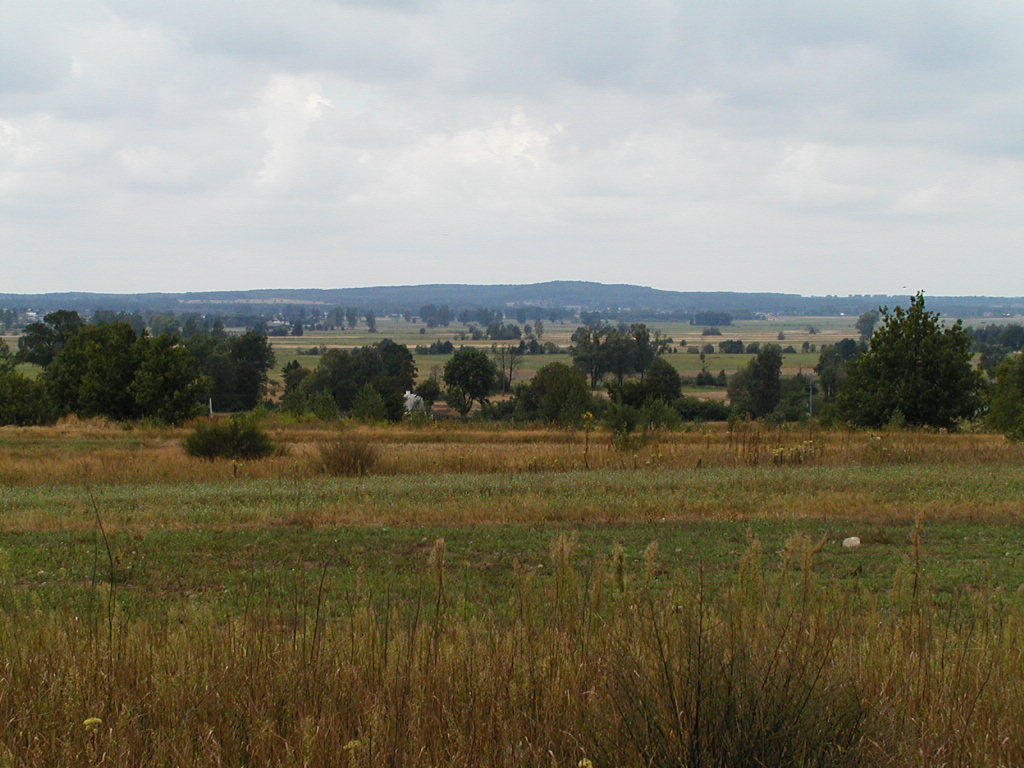
Diabla Góra (Wzgórza Opoczyńskie)
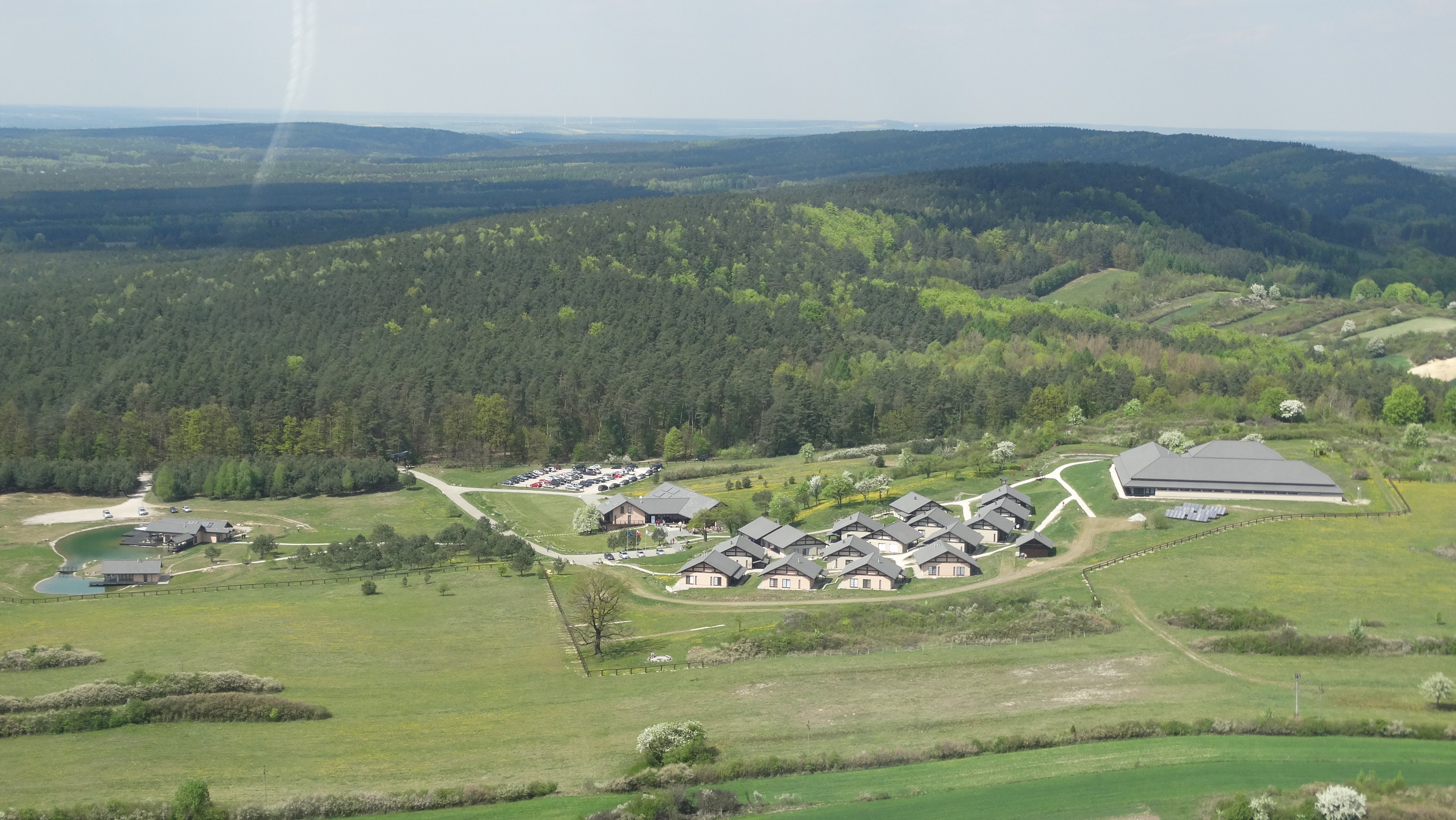
Fajna Ryba (Wyżyna Przedborska)

## Pas starych gór (Sudety i Góry Świętokrzyskie)

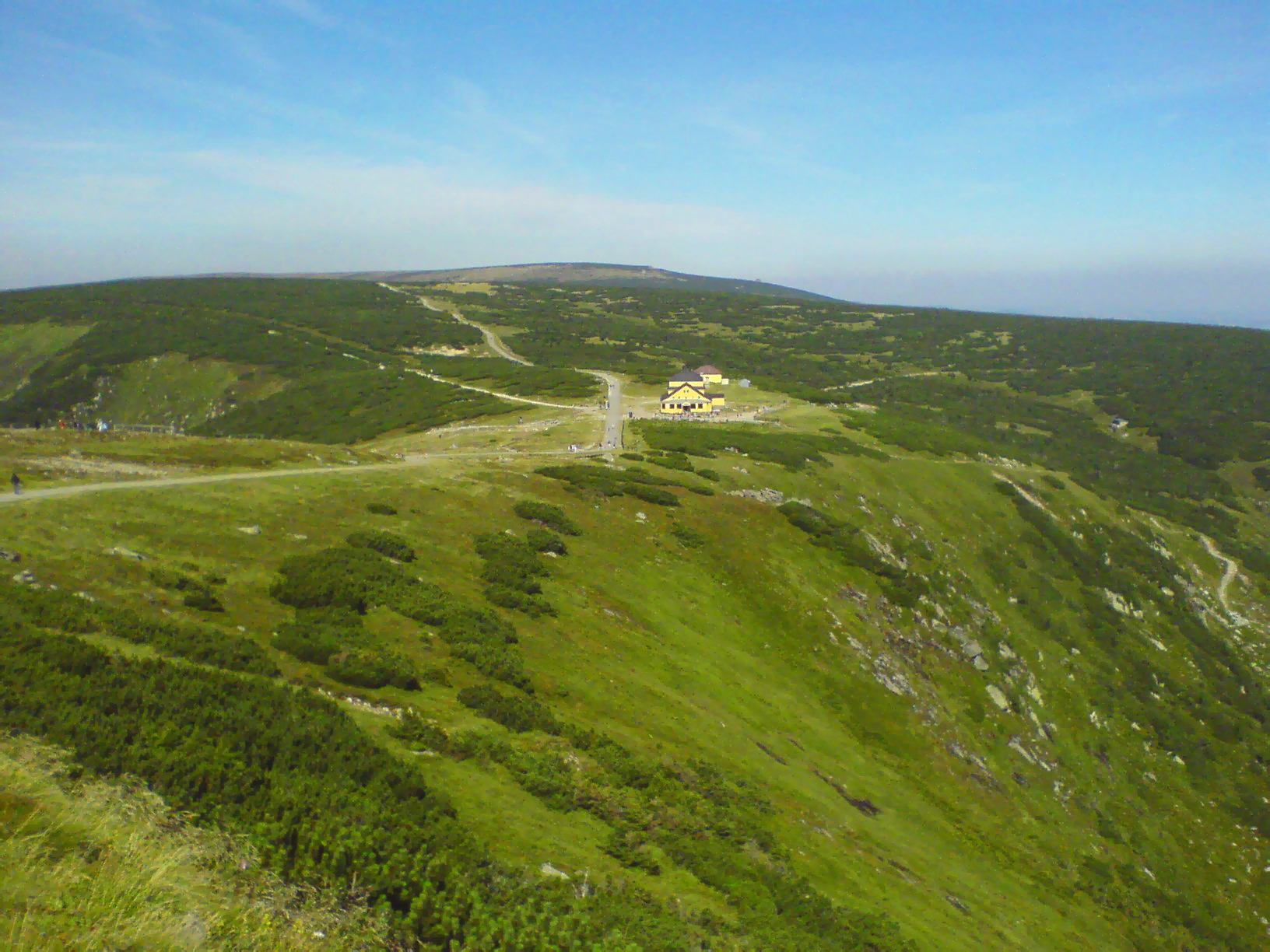
Równia pod Śnieżką (Karkonosze)
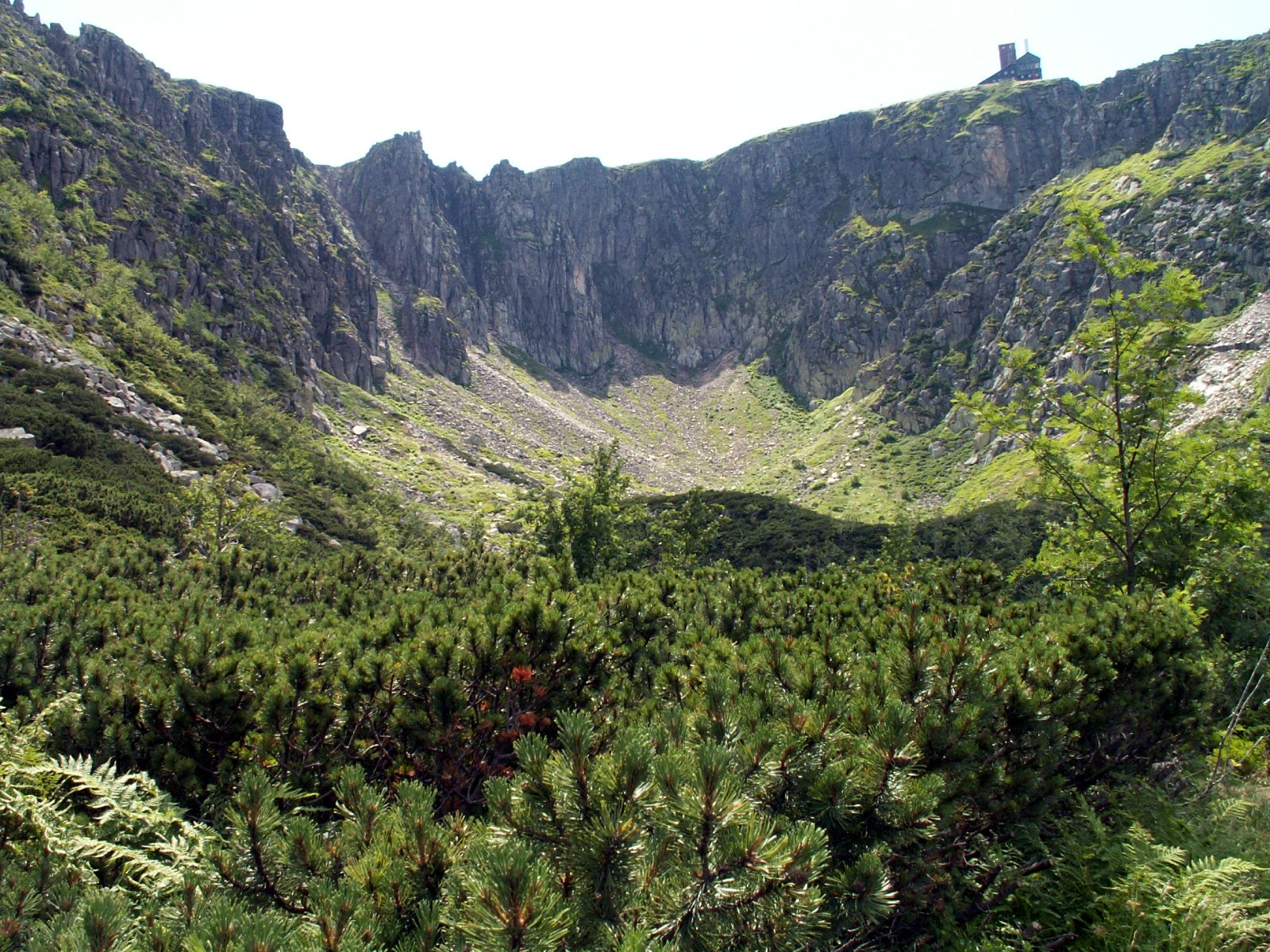
Śnieżne Kotły
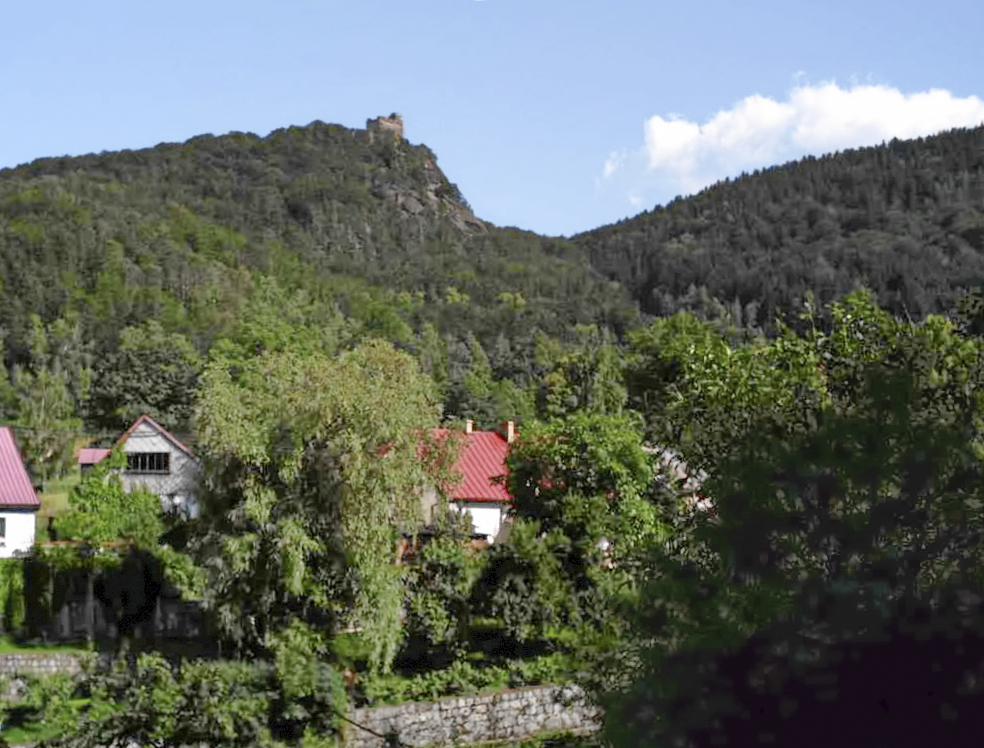
Chojnik
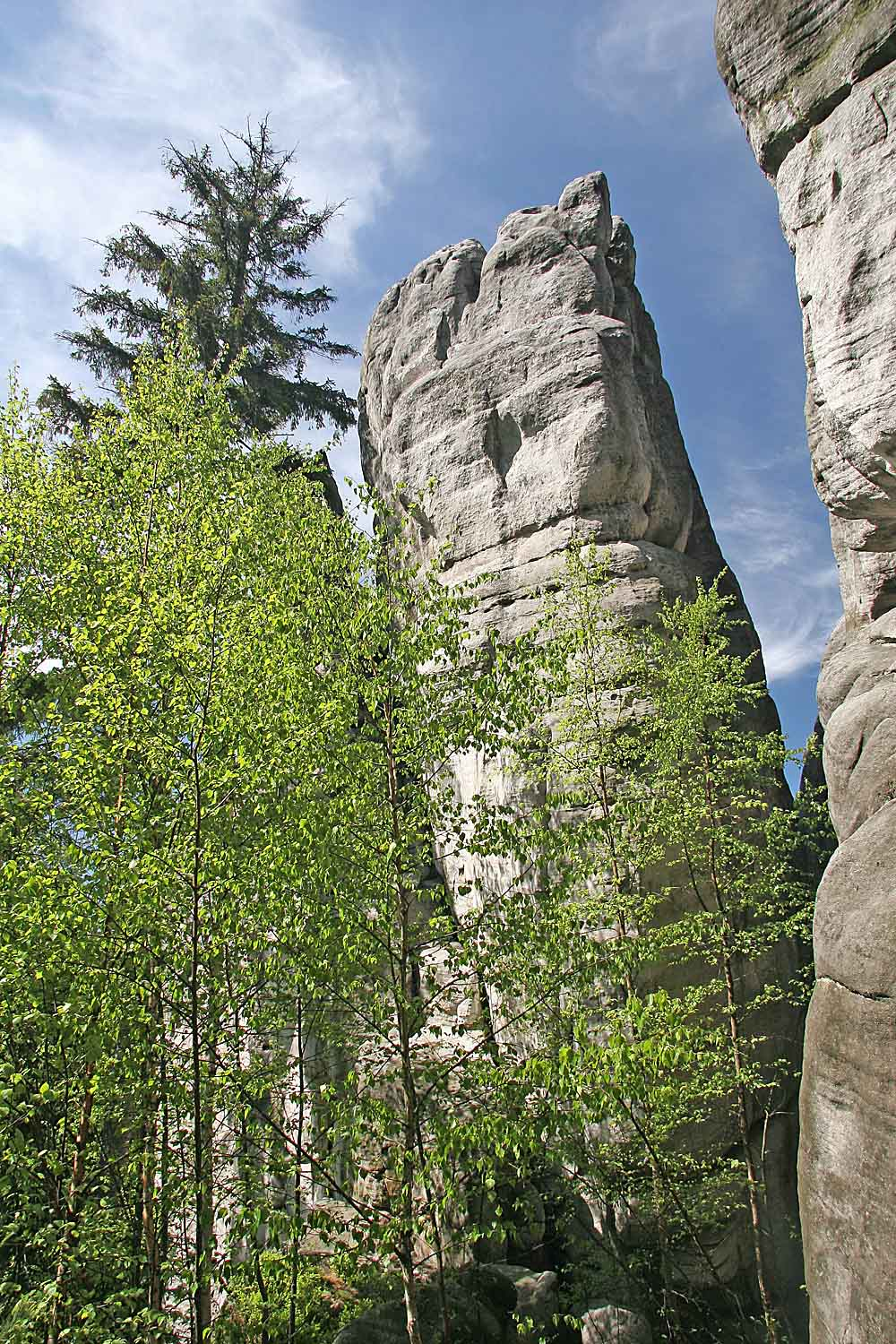
Białe Skały
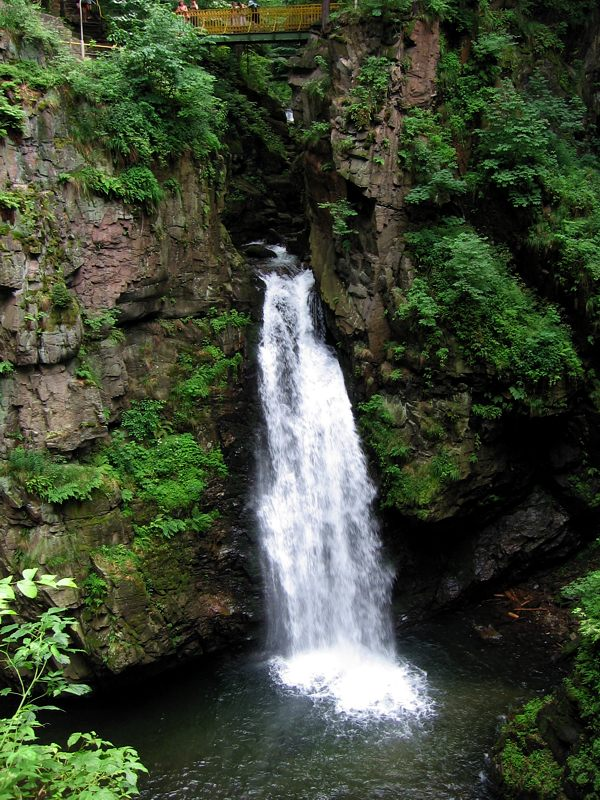
Wodospad Wilczki (Masyw Śnieżnika)
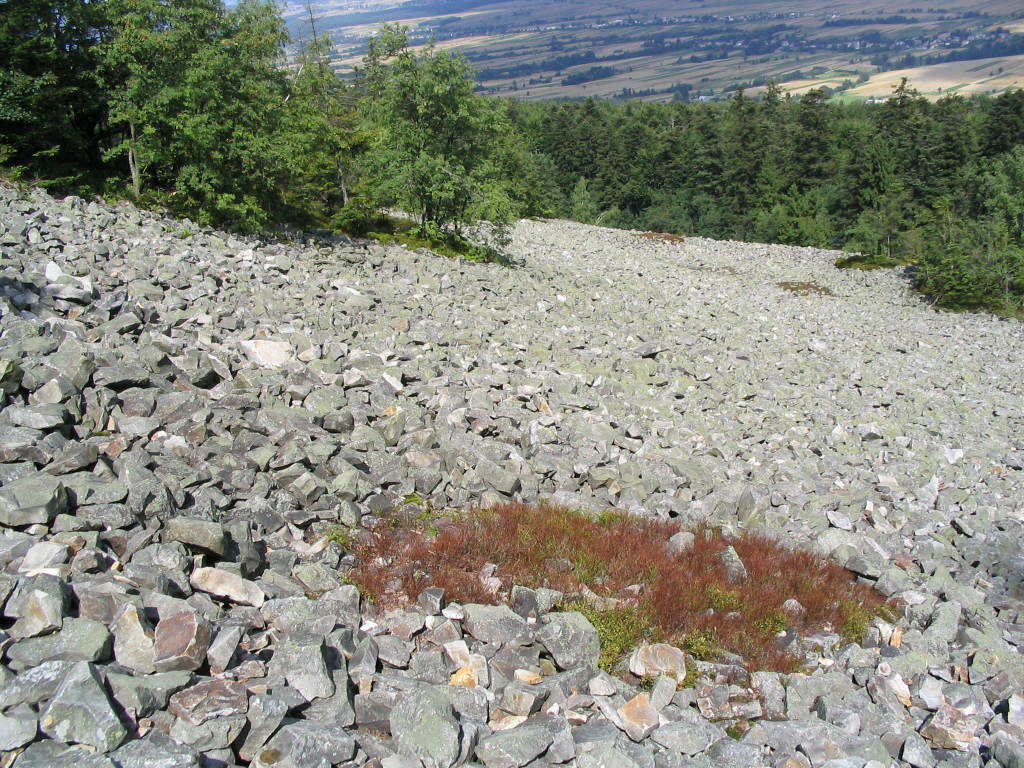
Gołoborza w Górach Świętokrzyskich
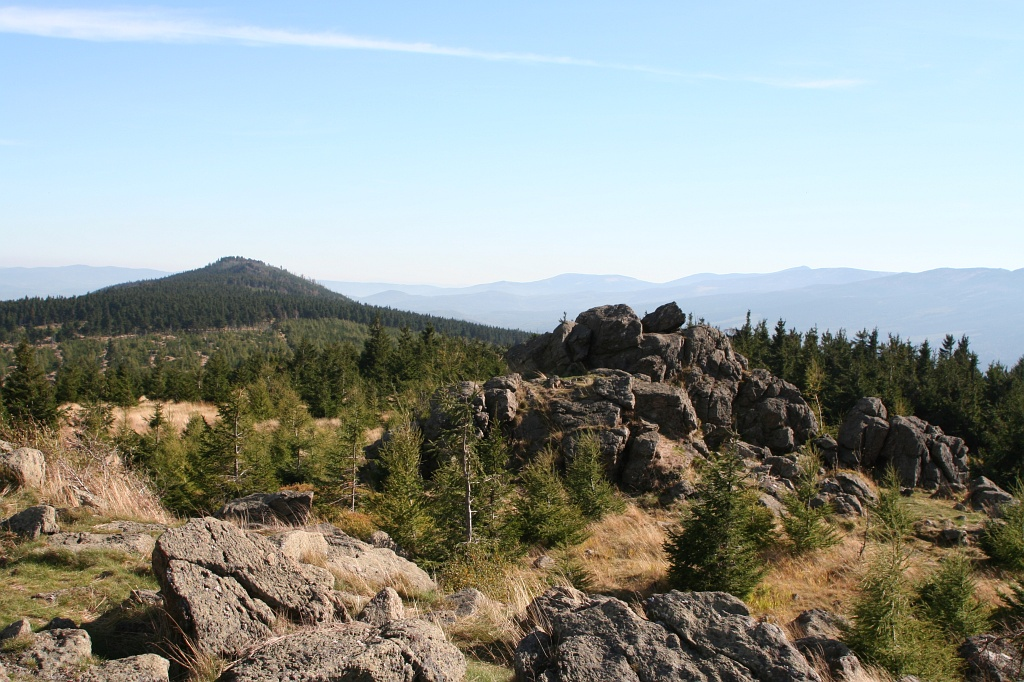
Góry Izerskie
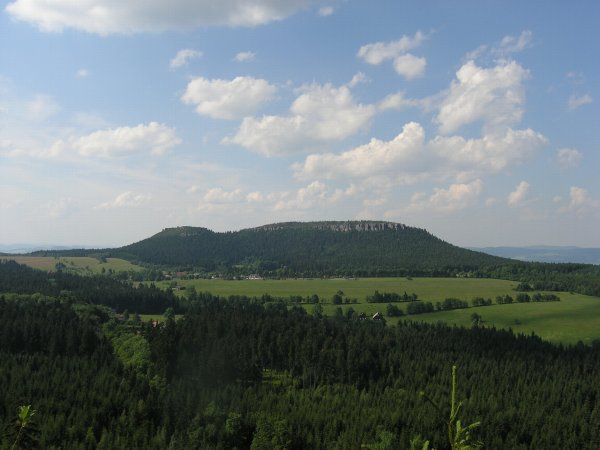
Góry Stołowe
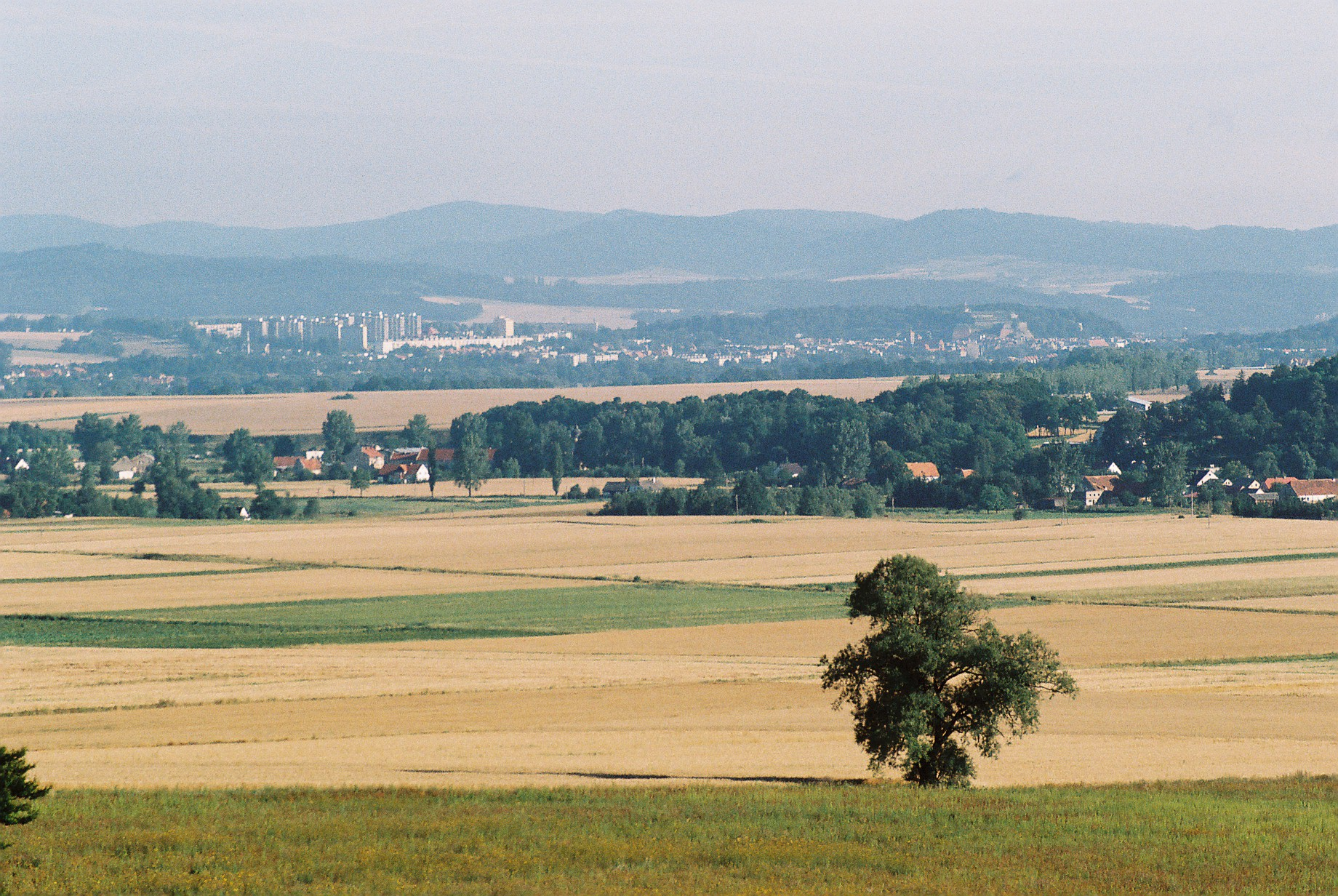
Kotlina Kłodzka
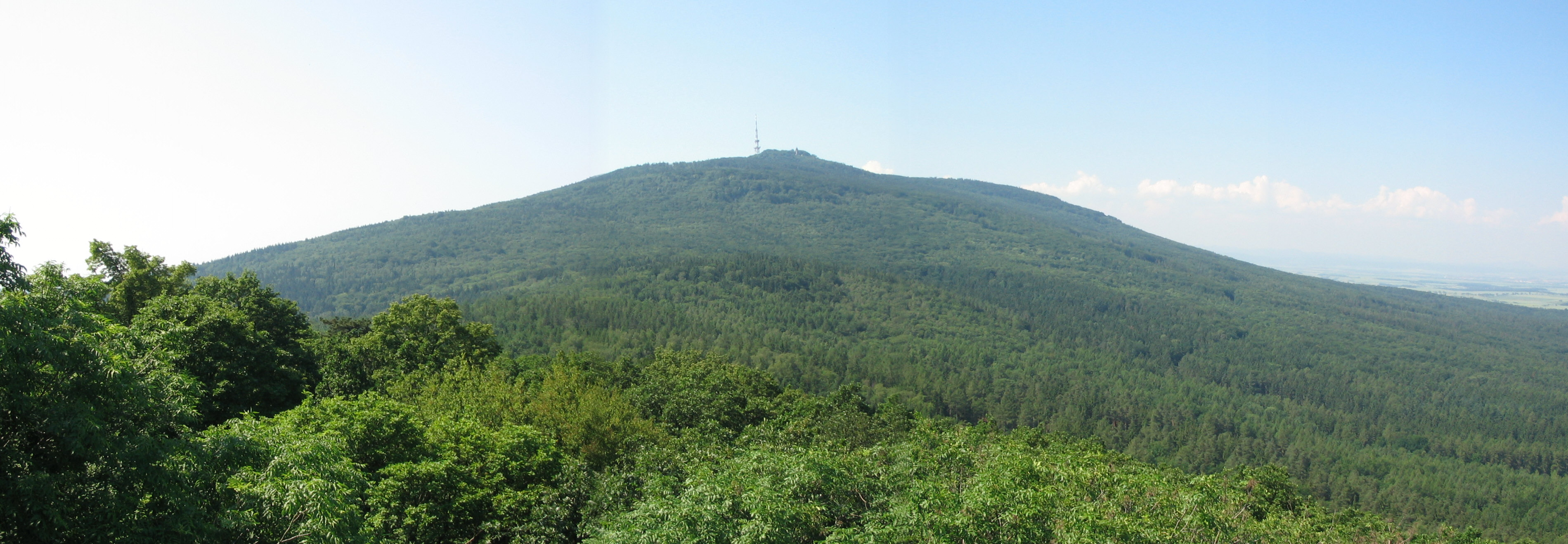
Ślęża
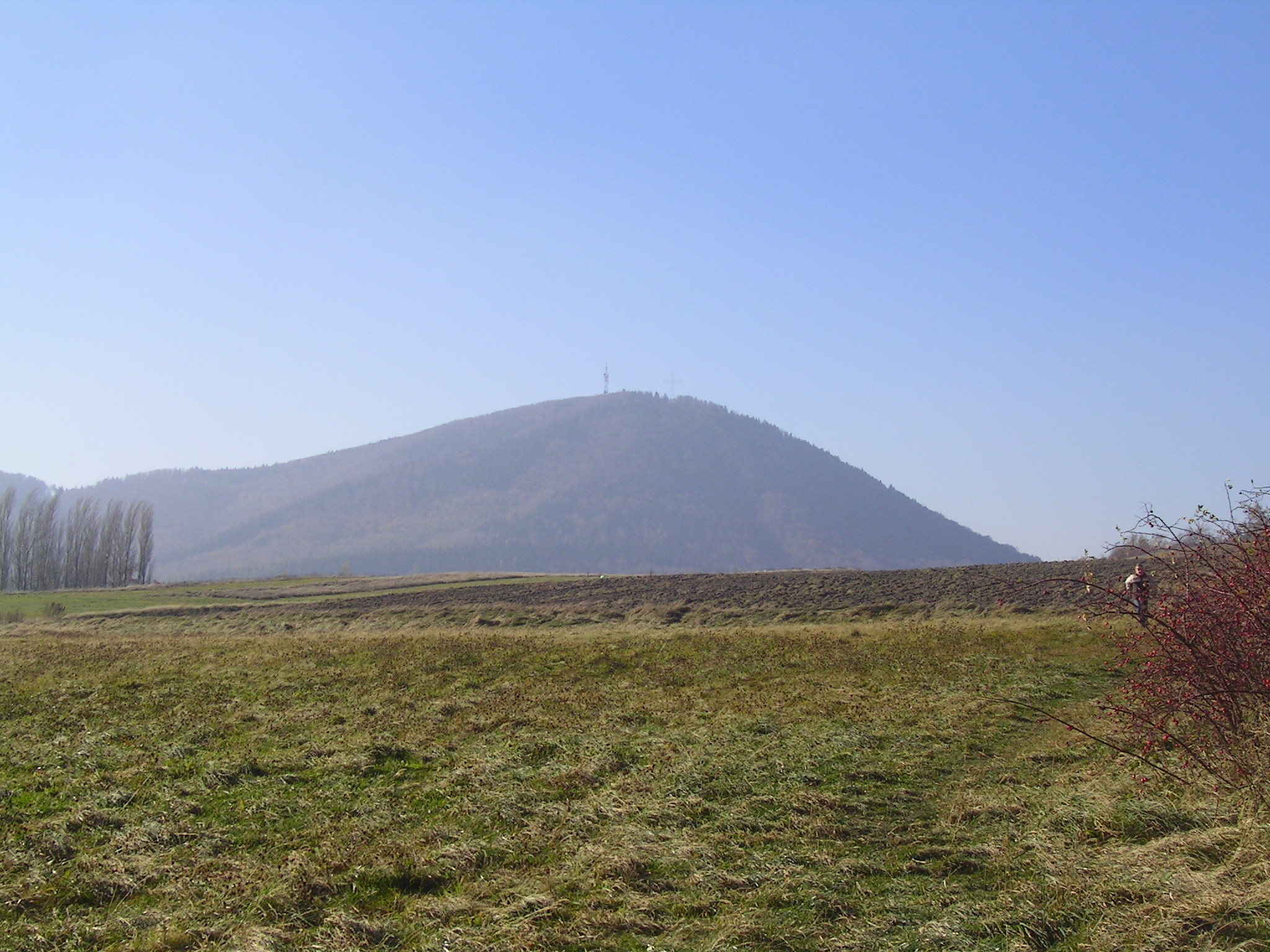
Góry Wałbrzyskie
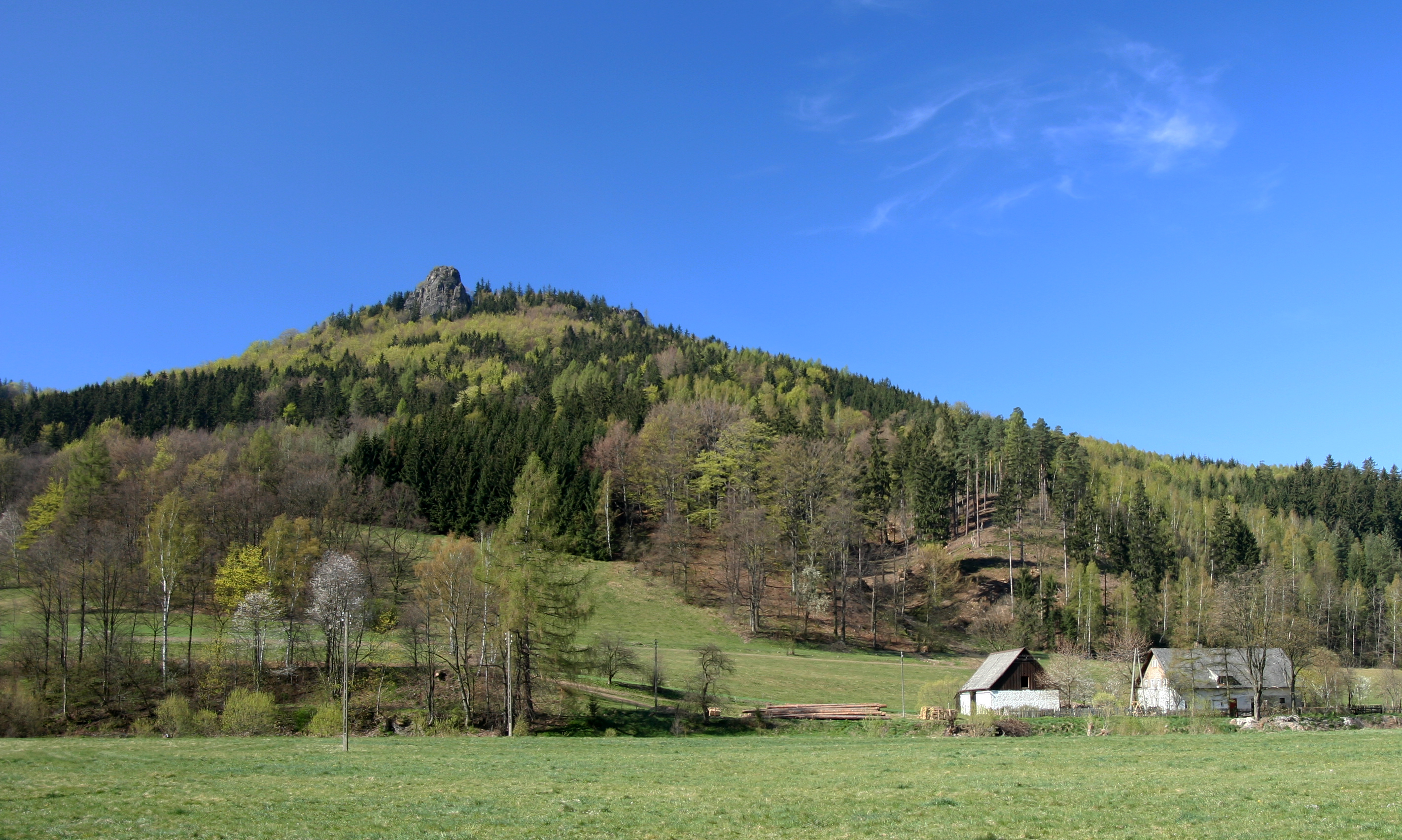
Rudawy Janowickie
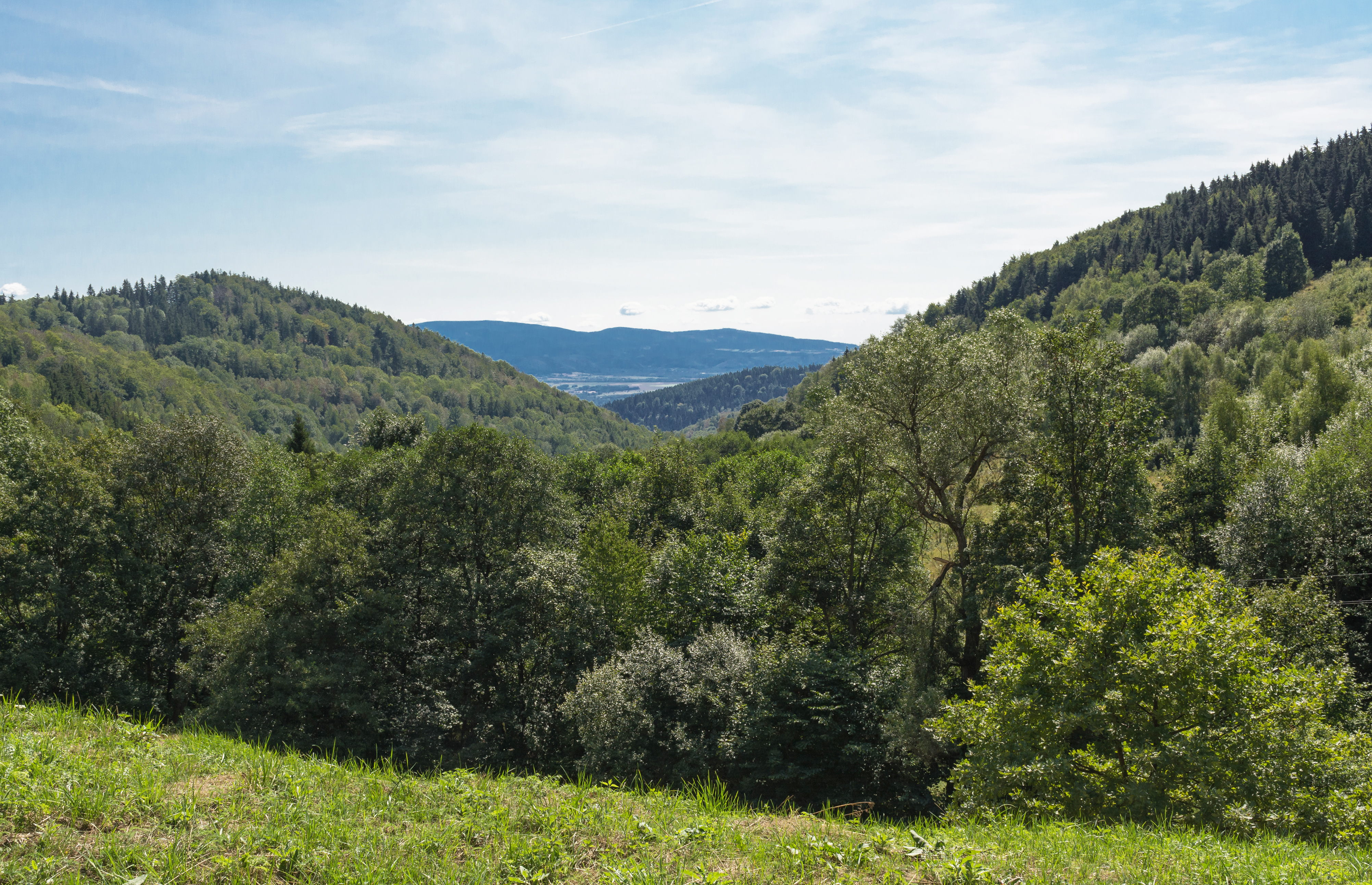
Góry Bystrzyckie
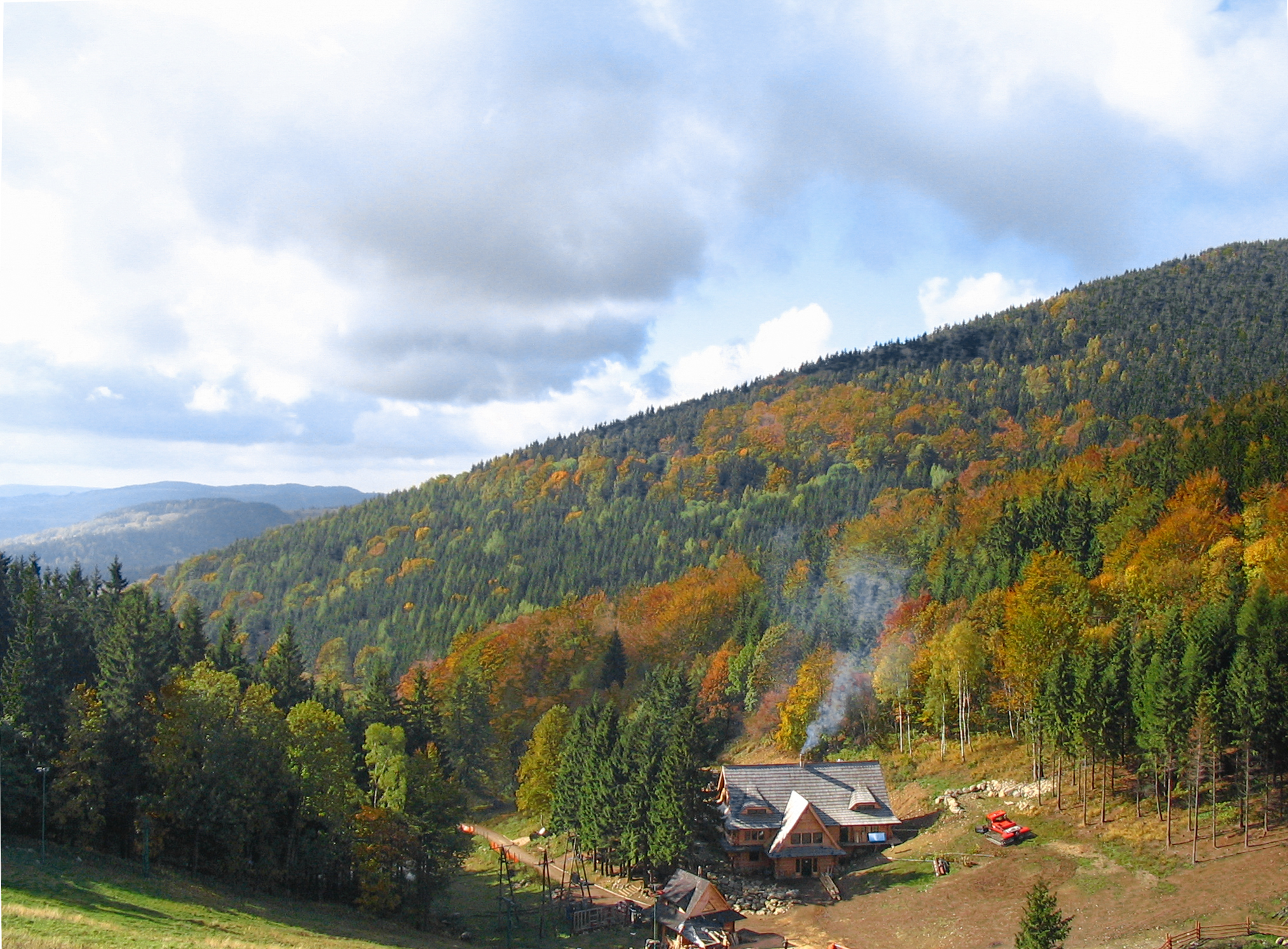
Góry Sowie
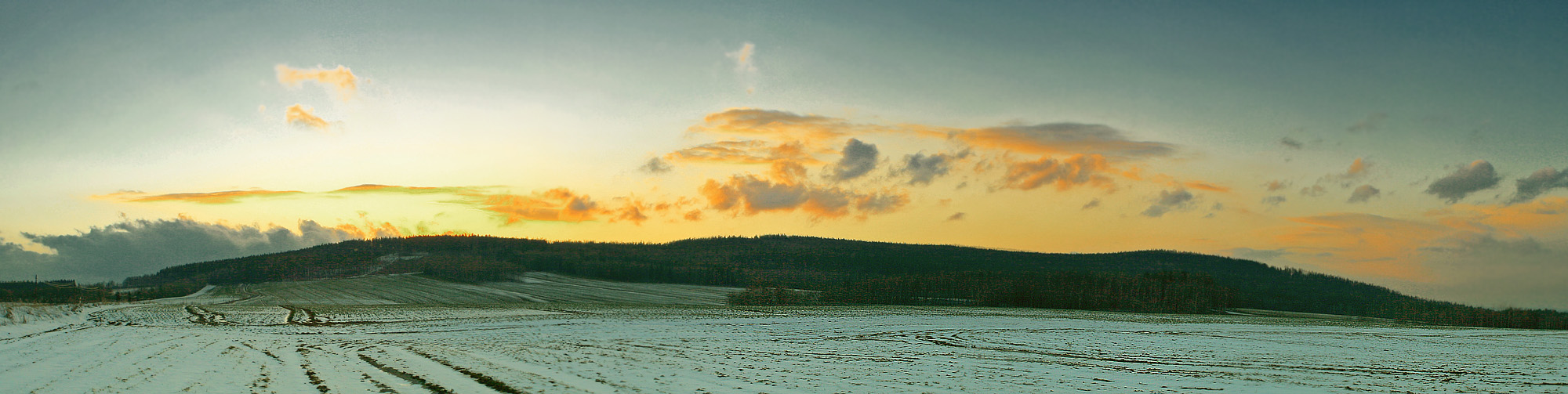
Góry Opawskie
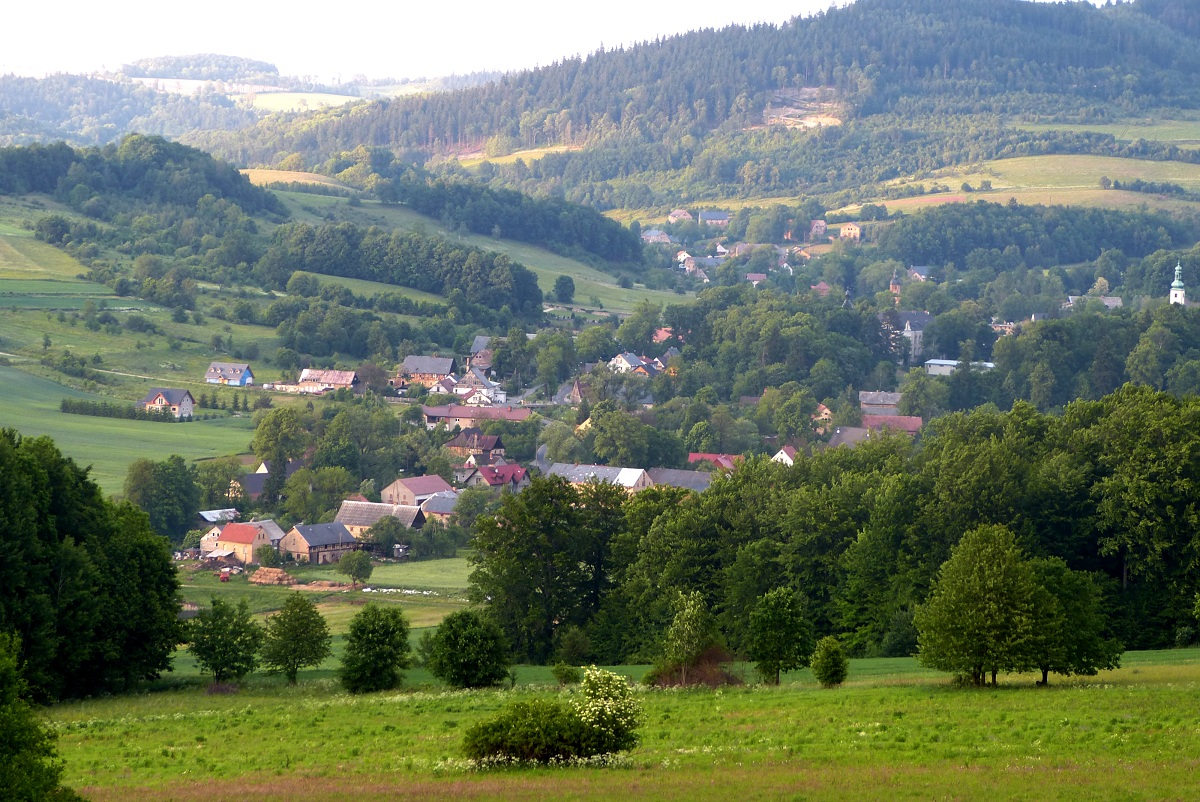
Góry Kaczawskie
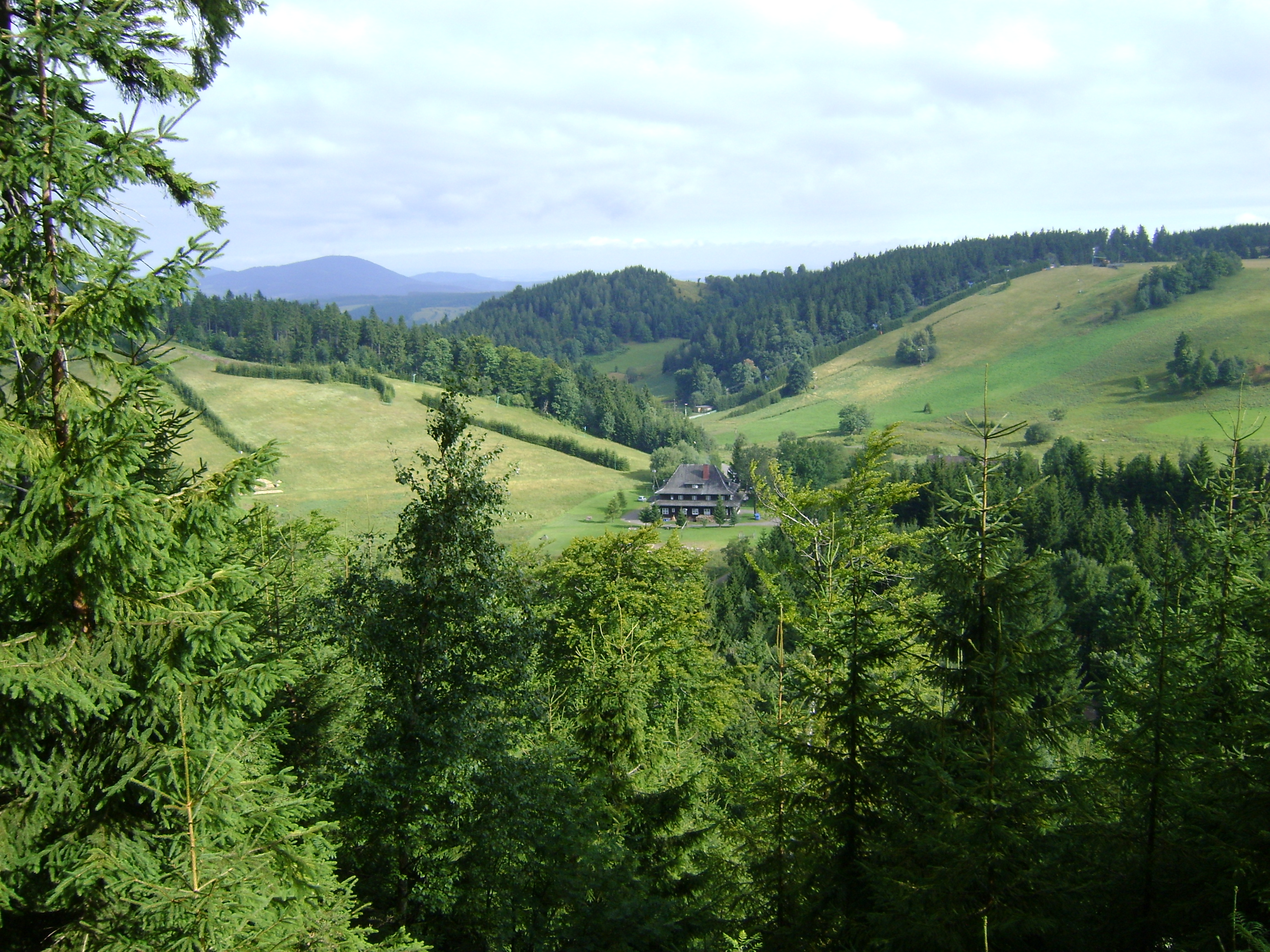
Góry Kamienne
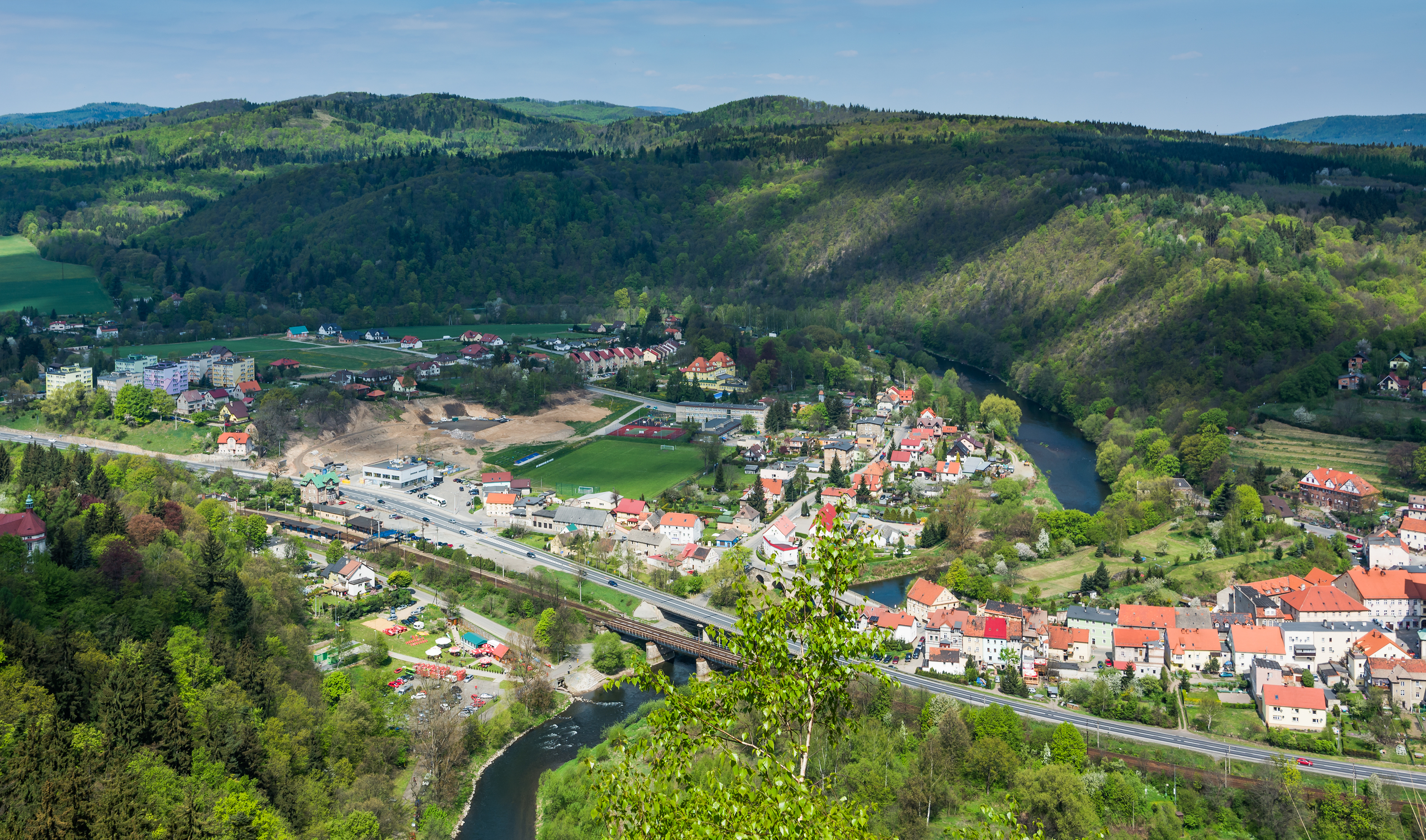
Góry Bardzkie
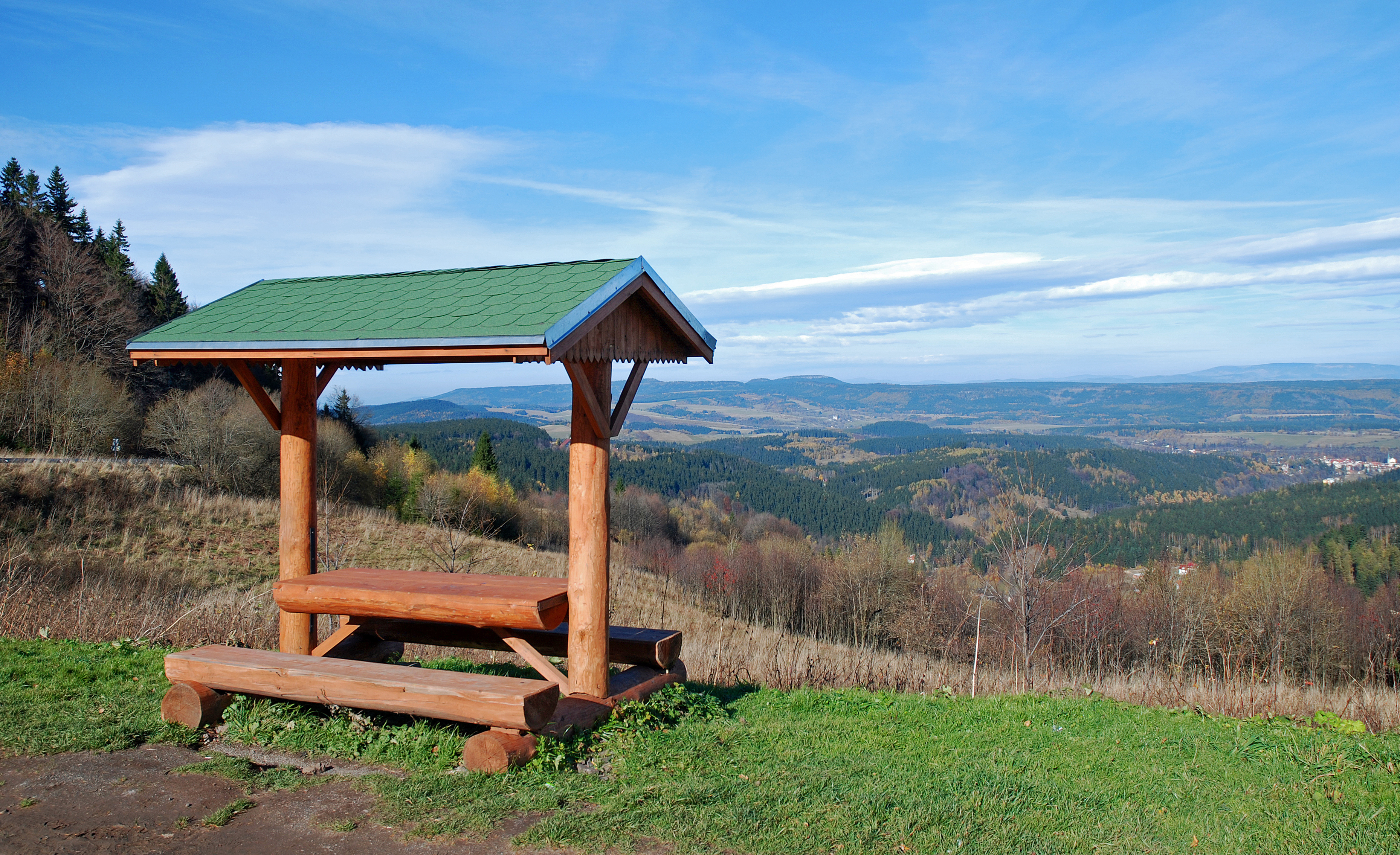
Góry Orlickie
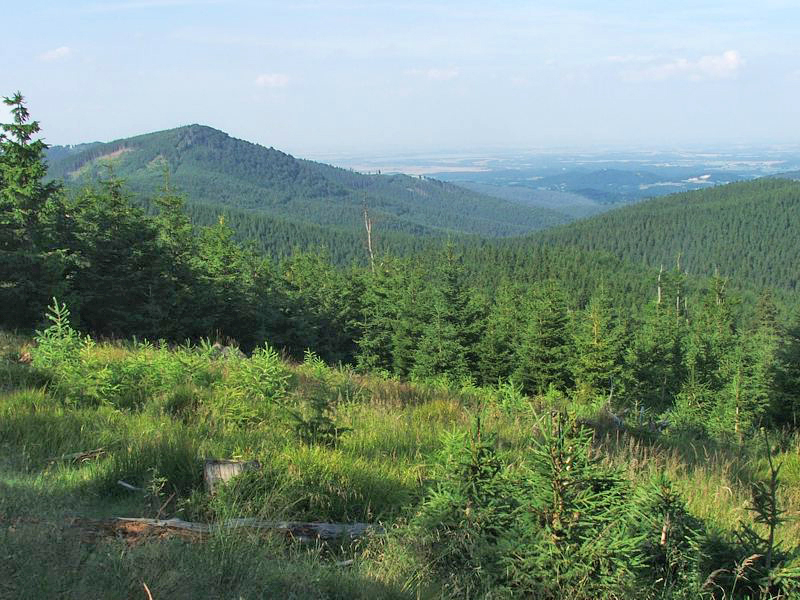
Góry Złote
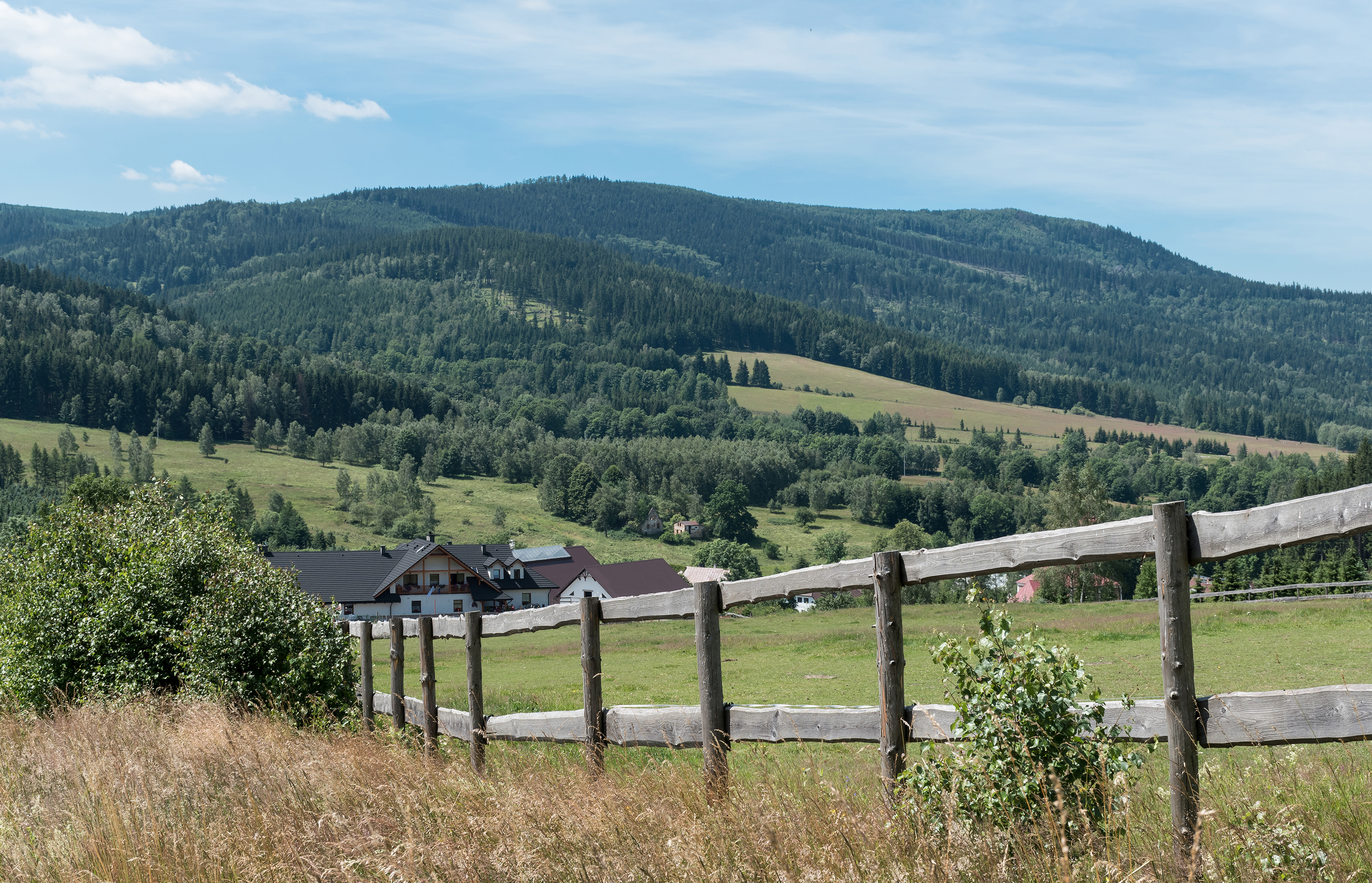
Góry Bialskie

## Pas nizin środkowopolskich

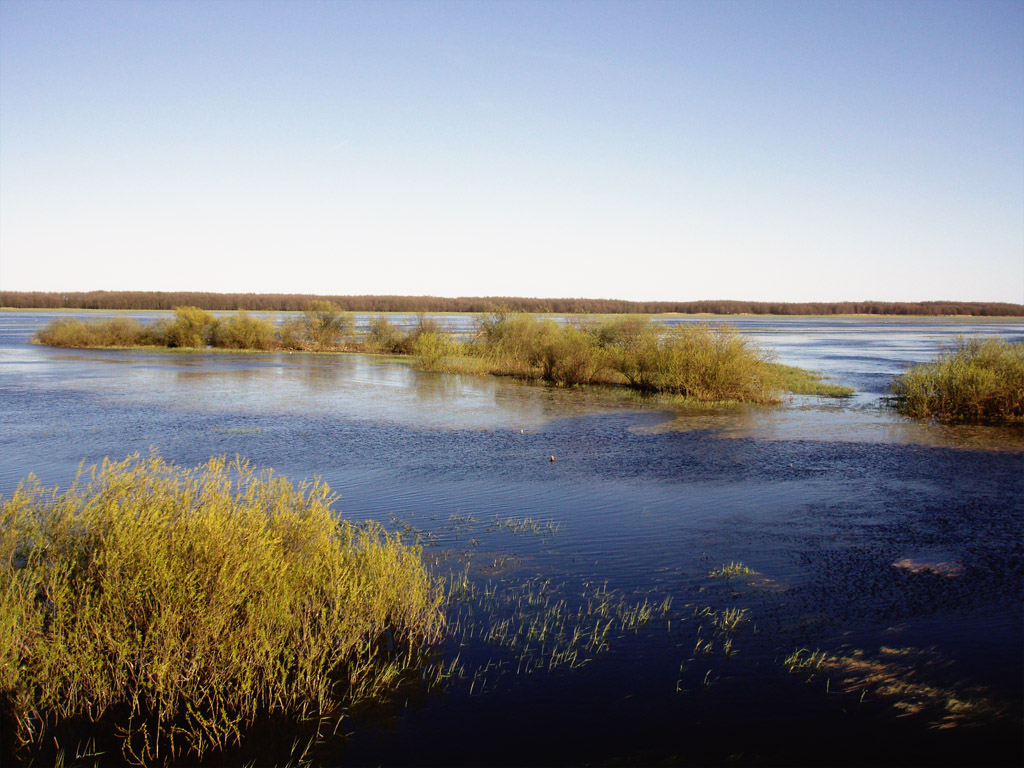
Biebrza
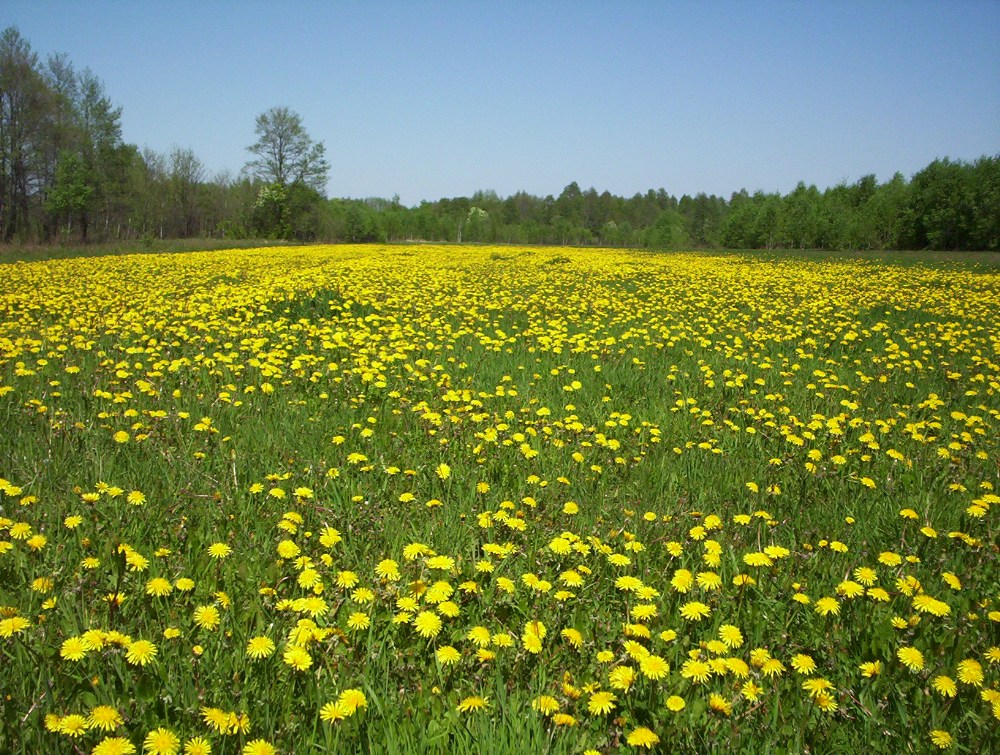
Krajobraz Mazowsza
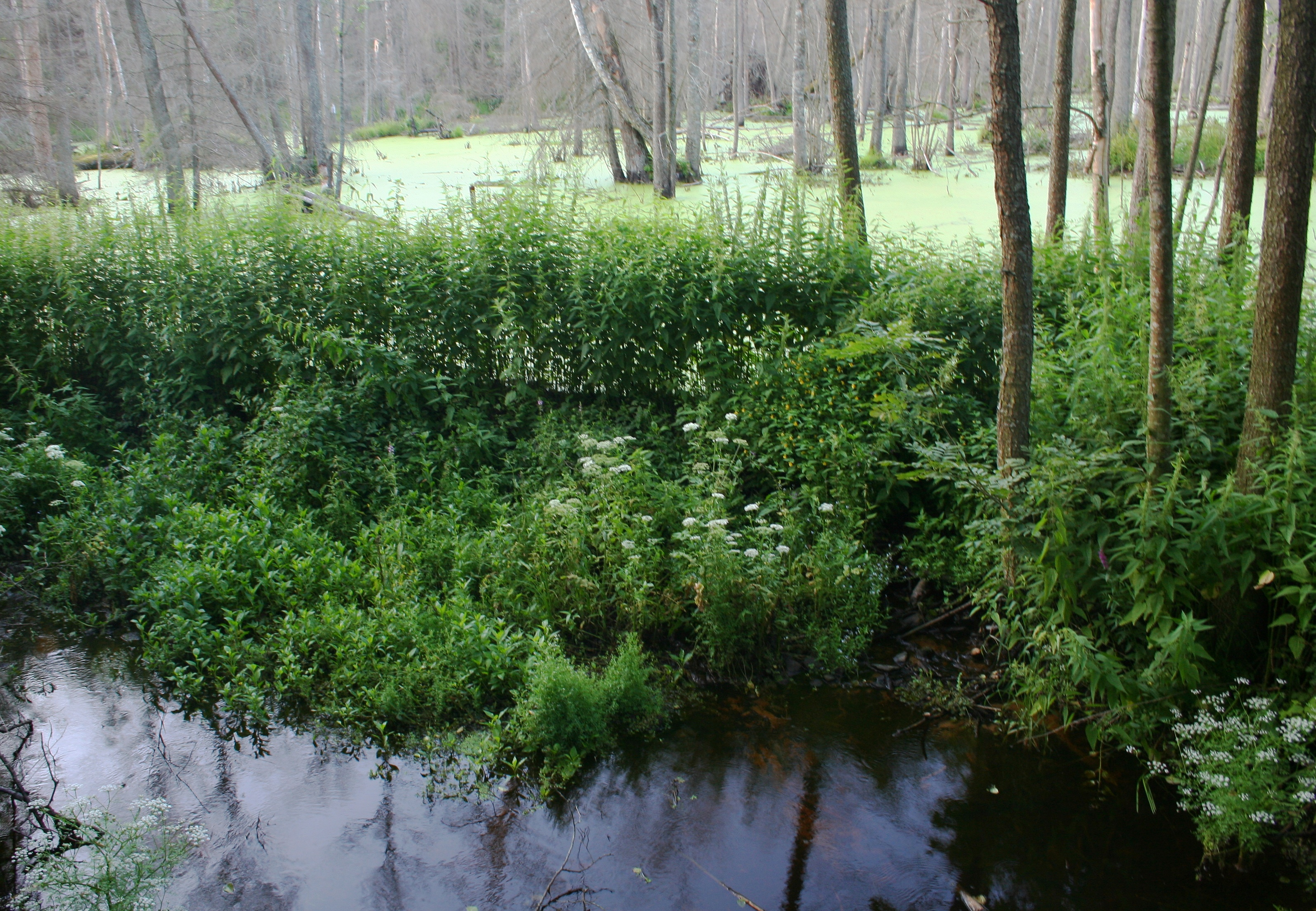
Puszcza Białowieska
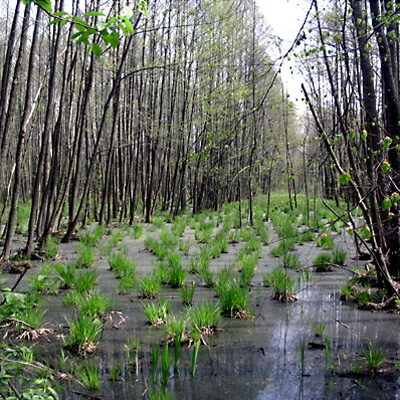
Puszcza Kampinoska
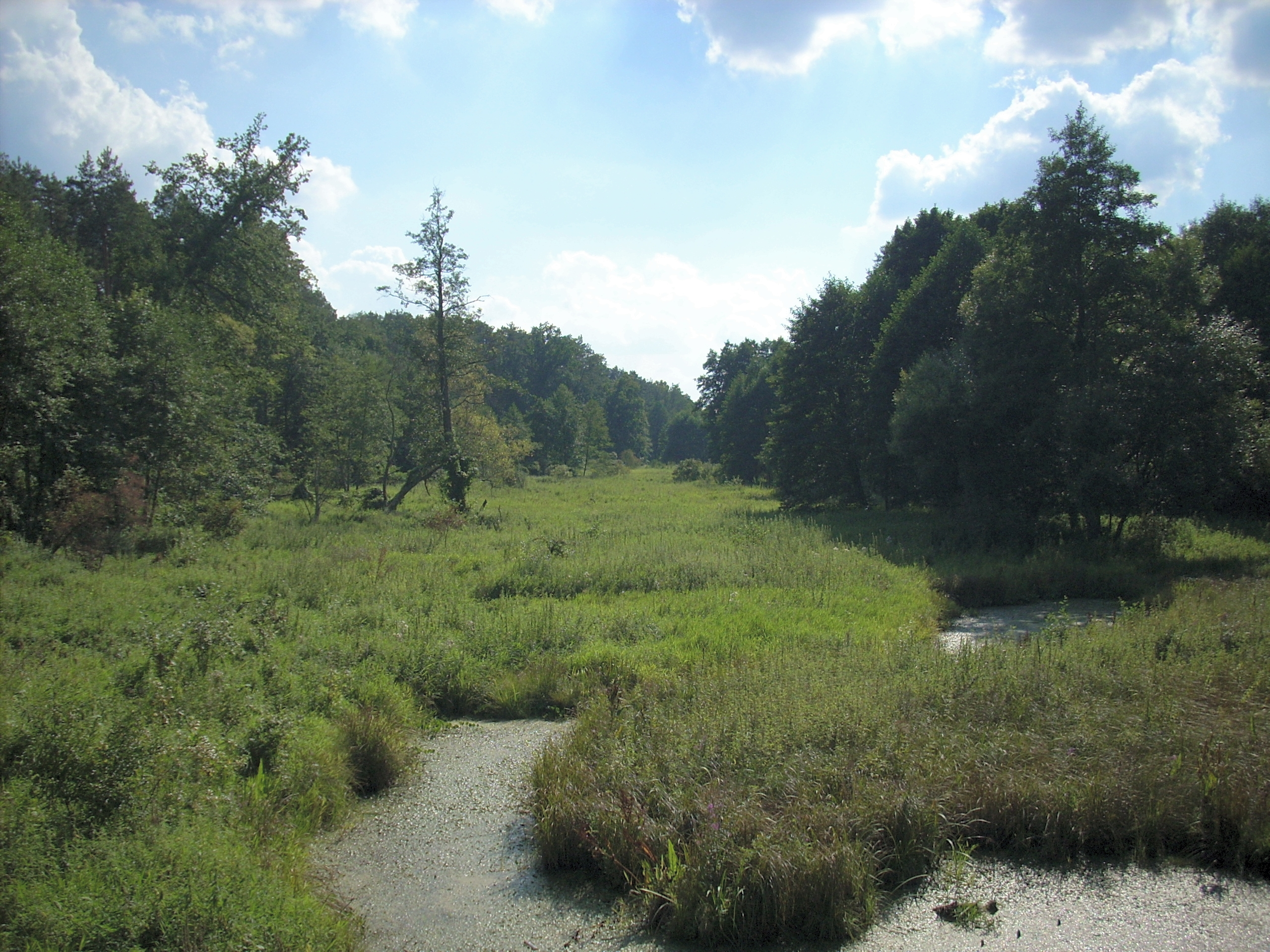
Puszcza Kozienicka
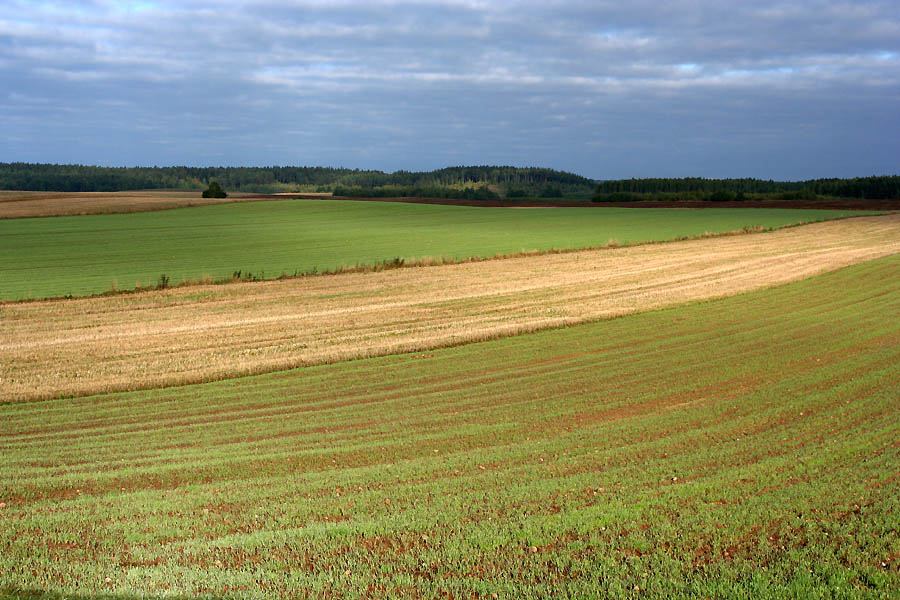
Krajobraz Podlasia
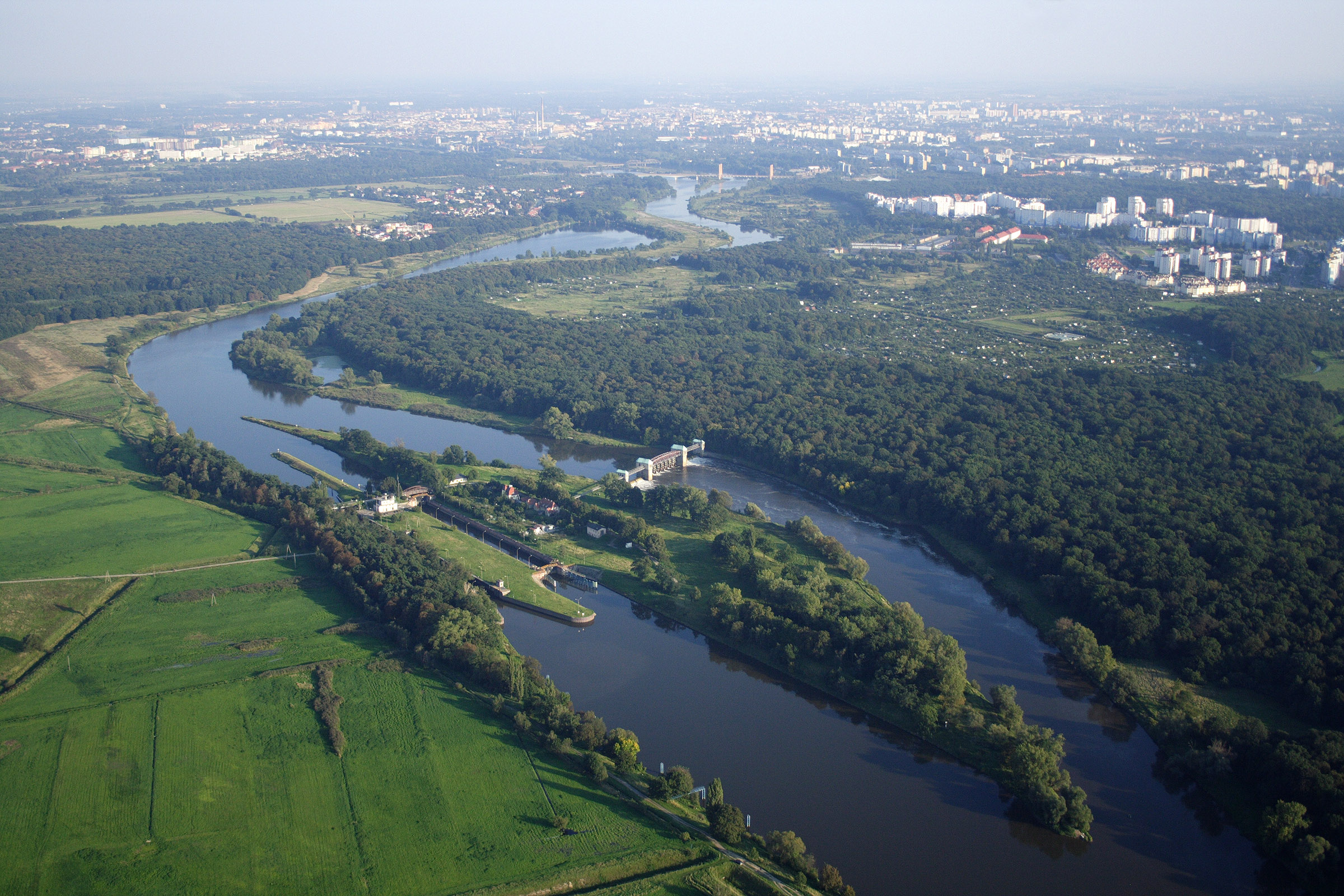
Odra w Pradolinie Wrocławskiej
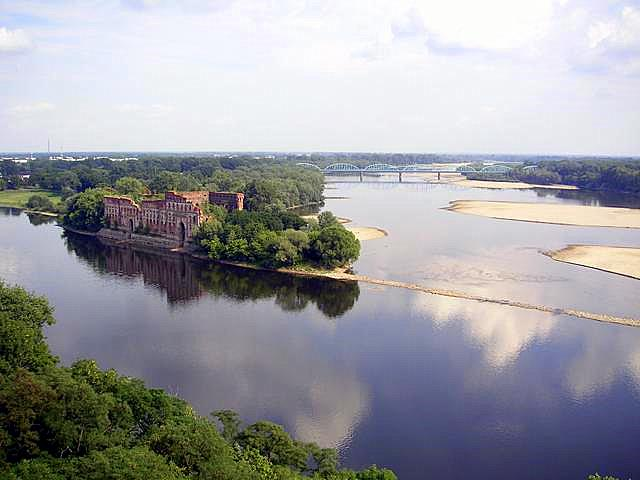
Wisła – ujście Narwi
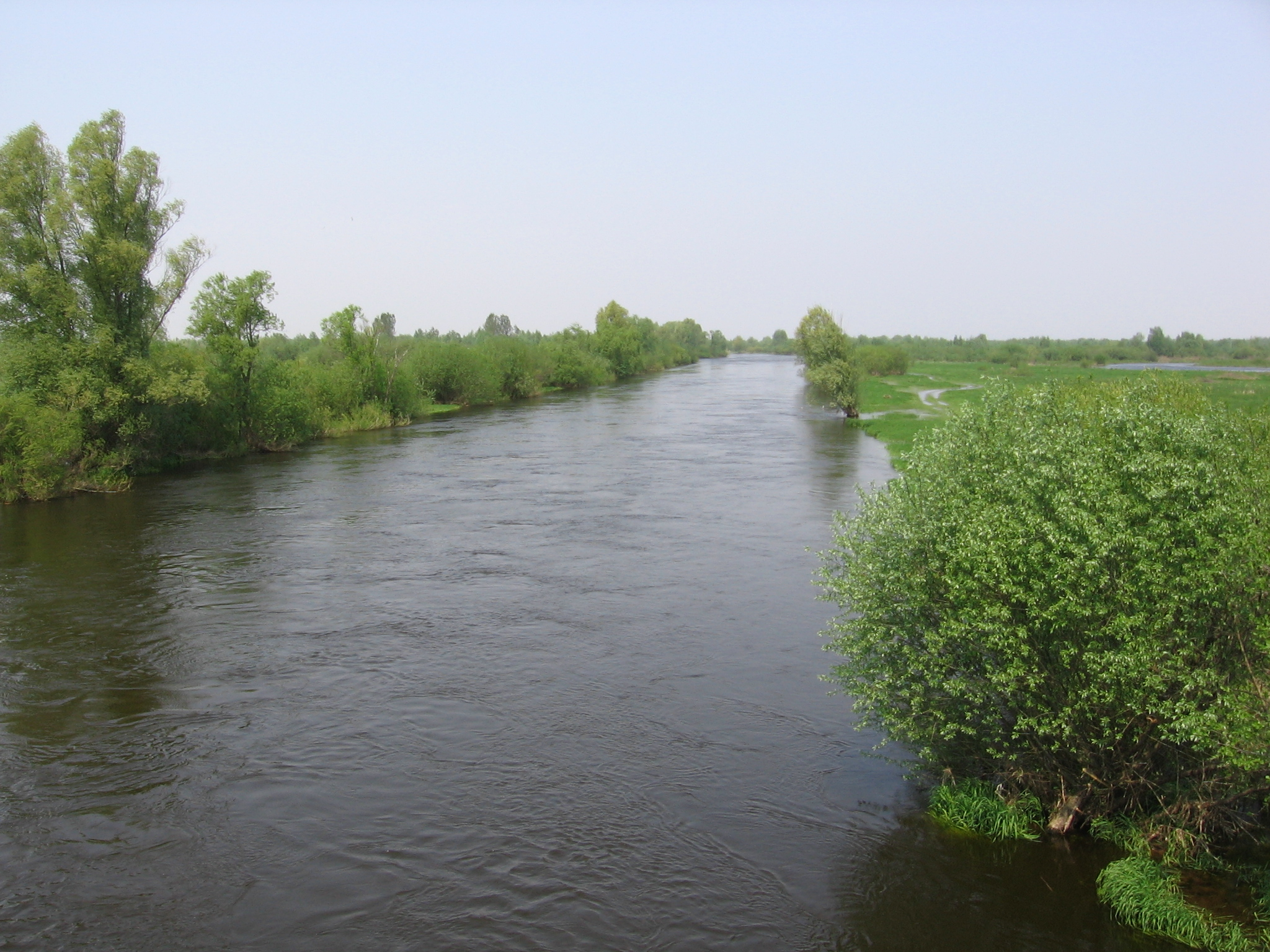
Warta pod Sieradzem
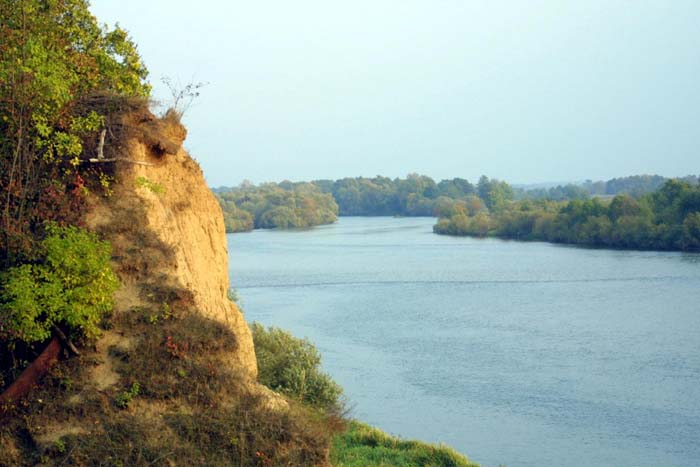
Bug pod Nurem
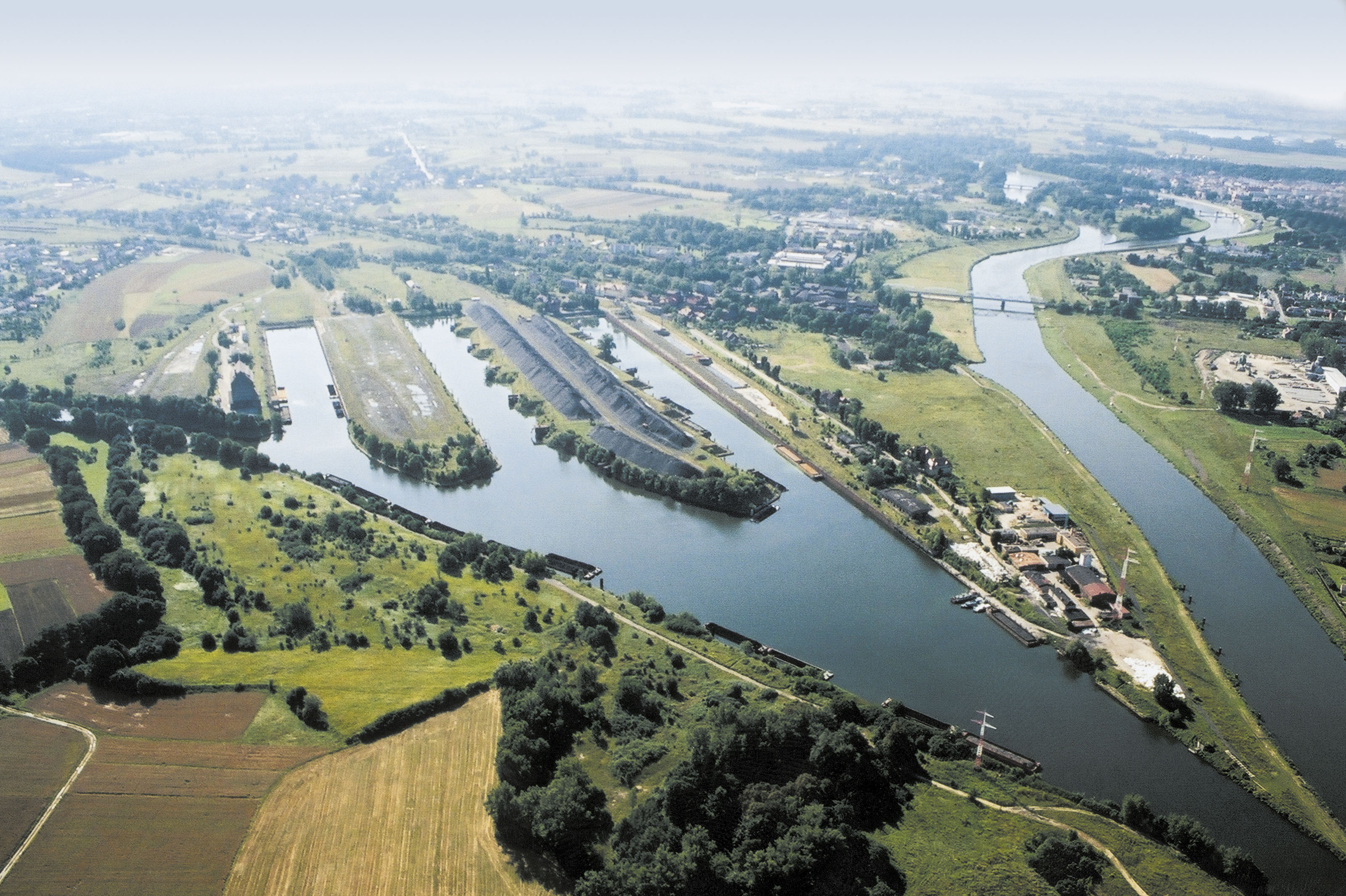
Kanał Gliwicki
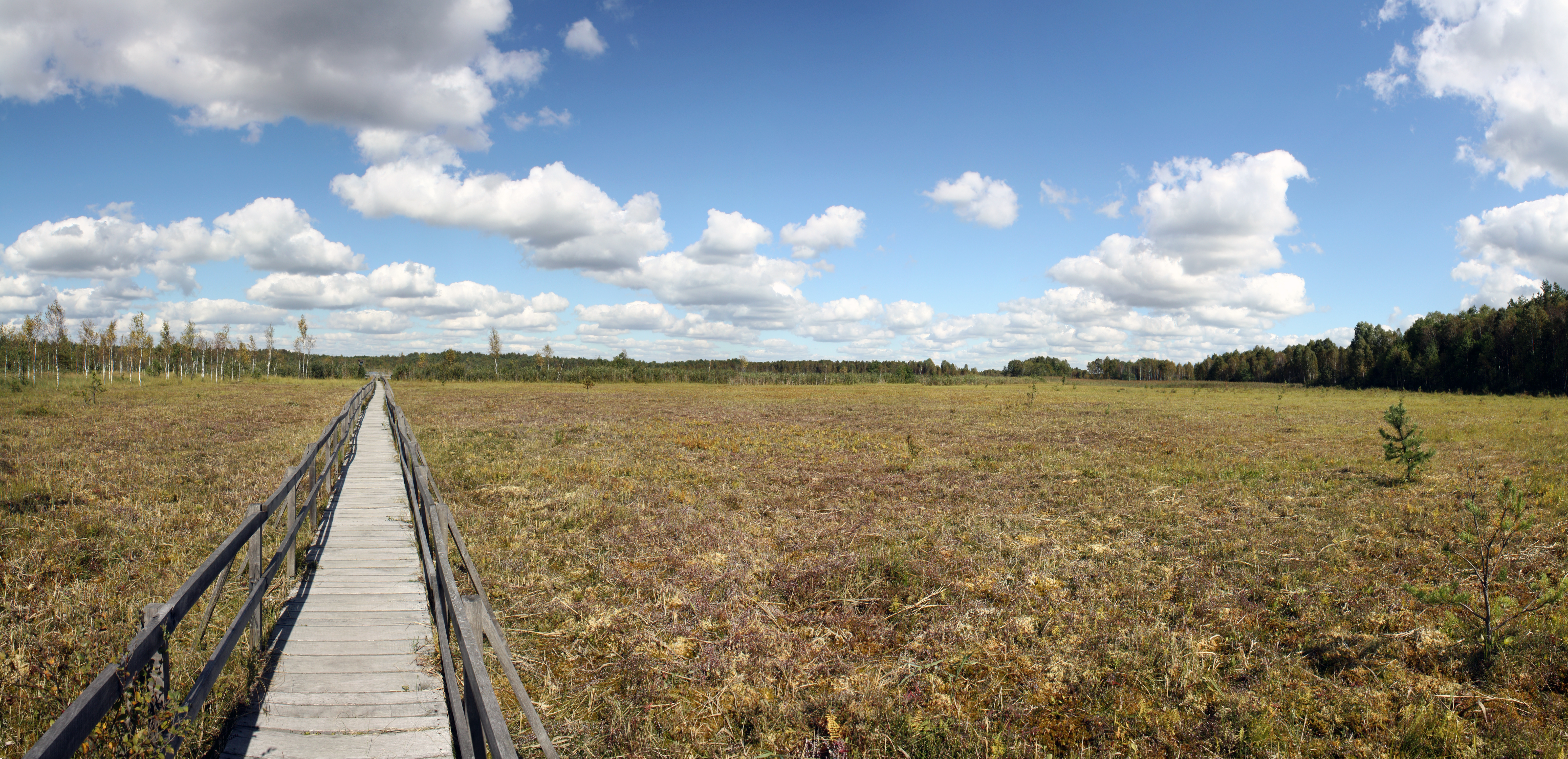
Poleski Park Narodowy
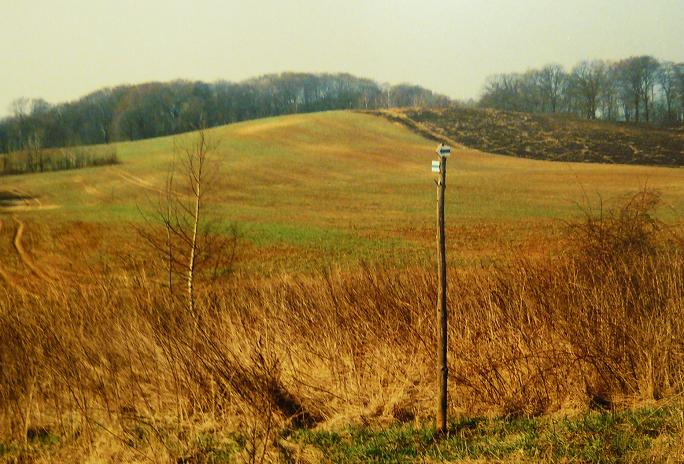
Wzgórza Trzebnickie
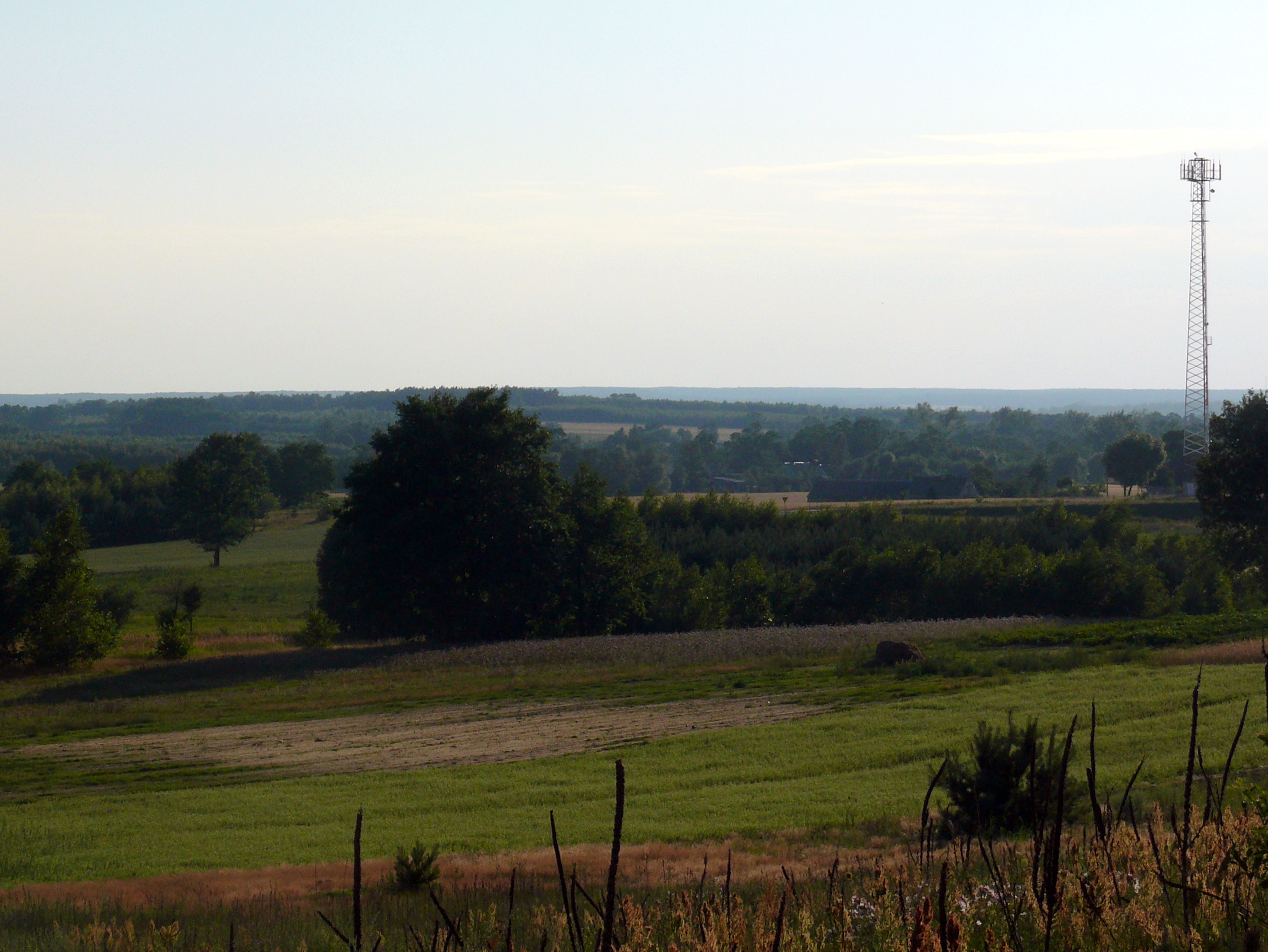
Nizina Południowowielkopolska – Wysoczyzna Turecka
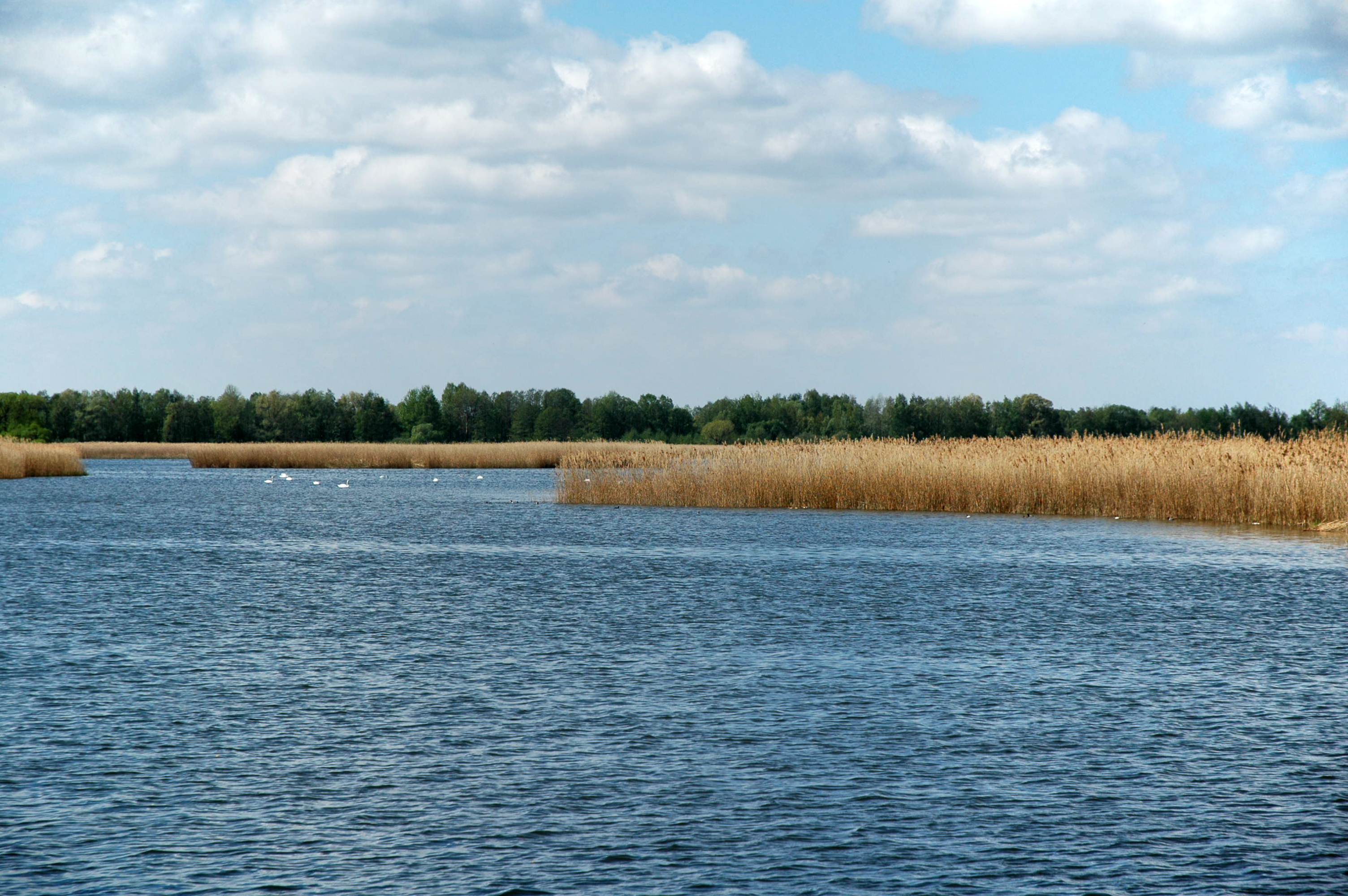
Stawy Milickie

## Pas pojezierzy

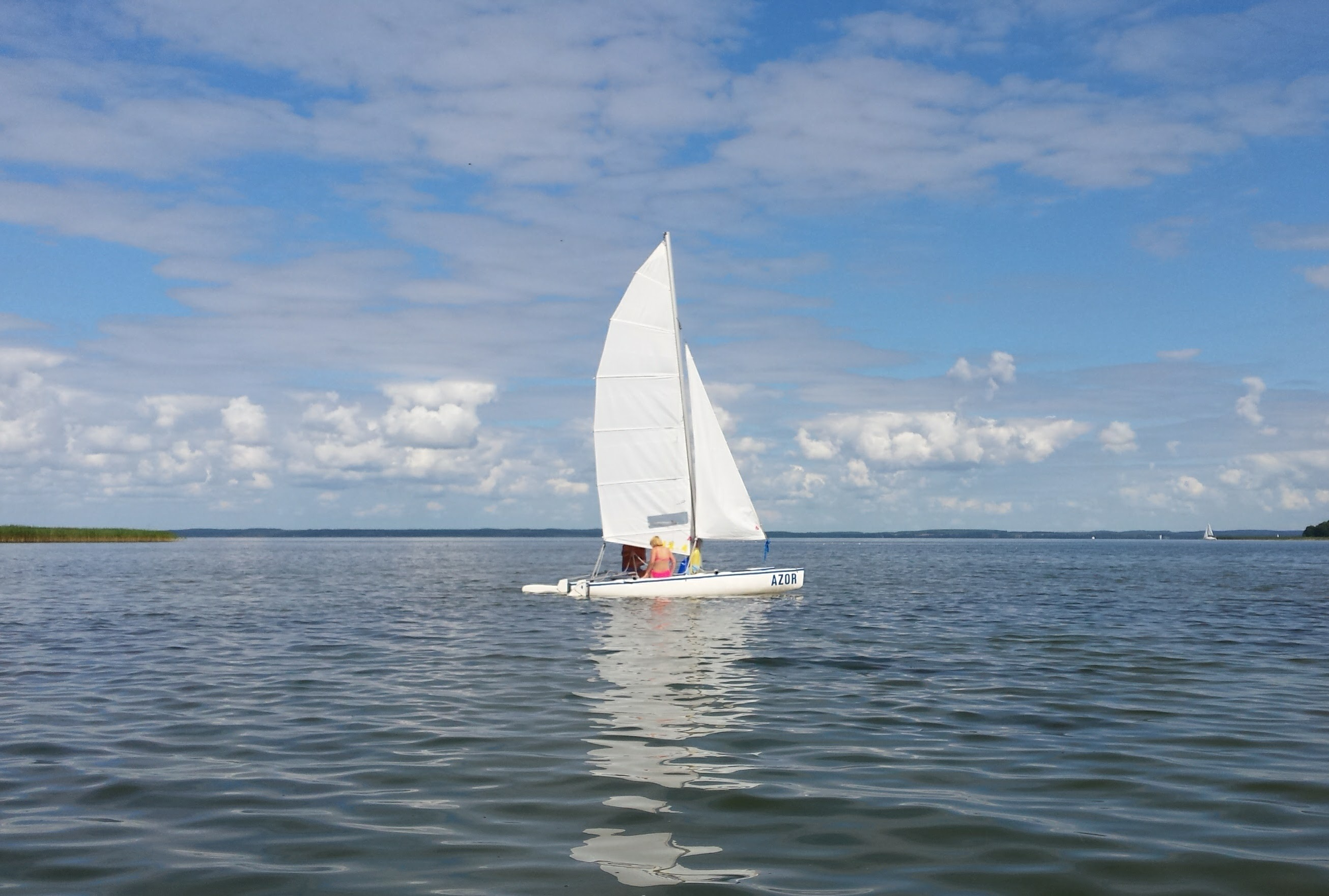
Jezioro Śniardwy (Kraina Wielkich Jezior Mazurskich)
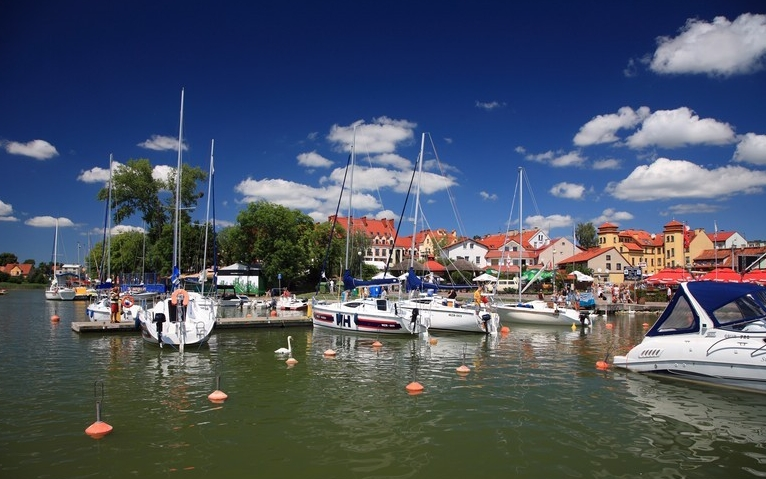
Jezioro Mikołajskie (Kraina Wielkich Jezior Mazurskich)
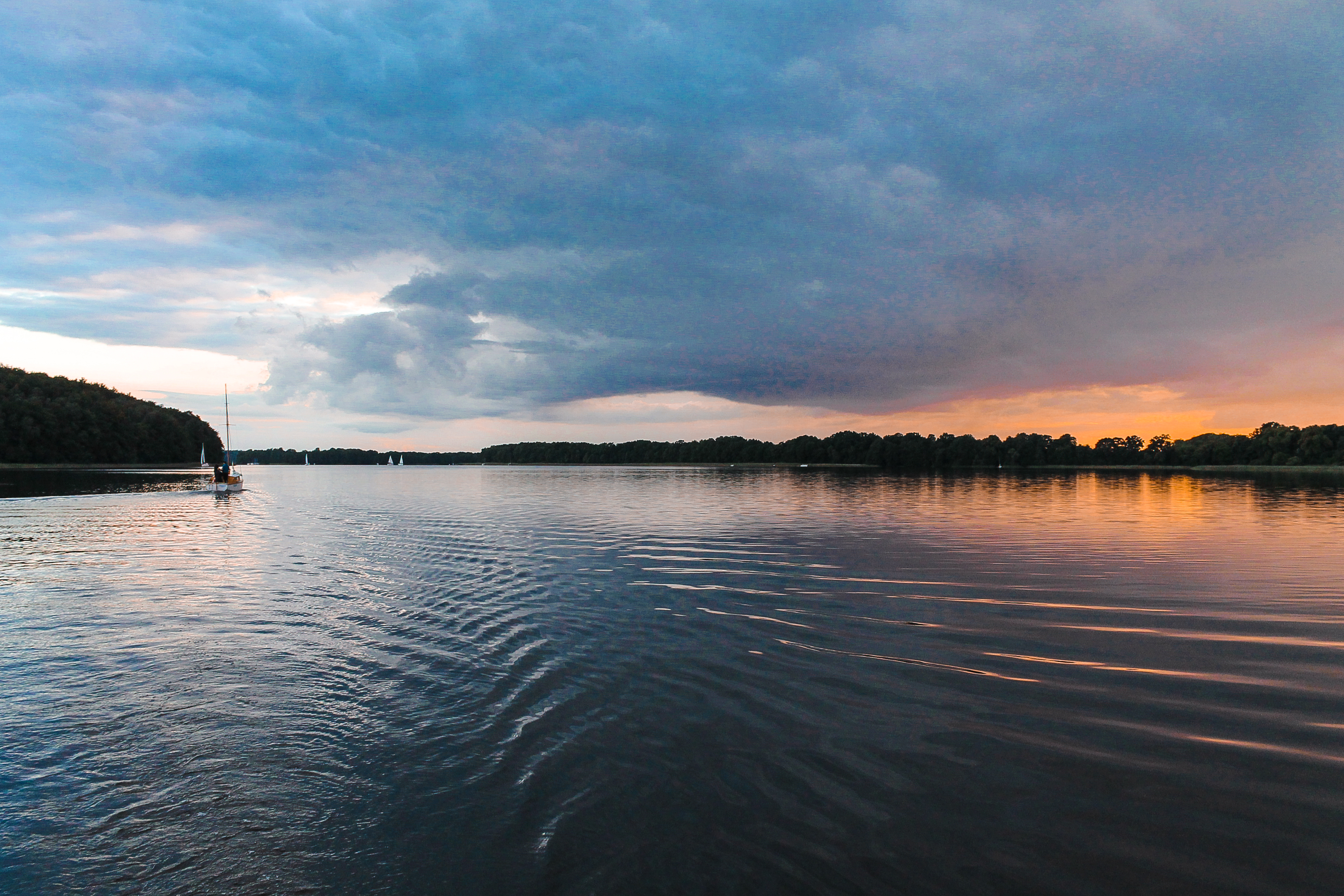
Jeziorak (Pojezierze Iławskie)
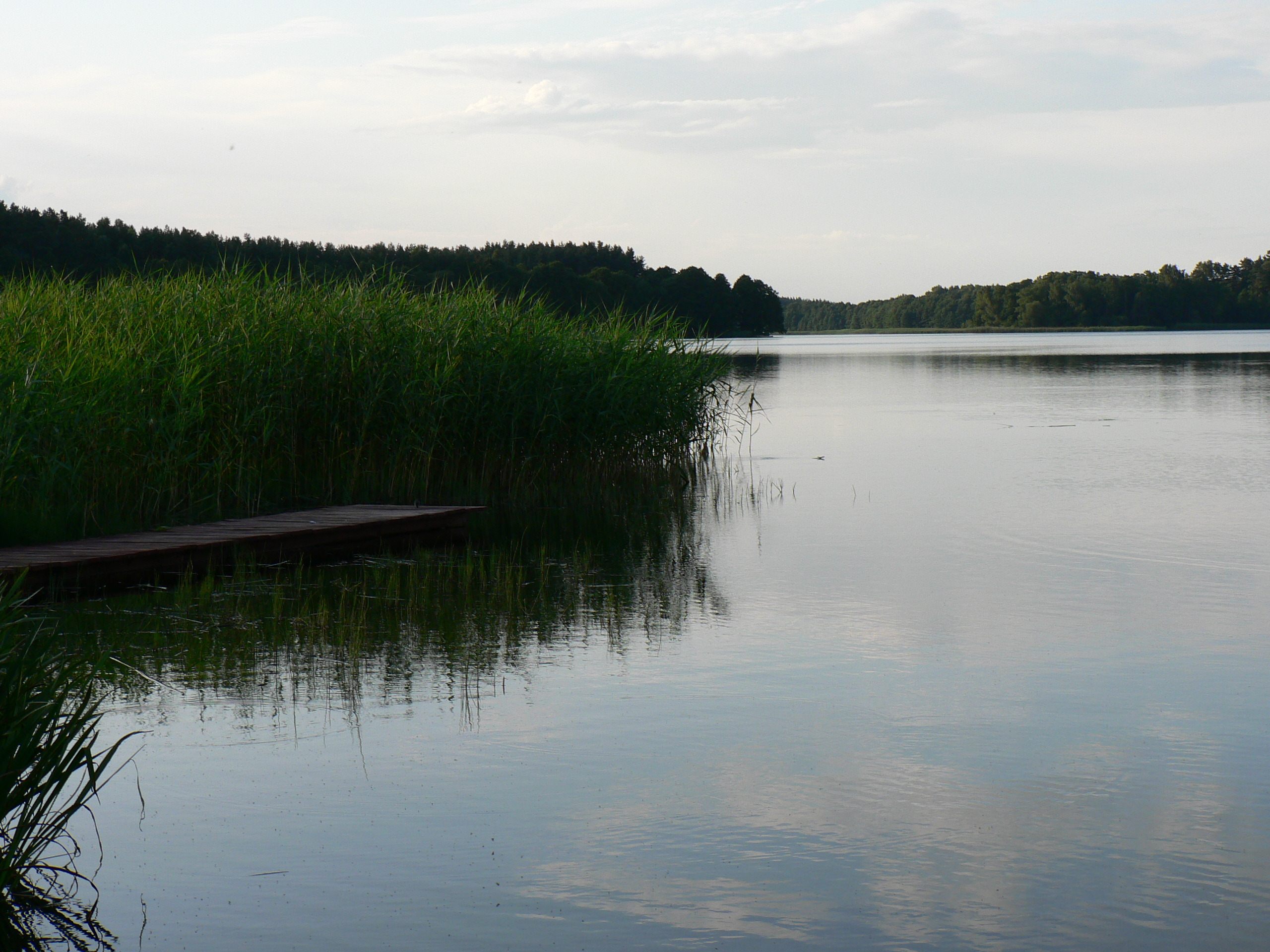
Jezioro Łańskie (Pojezierze Olsztyńskie)
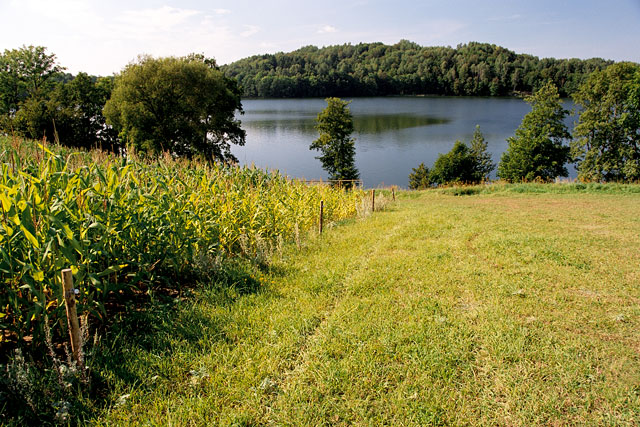
Jezioro Hańcza (Pojezierze Suwalskie)
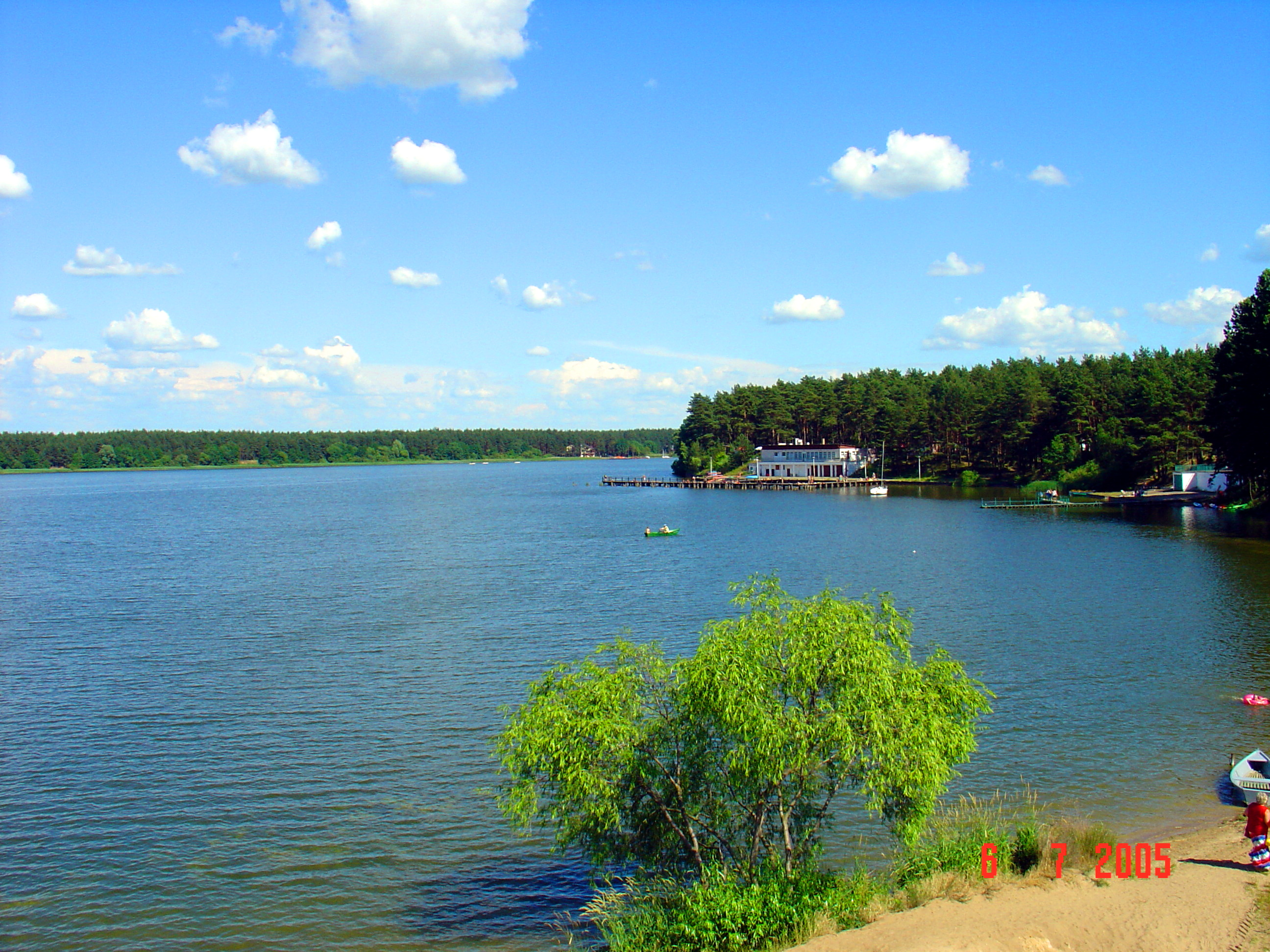
Jezioro Rajgrodzkie (Pojezierze Ełckie)
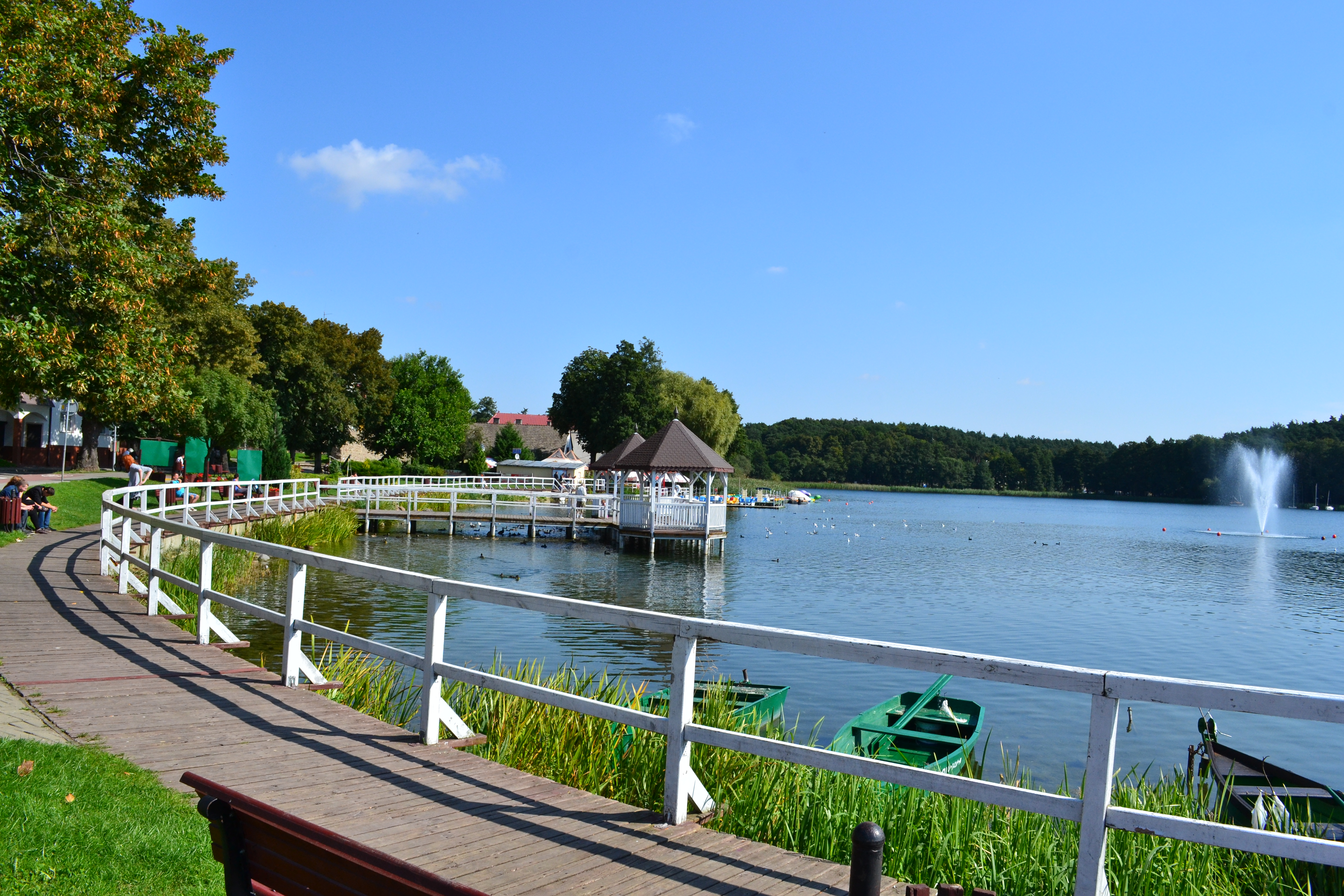
Jezioro Barlineckie (Pojezierze Myśliborskie)
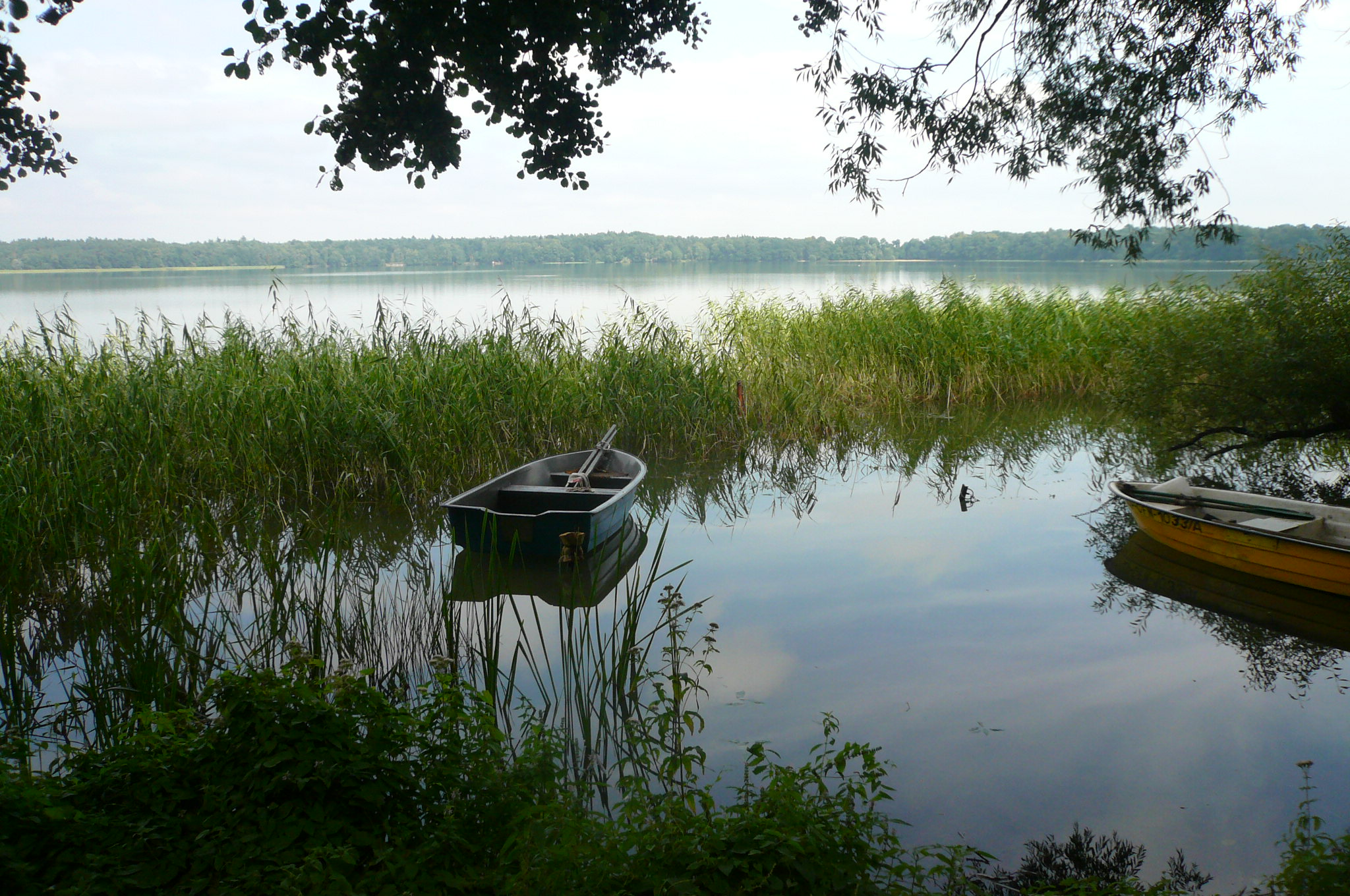
Jezioro Morzycko (Pojezierze Myśliborskie)
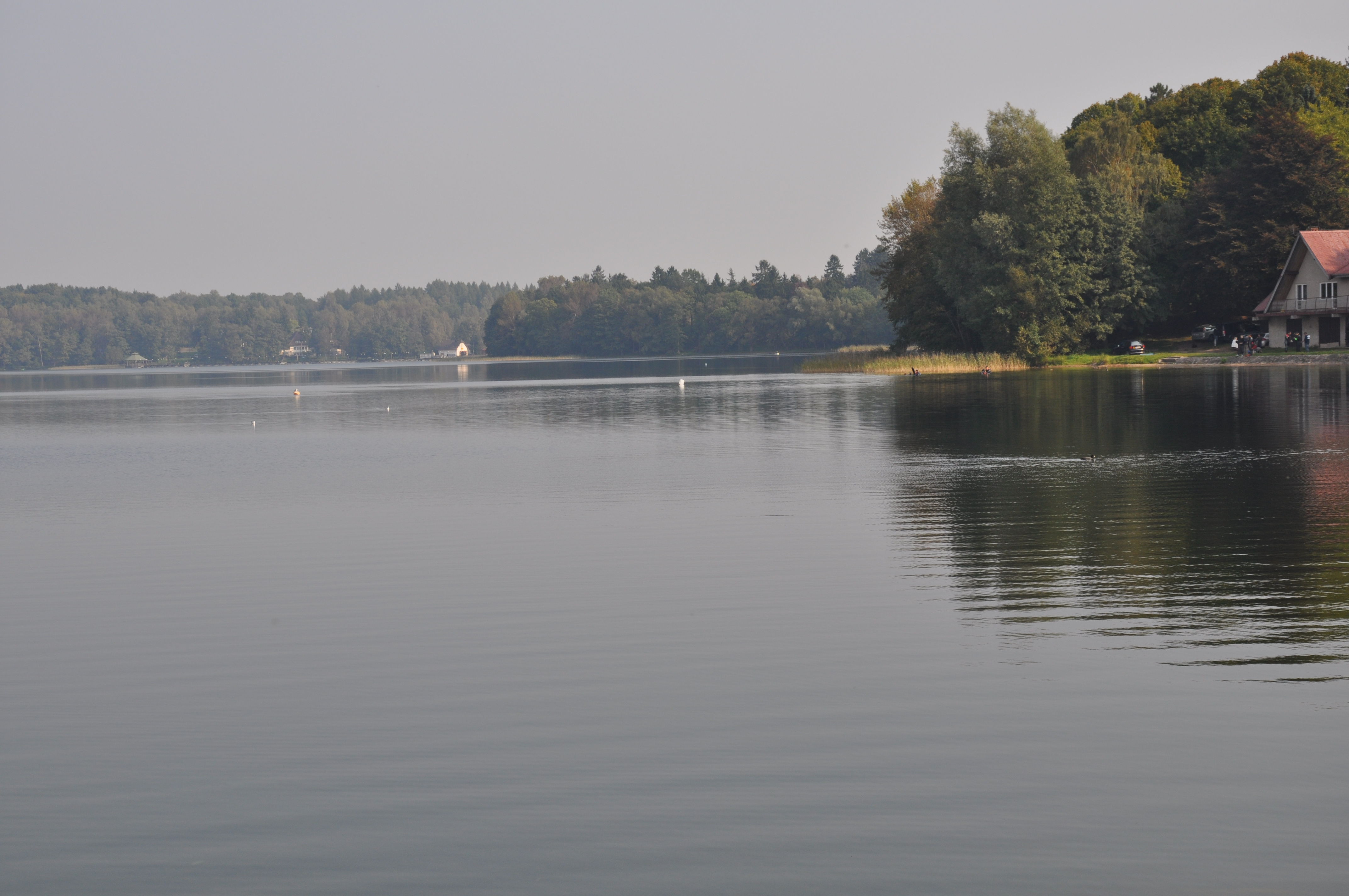
Jezioro Ińsko (Pojezierze Ińskie)
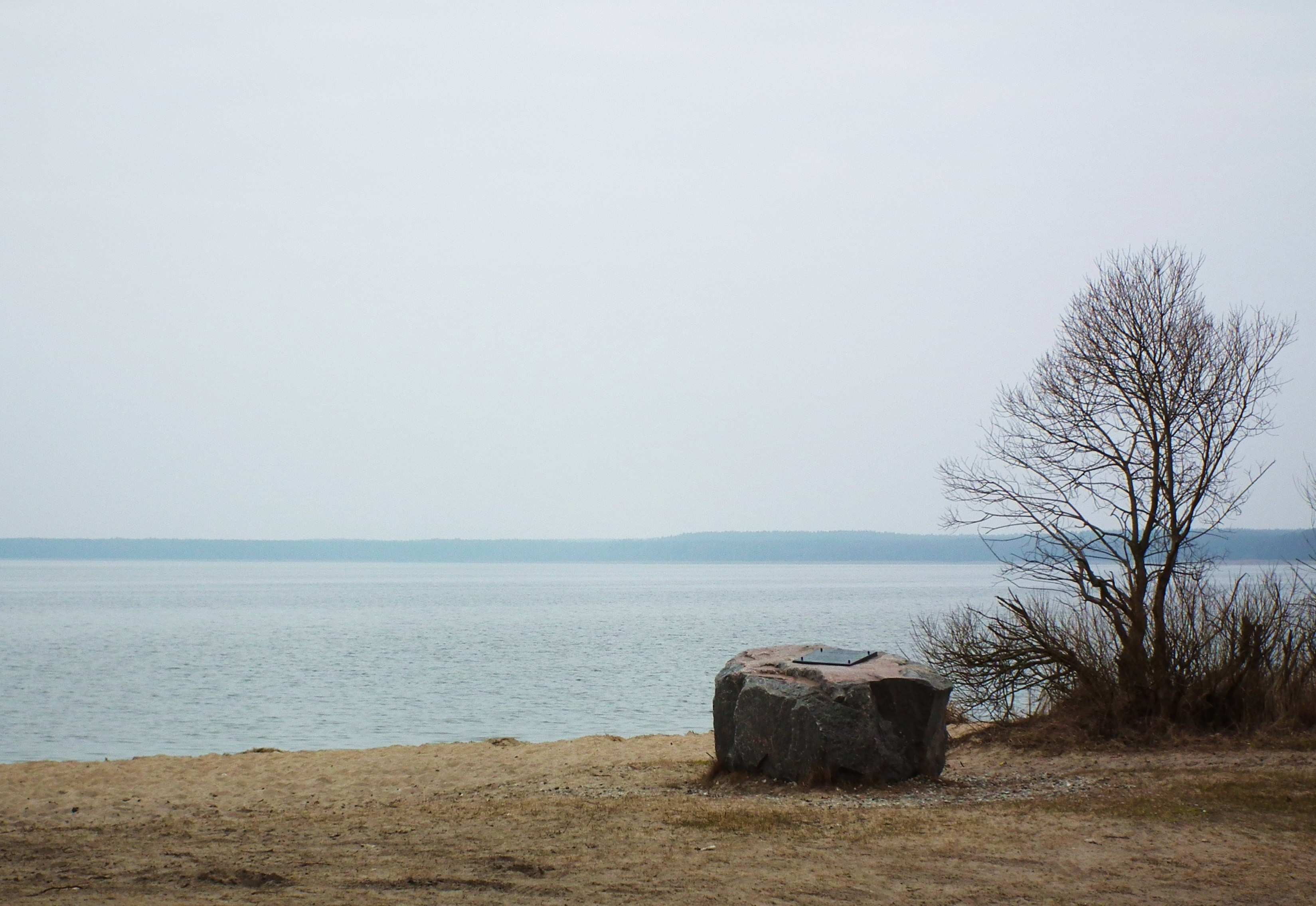
Wielimie (Pojezierze Drawskie)
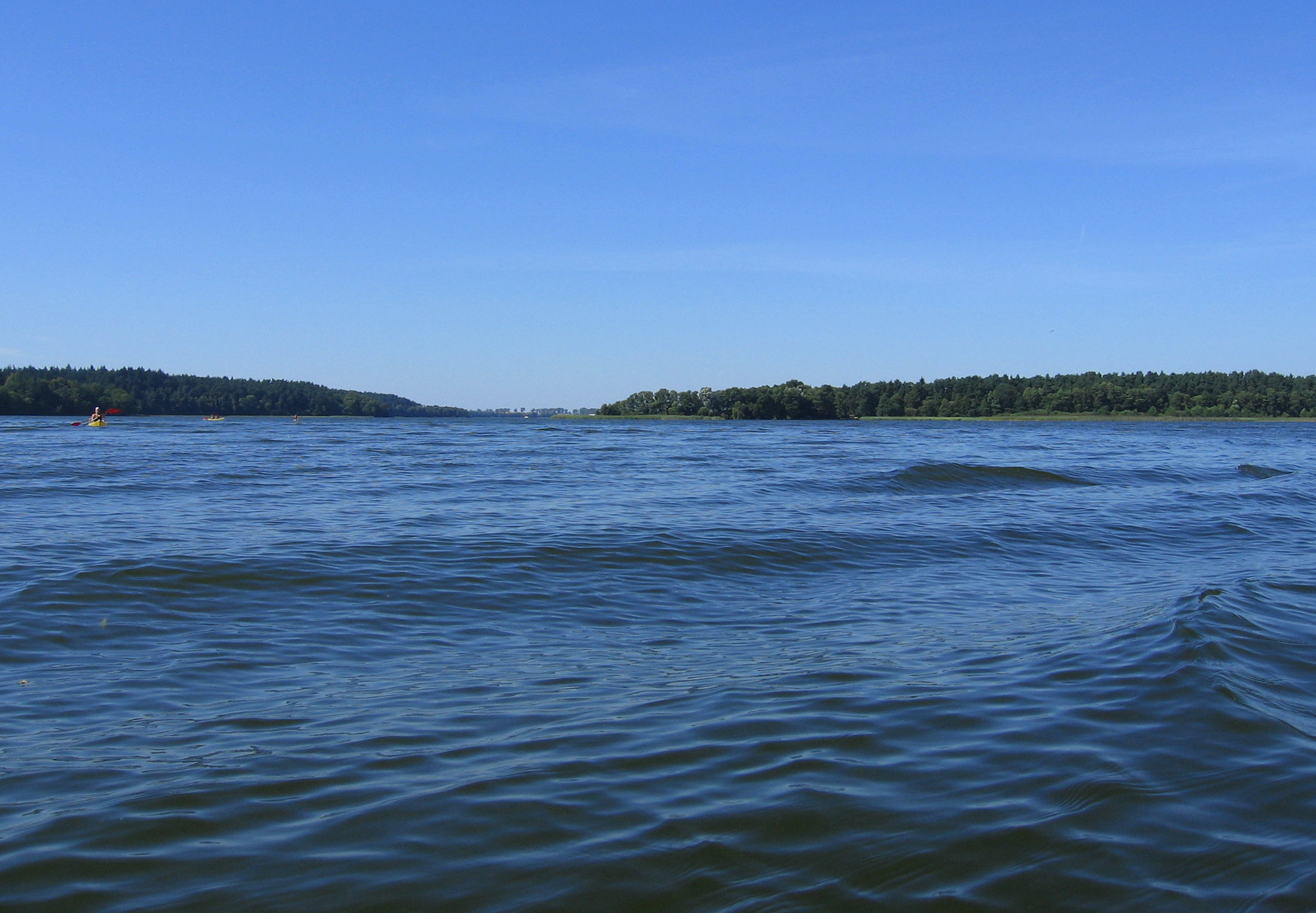
Jezioro Lubie (Pojezierze Drawskie)
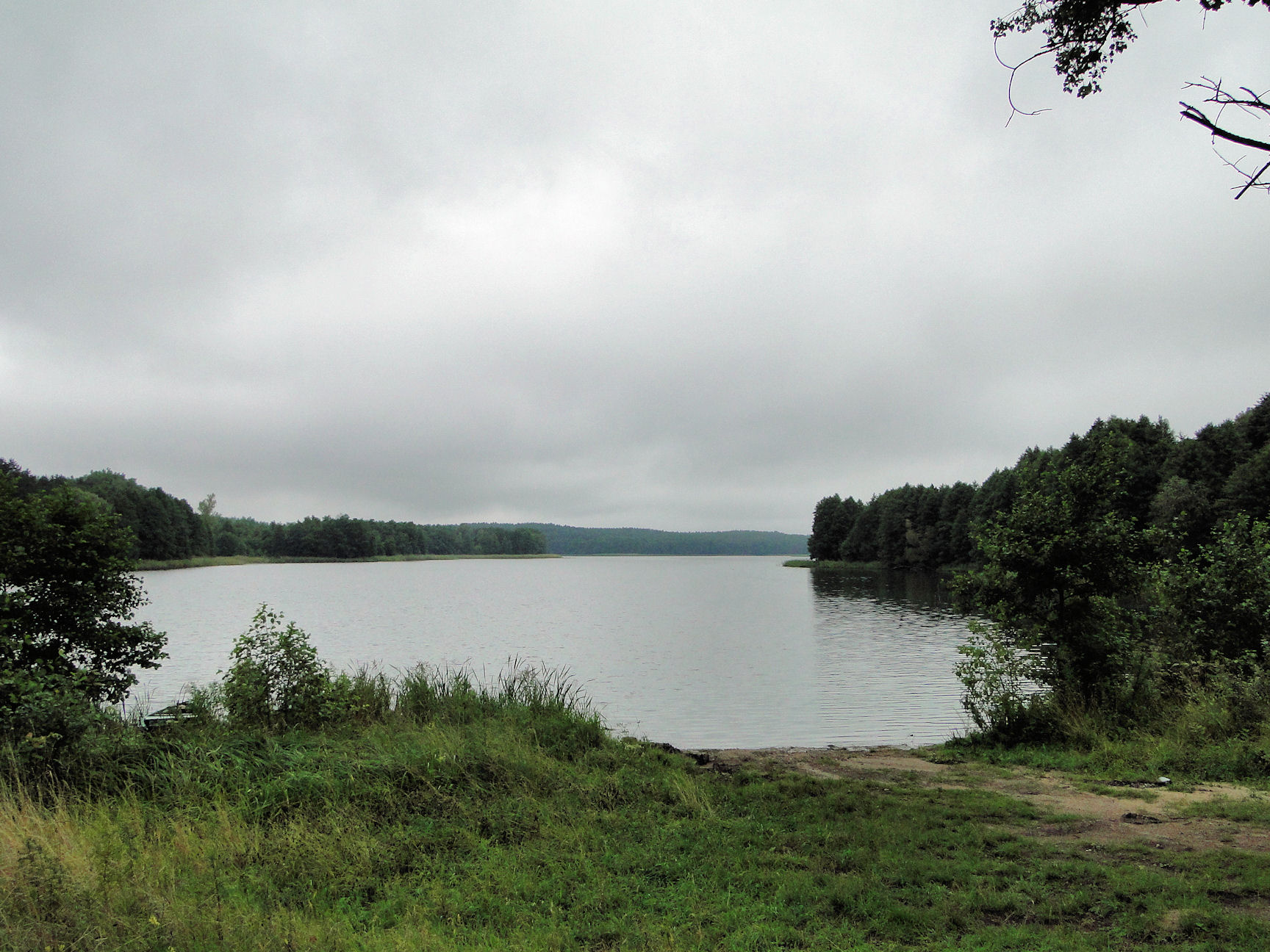
Pile (Pojezierze Szczecineckie / Pojezierze Drawskie)
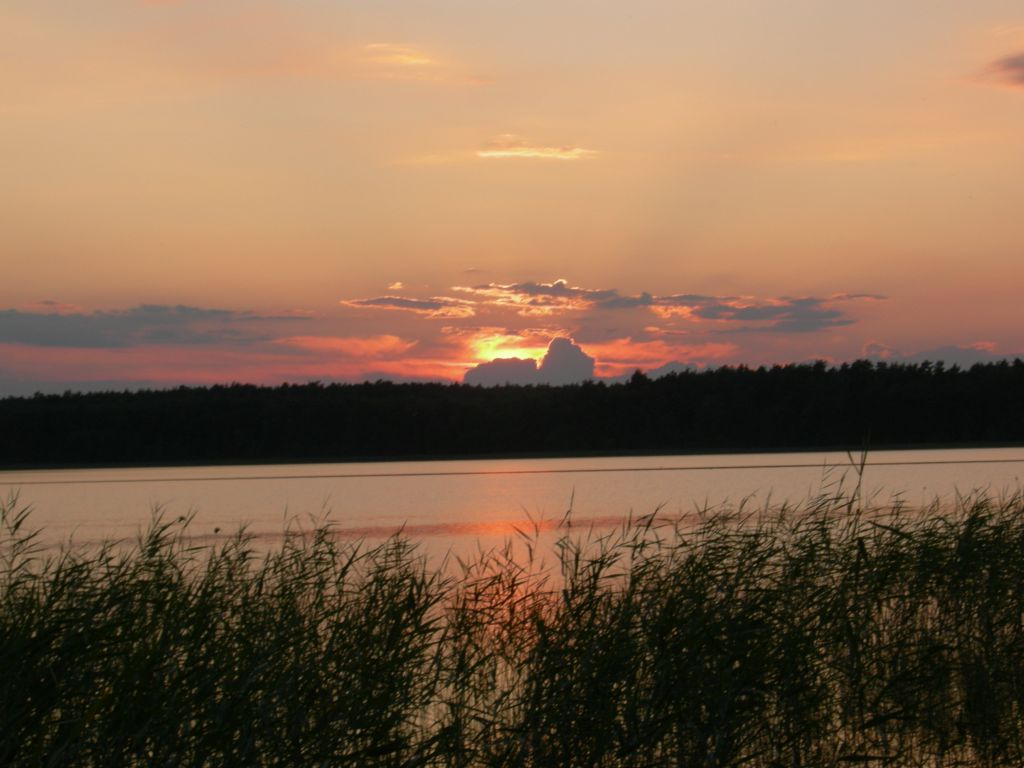
Jezioro Bytyń Wielki (Pojezierze Wałeckie)
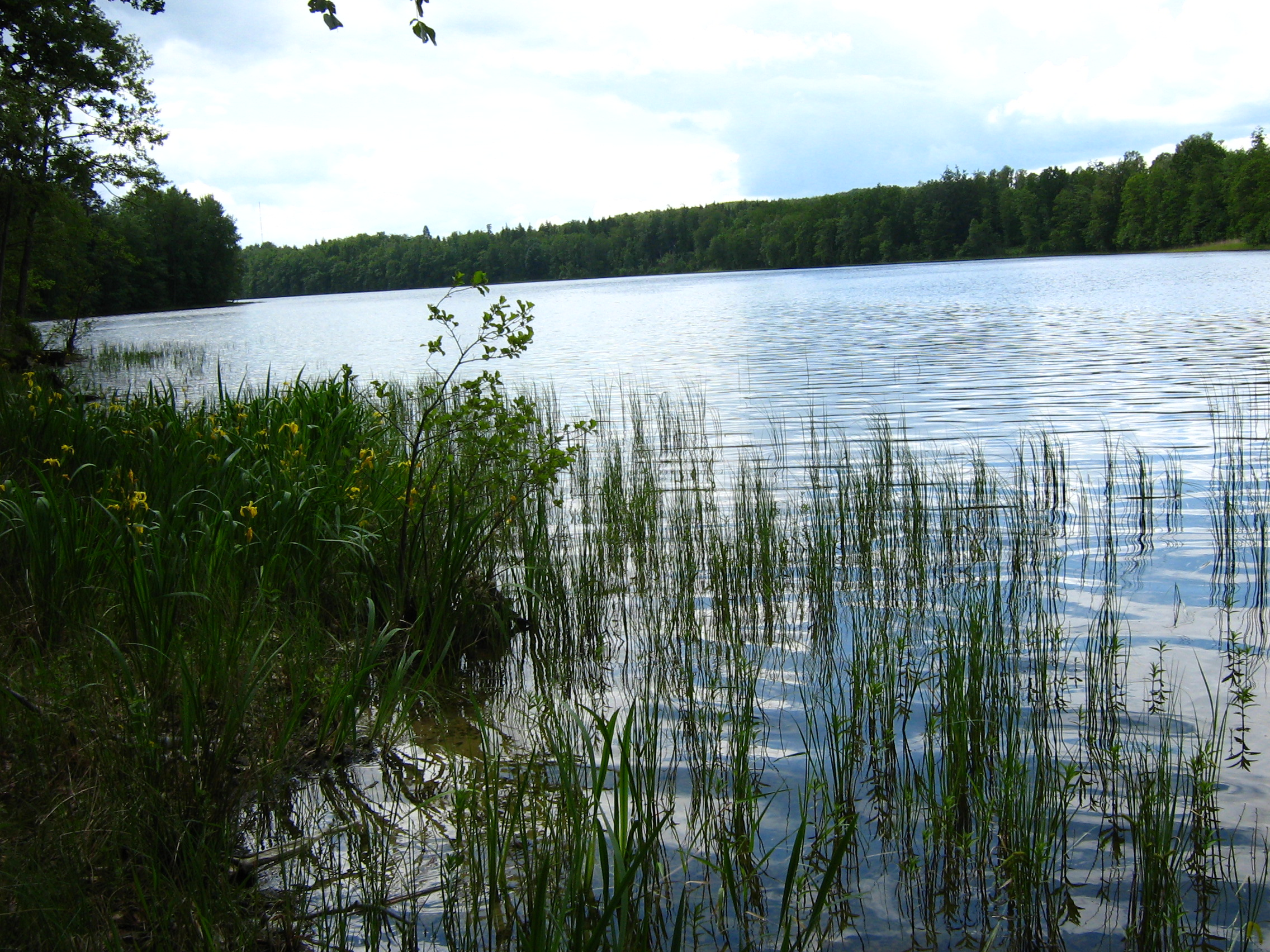
Jezioro Bobięcińskie Wielkie (Pojezierze Bytowskie)
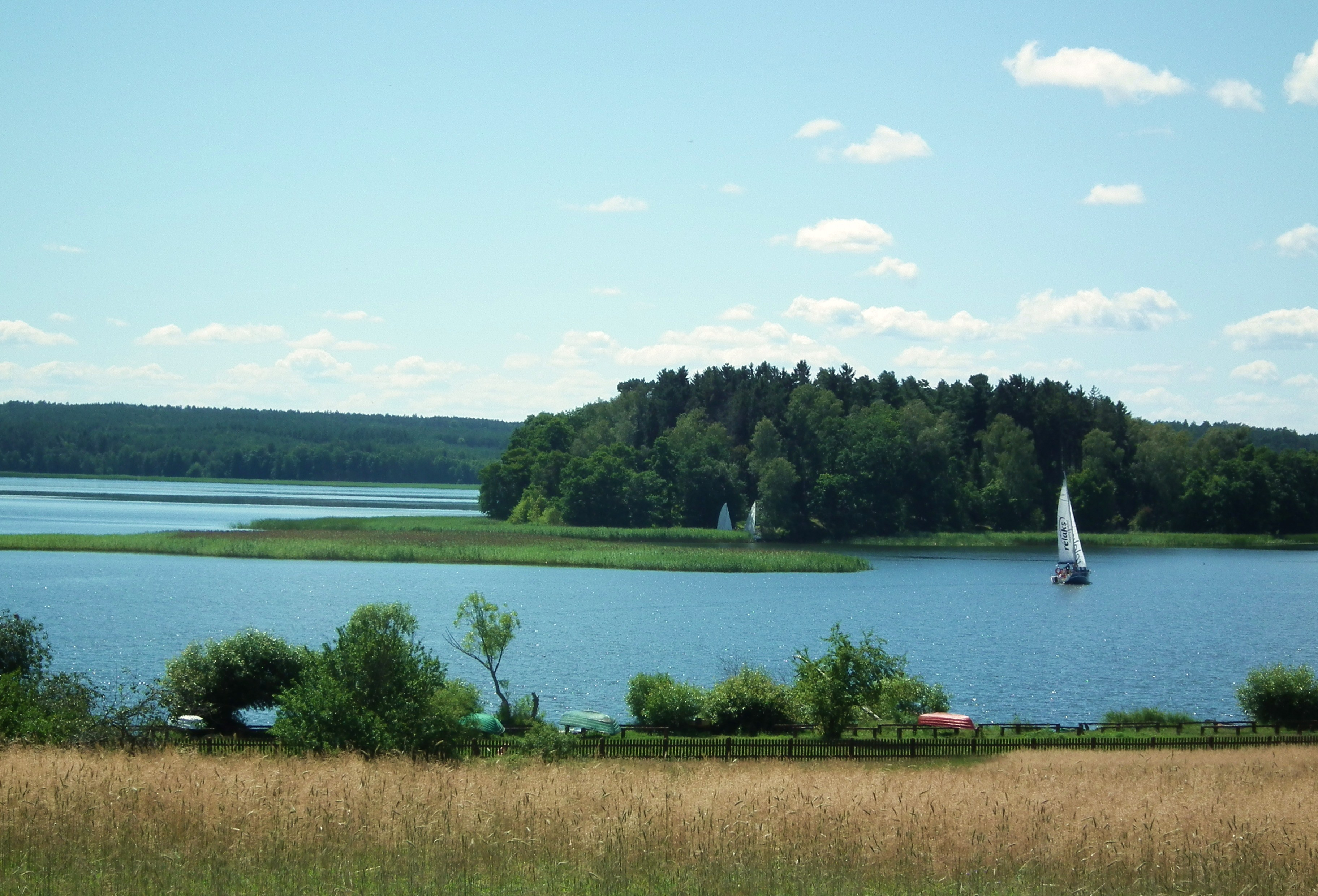
Jezioro Charzykowskie (Równina Charzykowska)
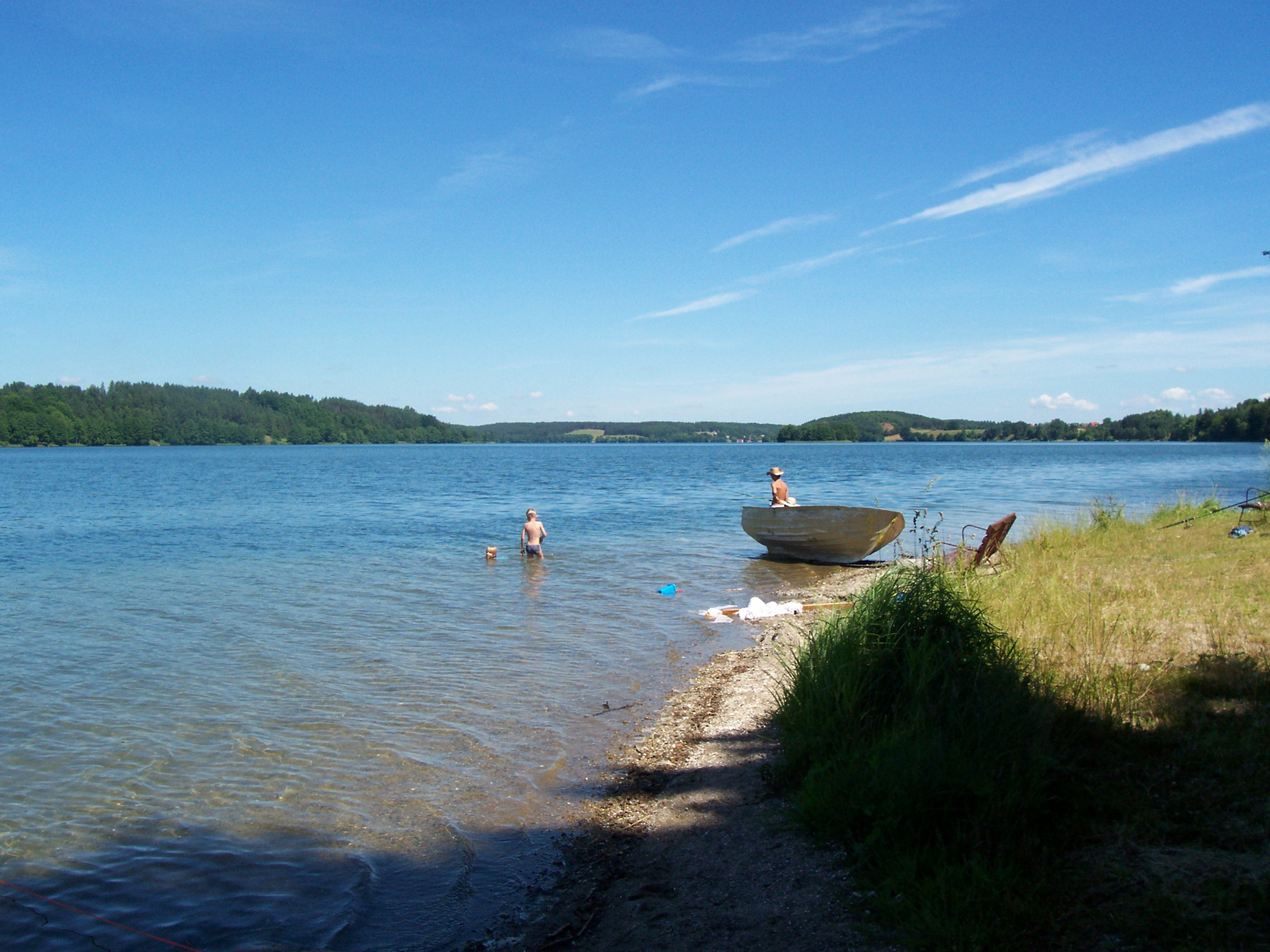
Jezioro Raduńskie (Pojezierze Kaszubskie)
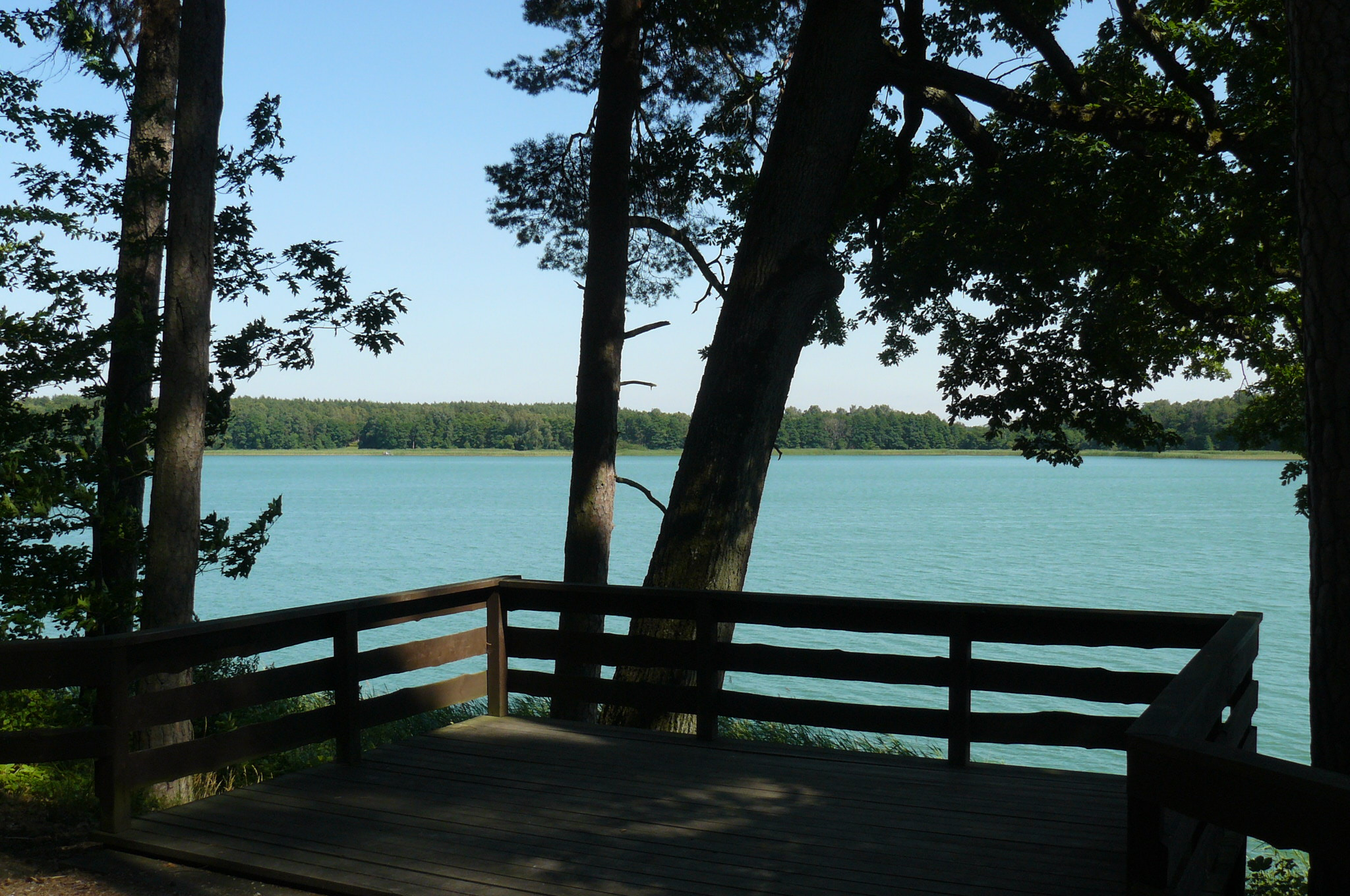
Jezioro Borzechowskie Wielkie (Pojezierze Starogardzkie)
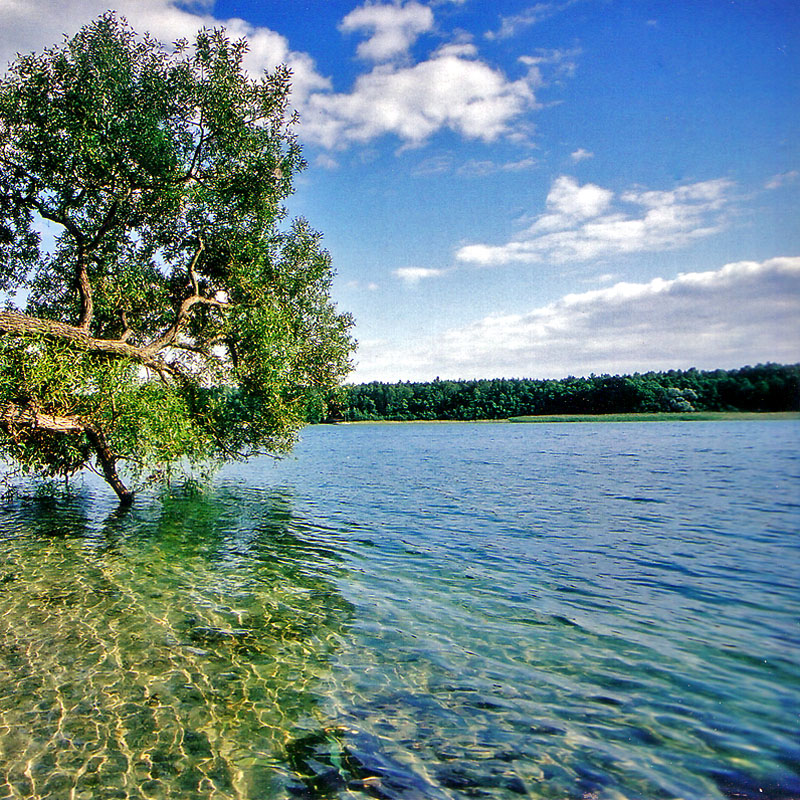
Jezioro Lubikowskie (Bruzda Zbąszyńska)
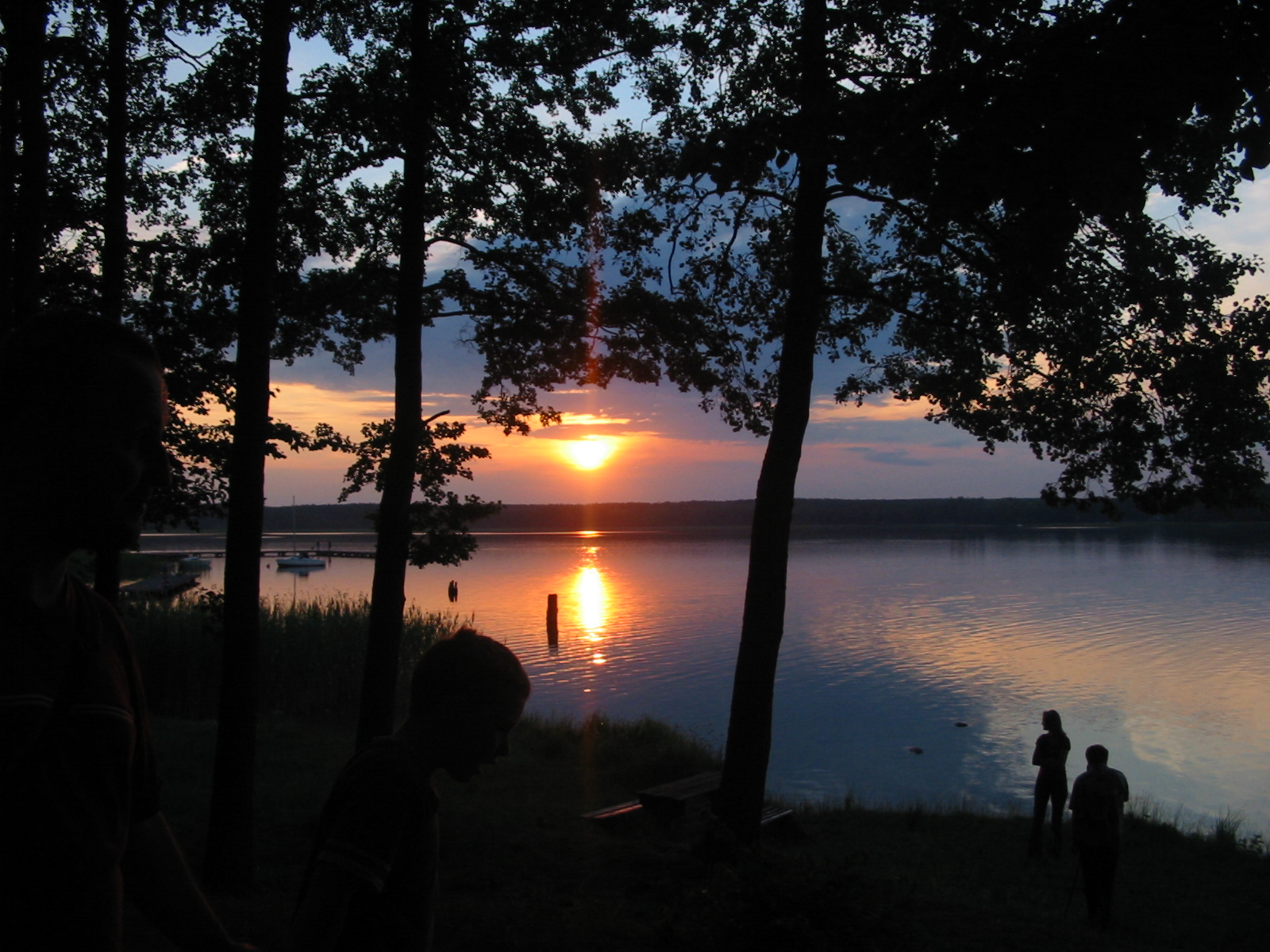
Jezioro Niesłysz (Pojezierze Łagowskie)
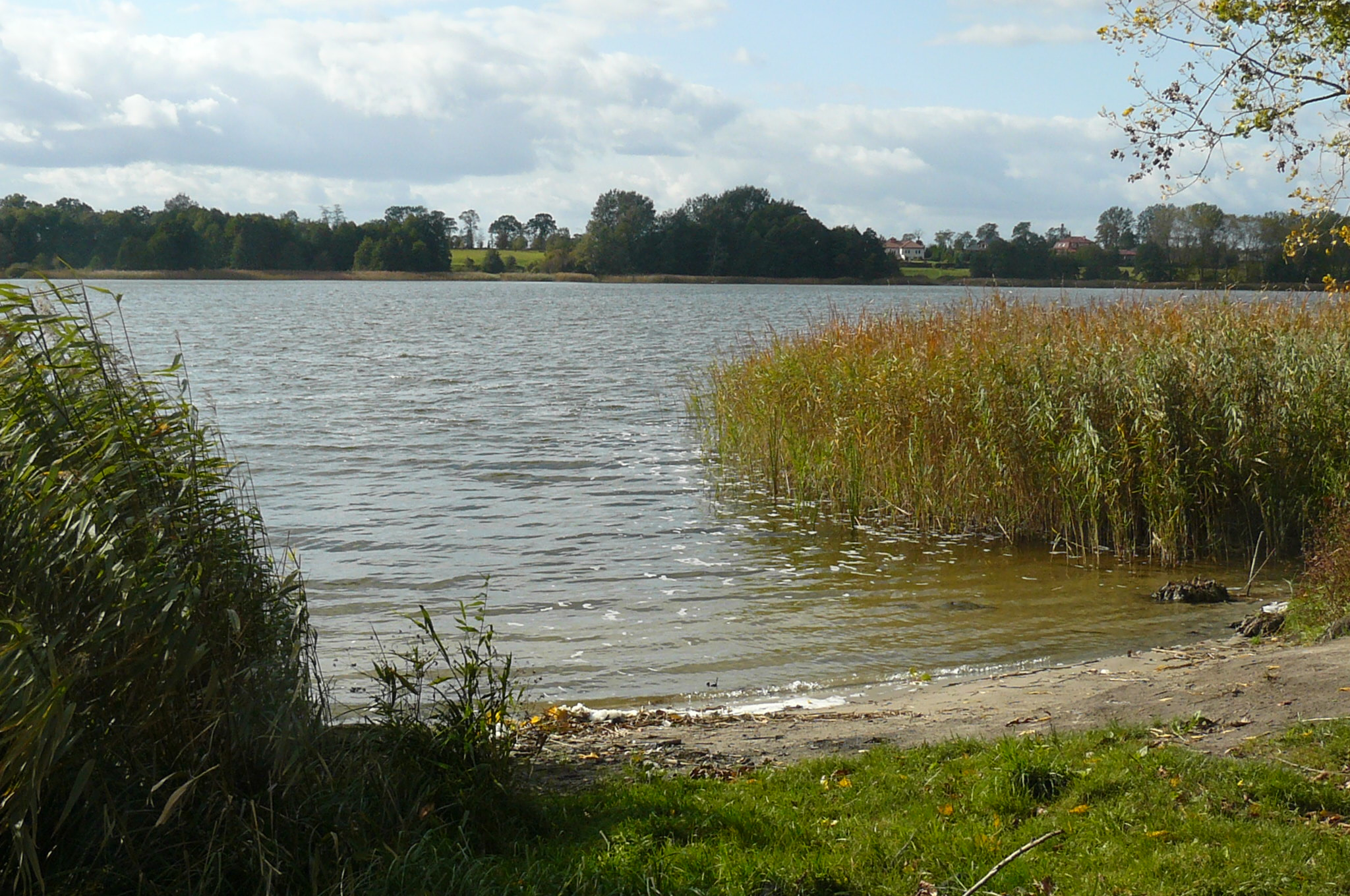
Jezioro Niepruszewskie (Pojezierze Poznańskie)
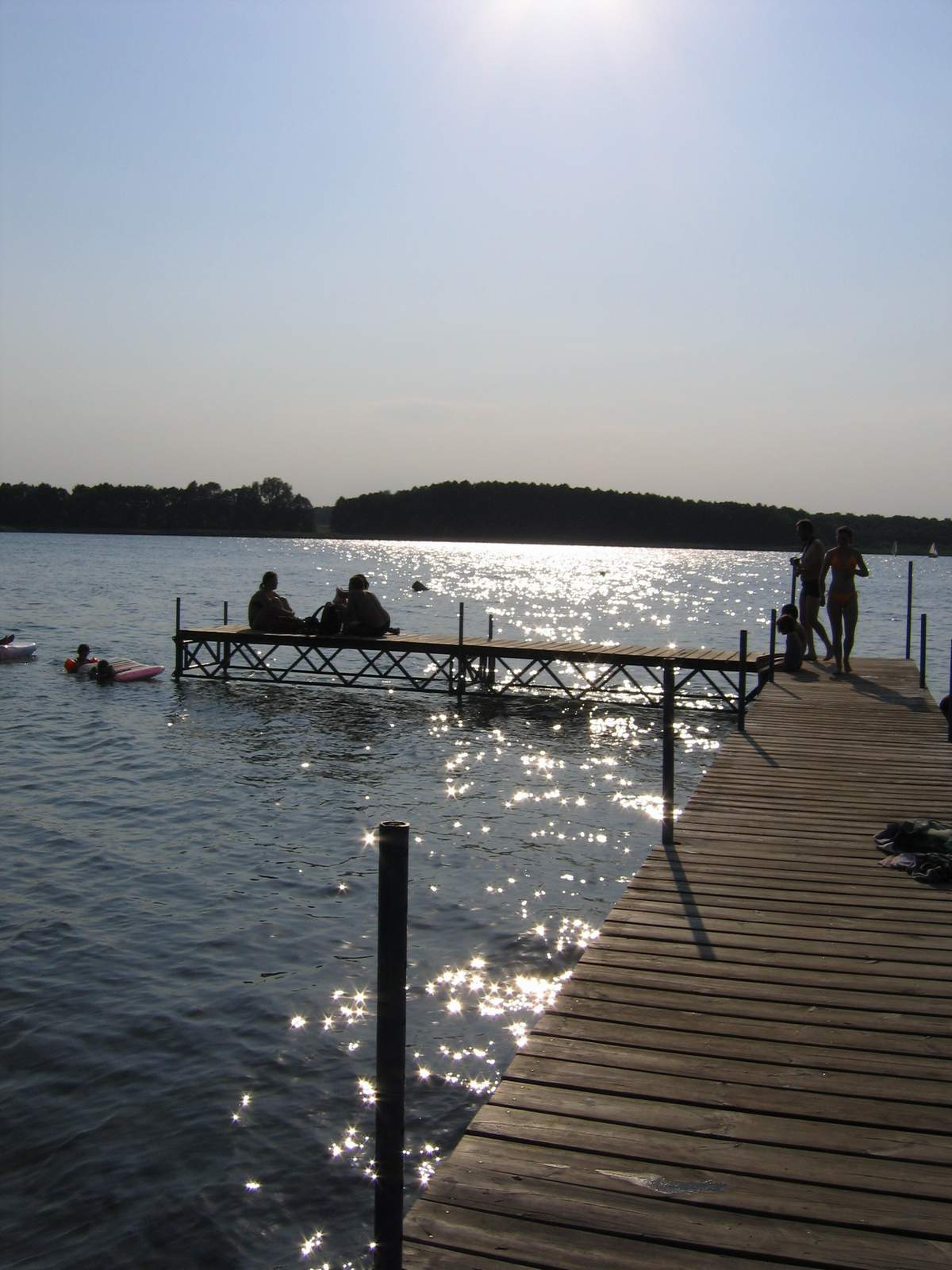
Jezioro Powidzkie (Pojezierze Gnieźnieńskie)
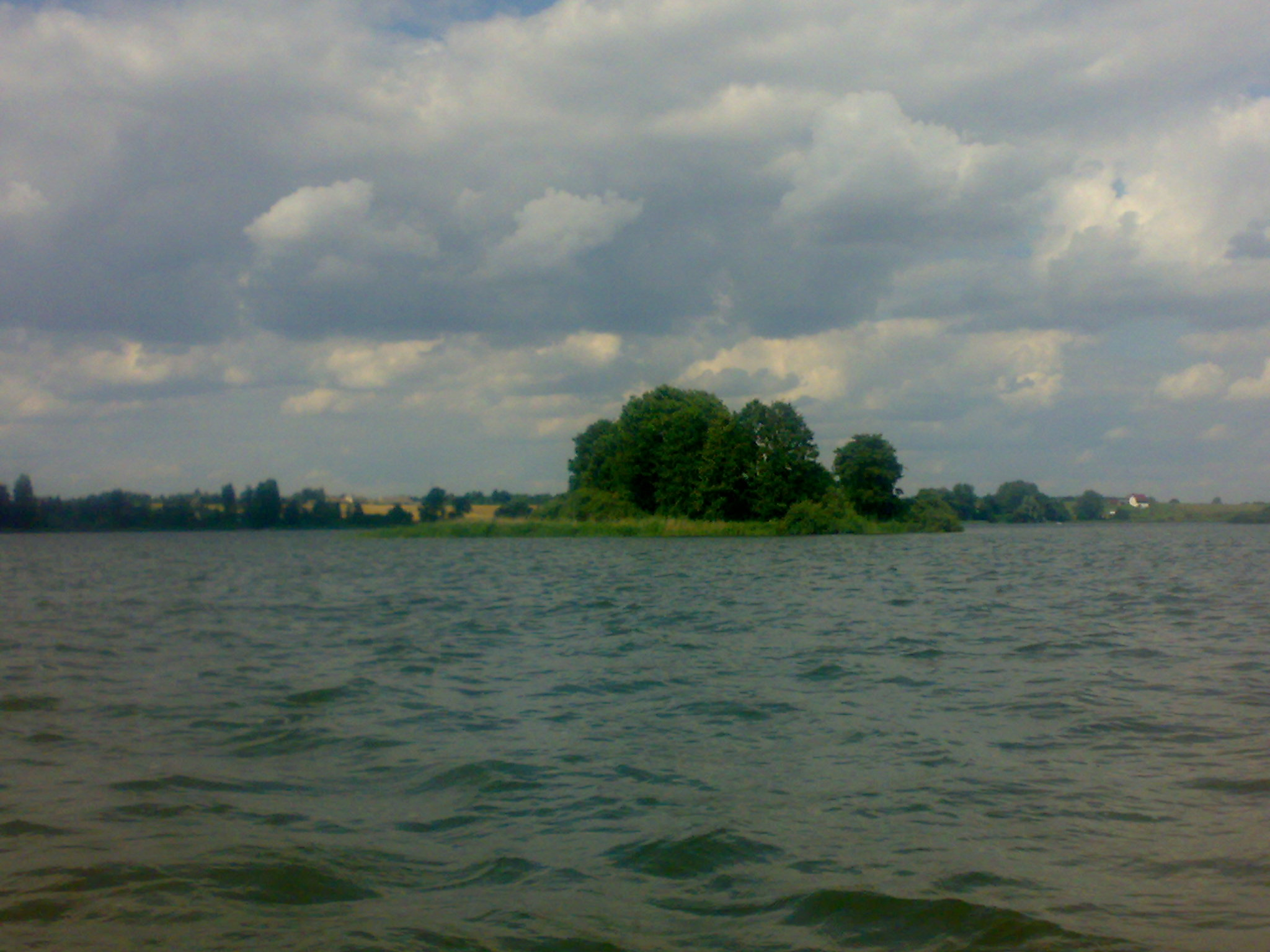
Jezioro Głuszyńskie (Pojezierze Kujawskie)
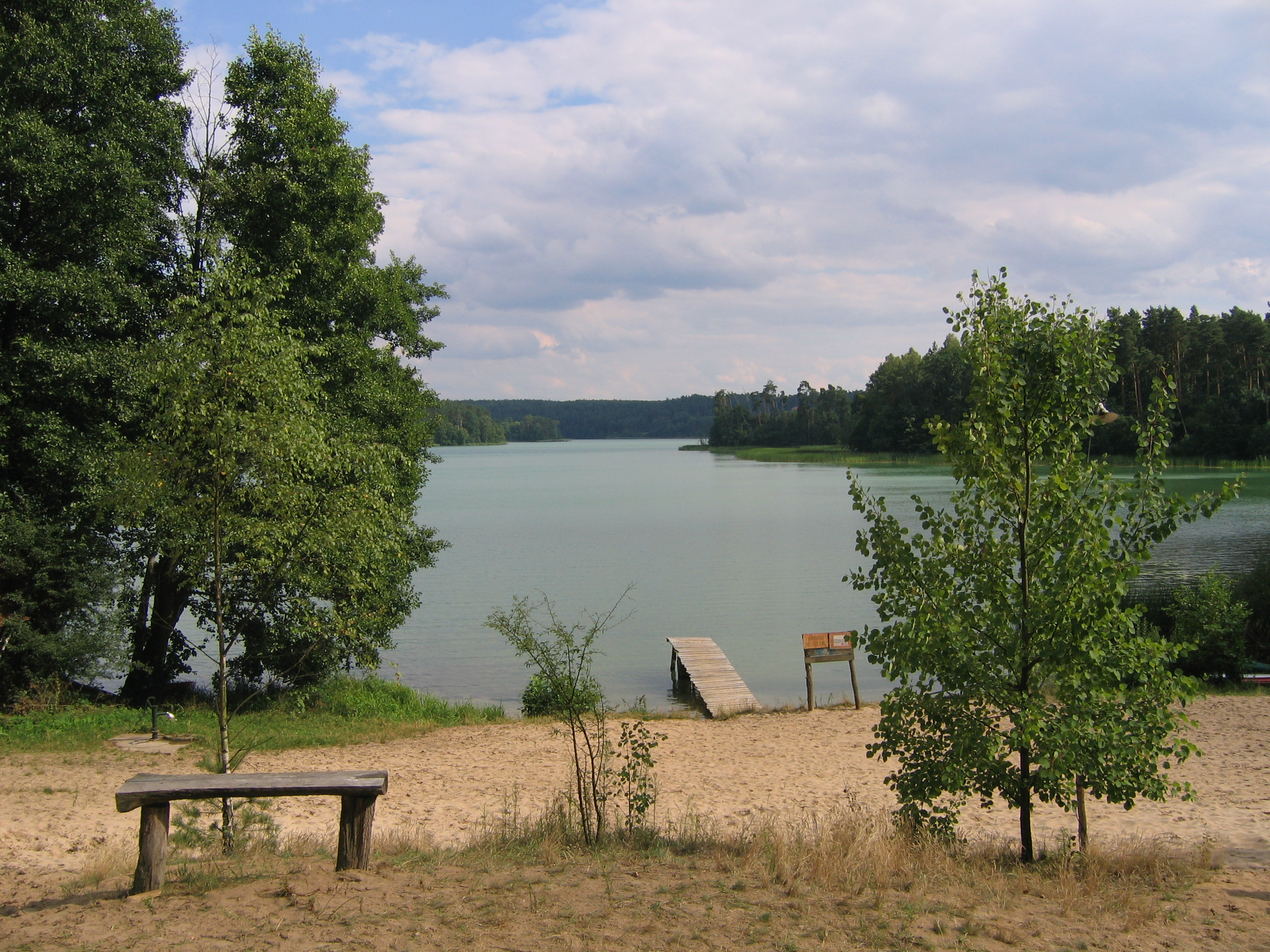
Jezioro Zbiczno (Pojezierze Brodnickie)
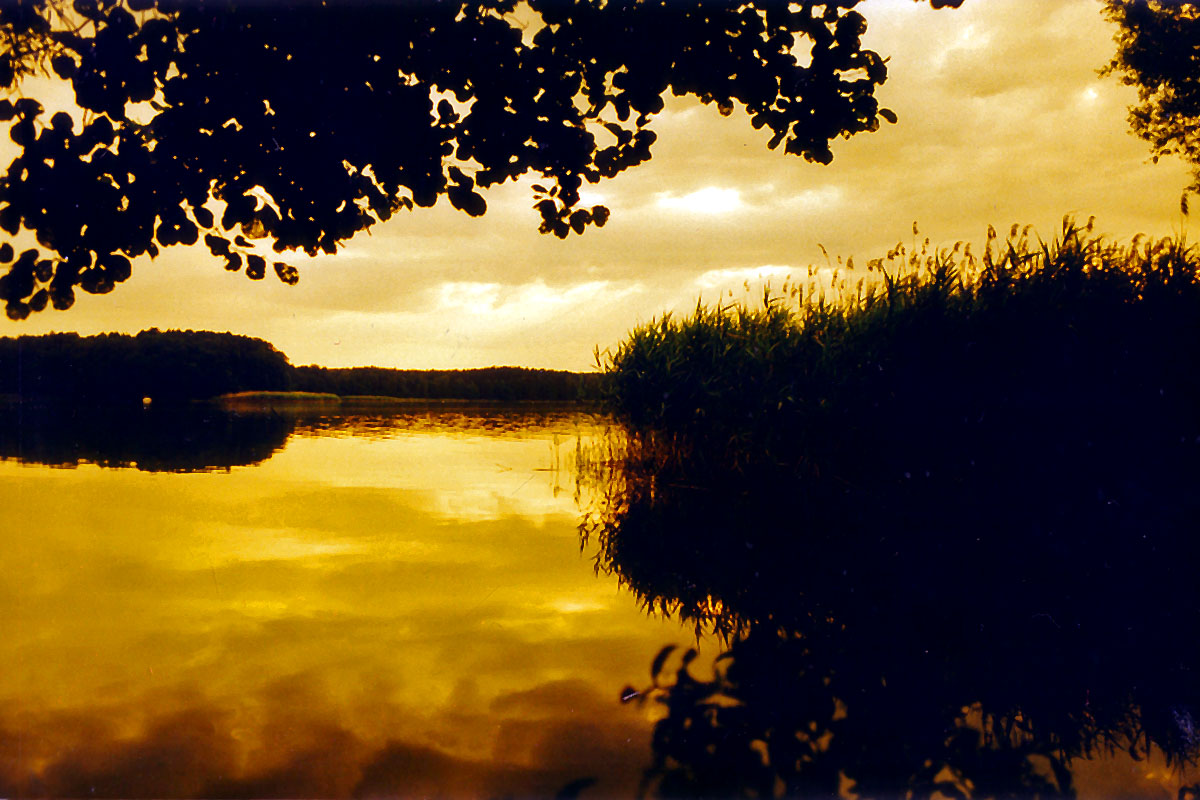
Jezioro Sławskie (Pojezierze Leszczyńskie)

## Pas pobrzeży

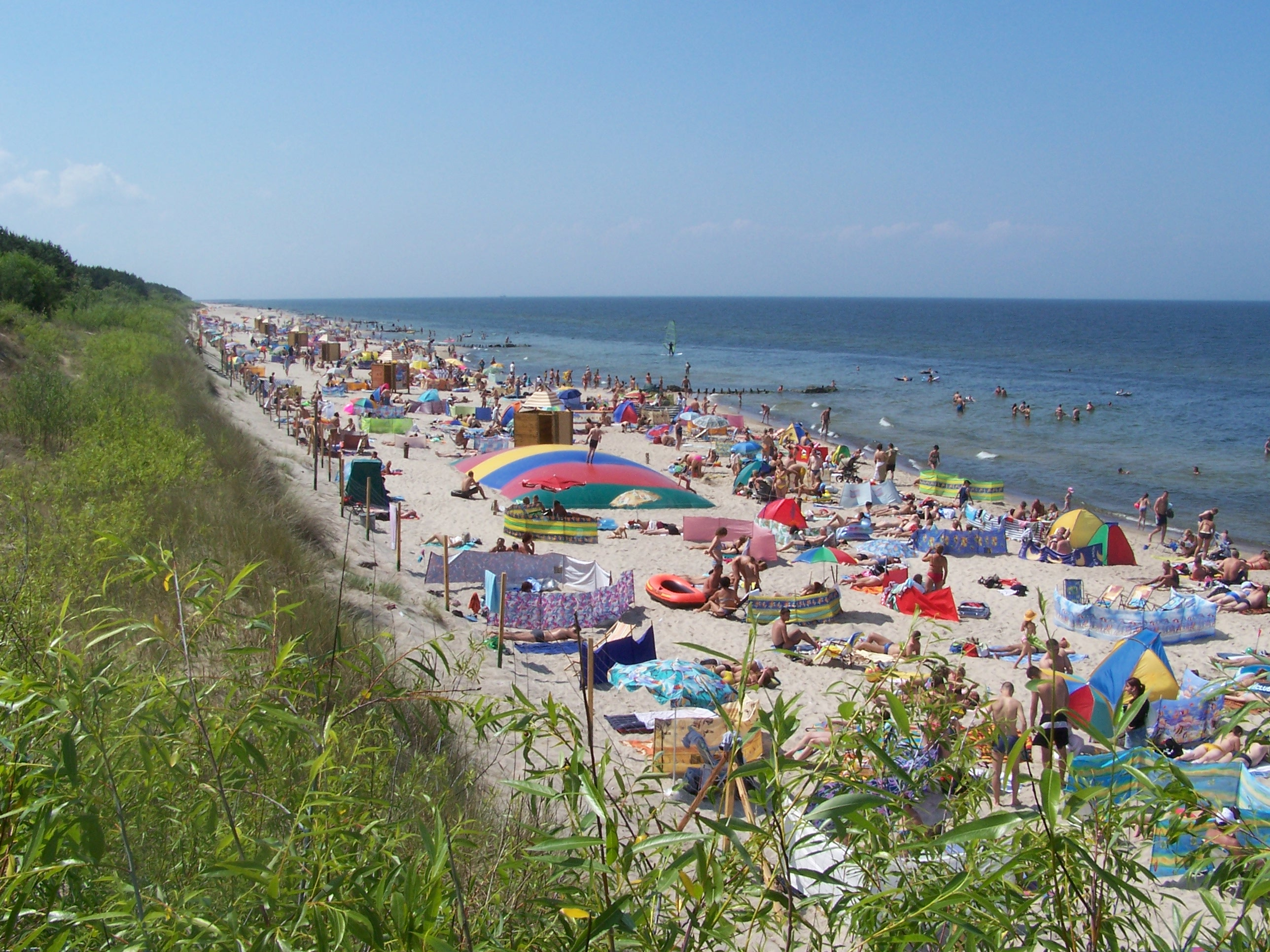
Dziwnówek
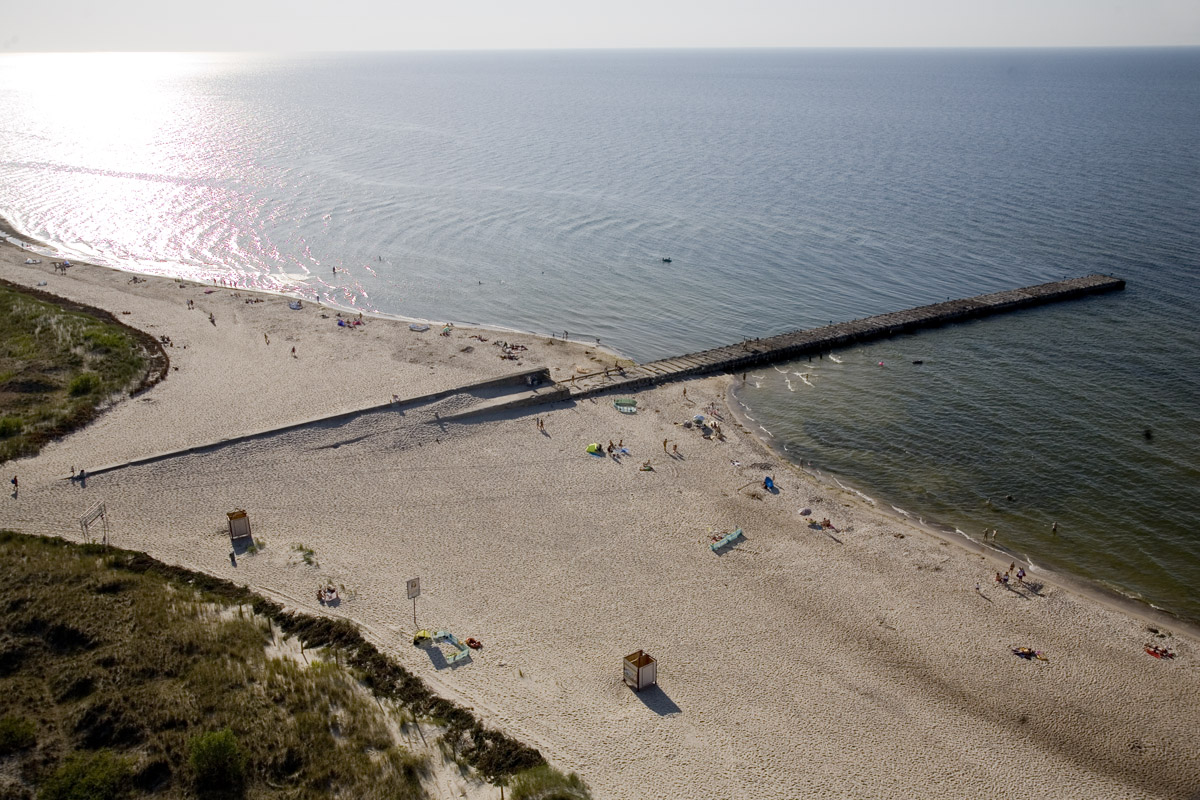
Ustka
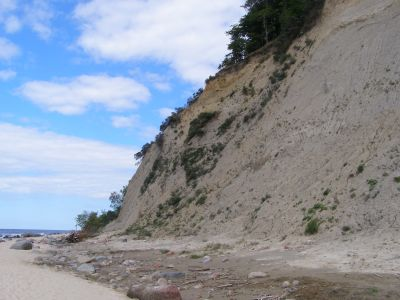
Klif w Wolińskim Parku Narodowym
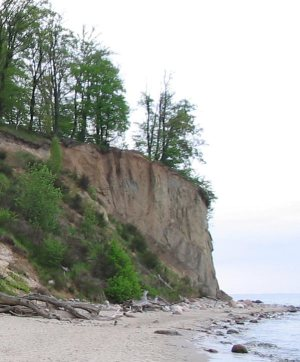
Orłowo (Gdynia)
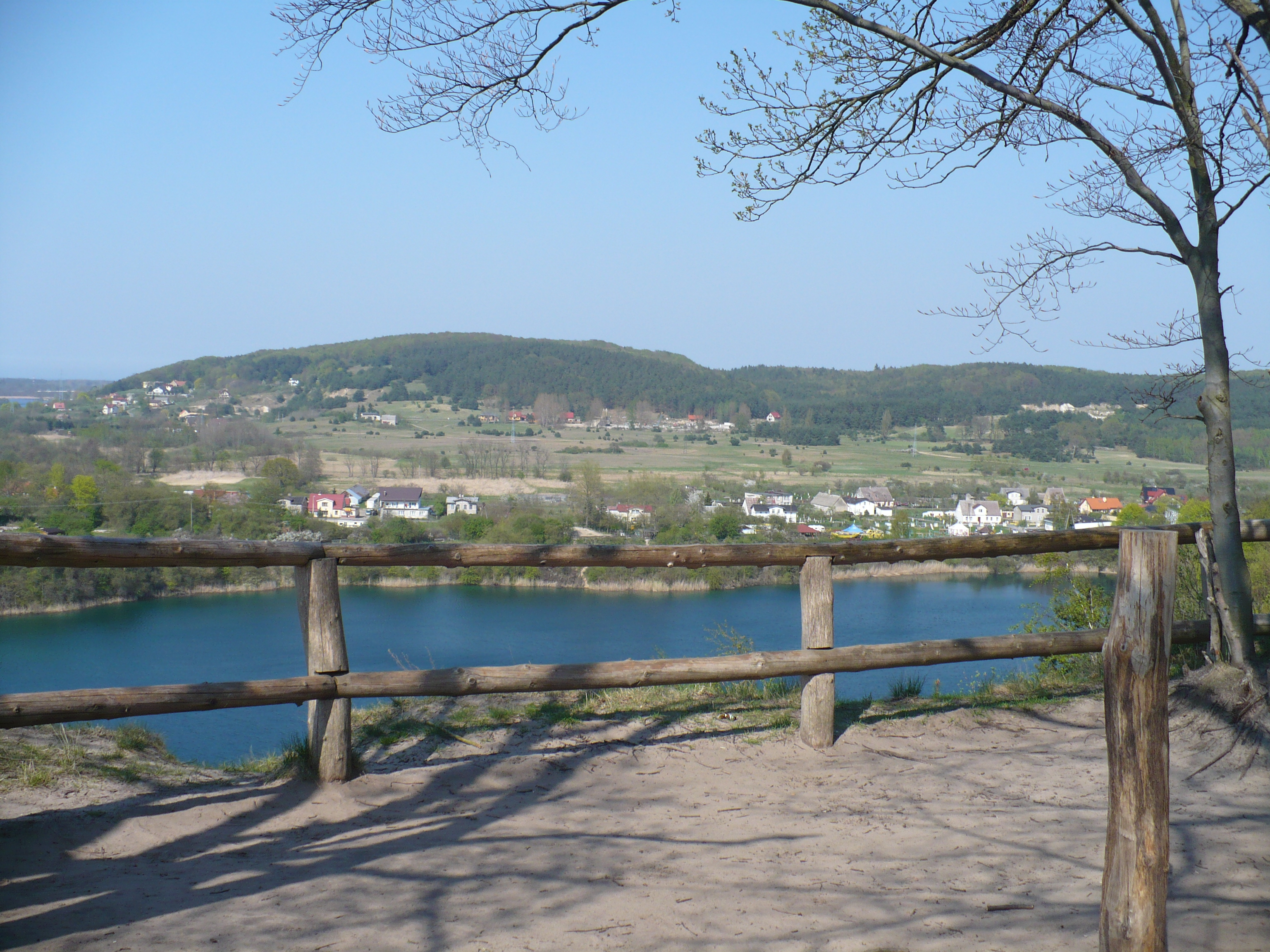
Wyspa Wolin
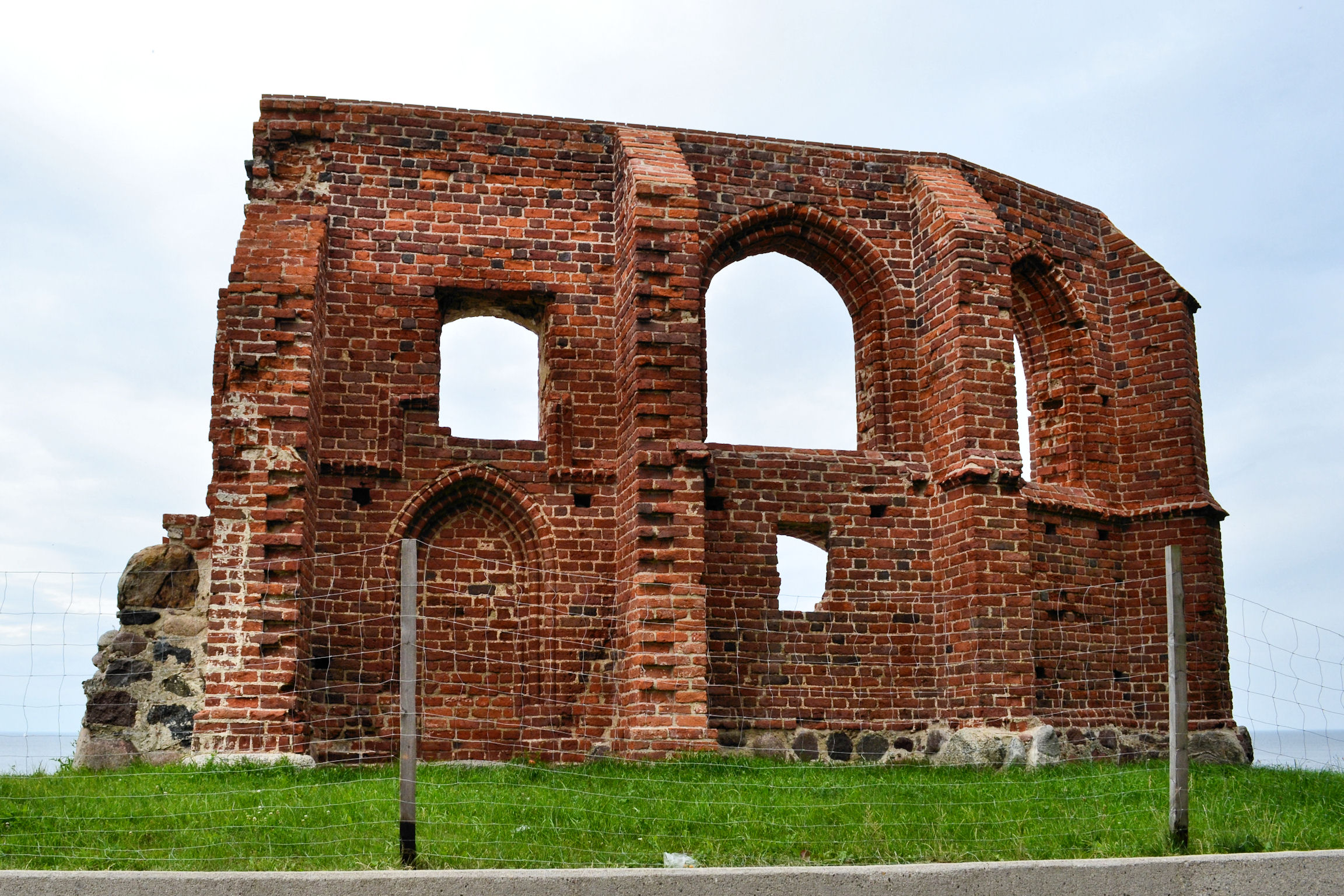
Trzęsacz – ruiny kościoła na klifie
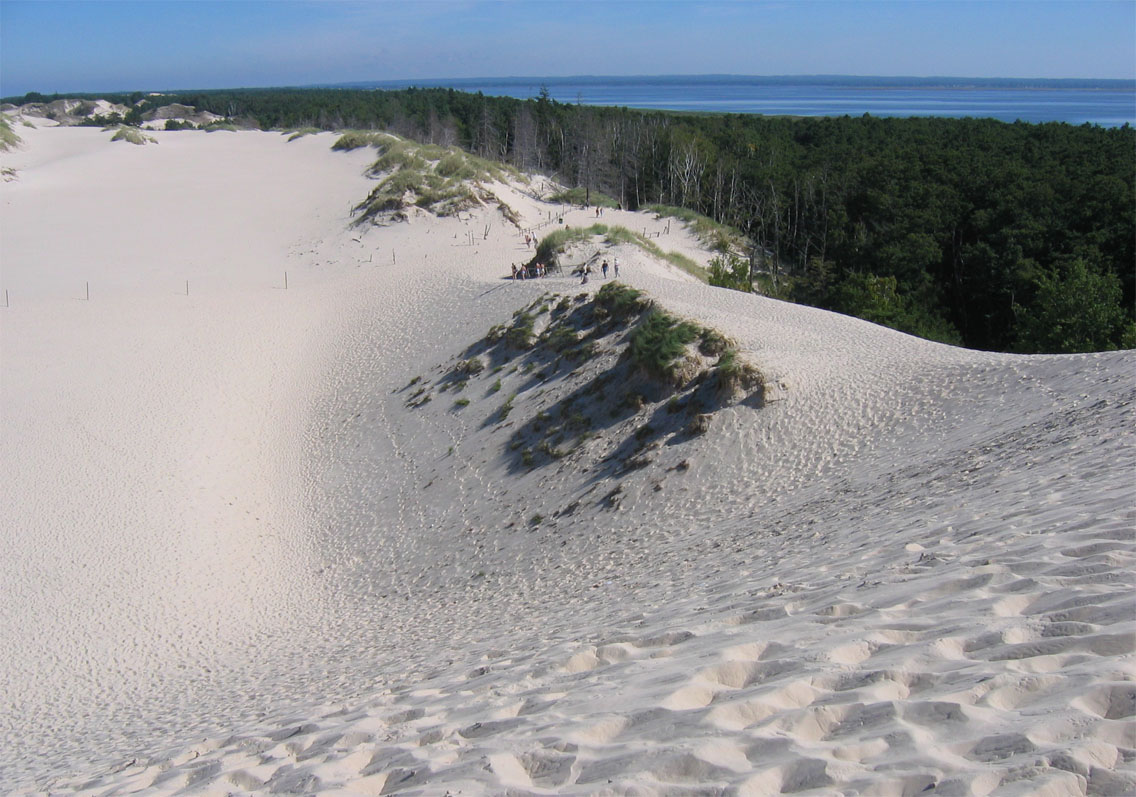
Ruchome wydmy w Słowińskim Parku Narodowym
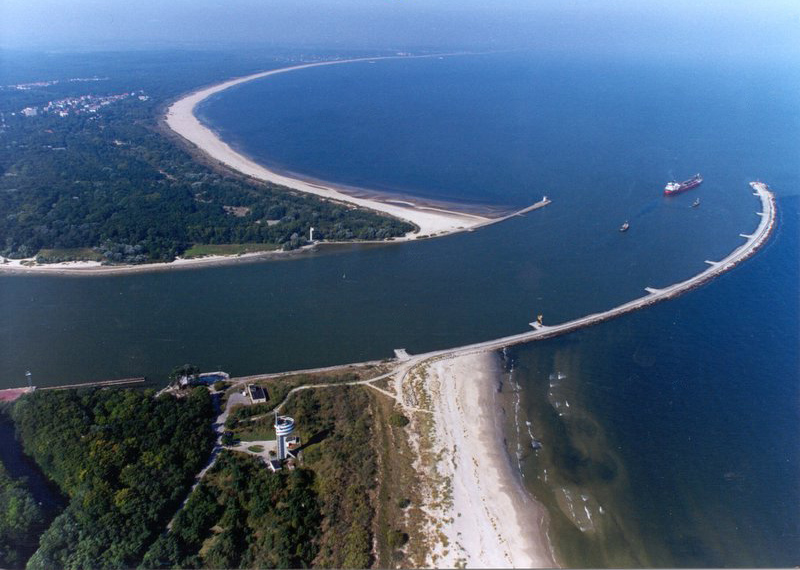
Zatoka Pomorska
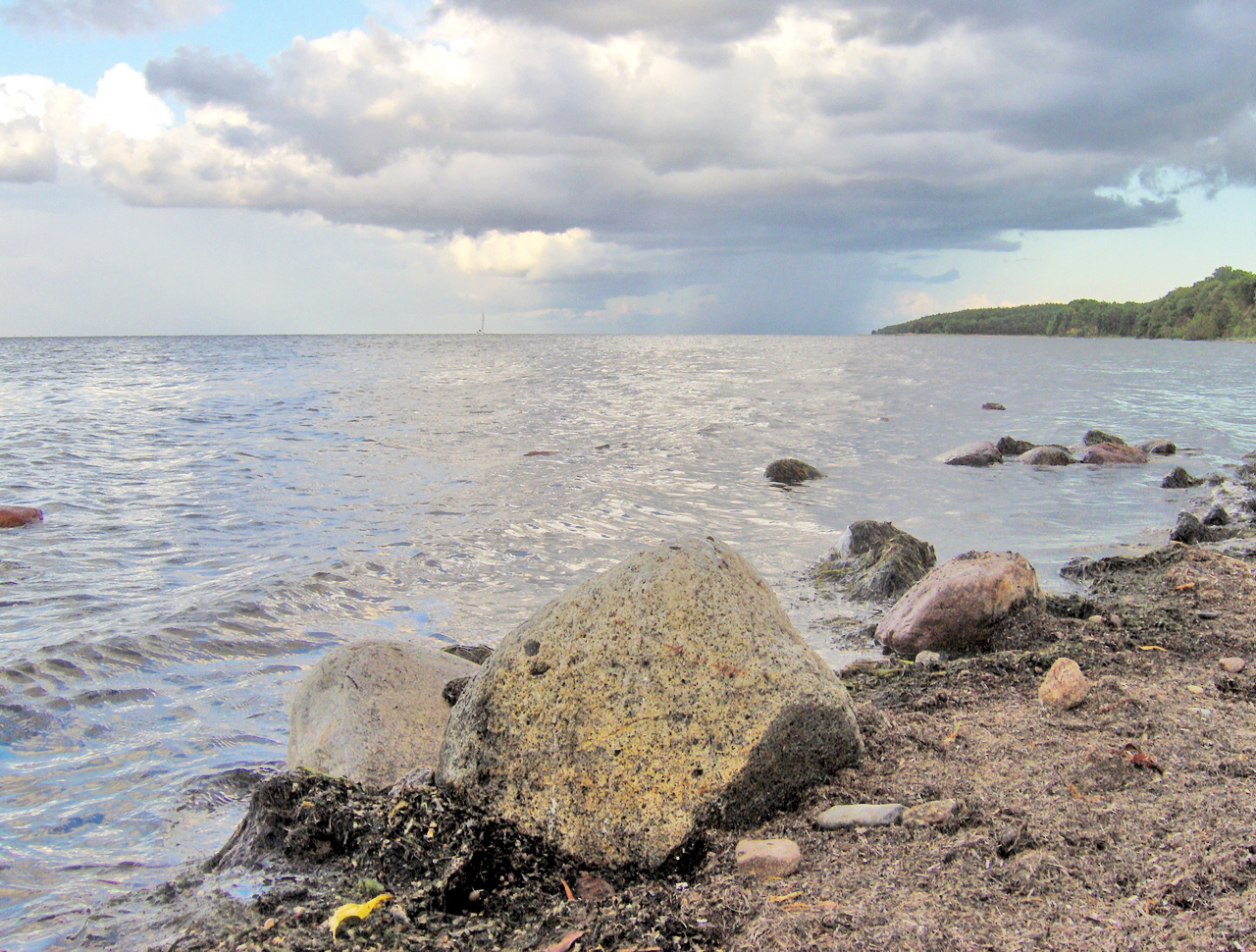
Zatoka Pucka
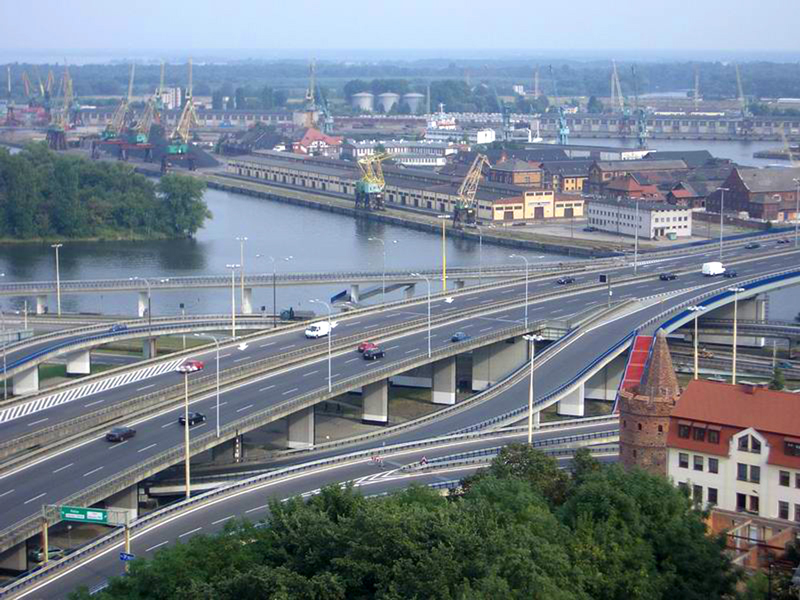
Port morski Szczecin
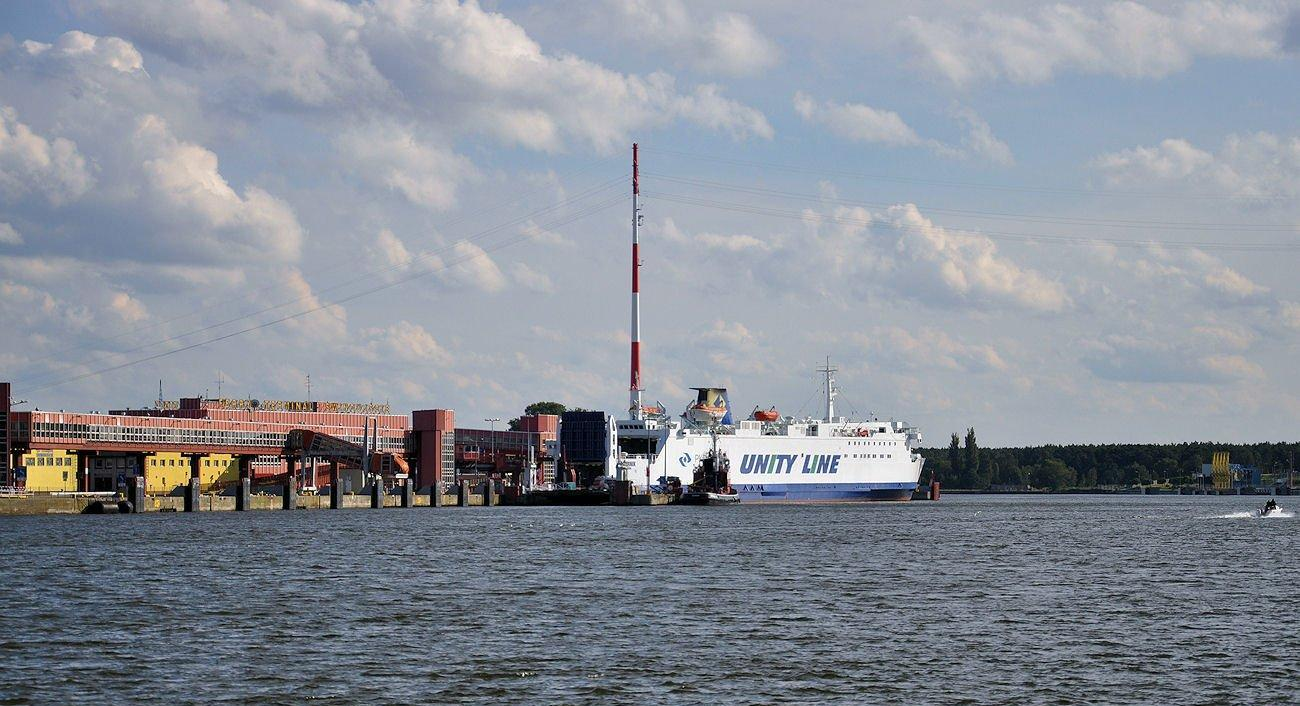
Terminal Promowy Świnoujście
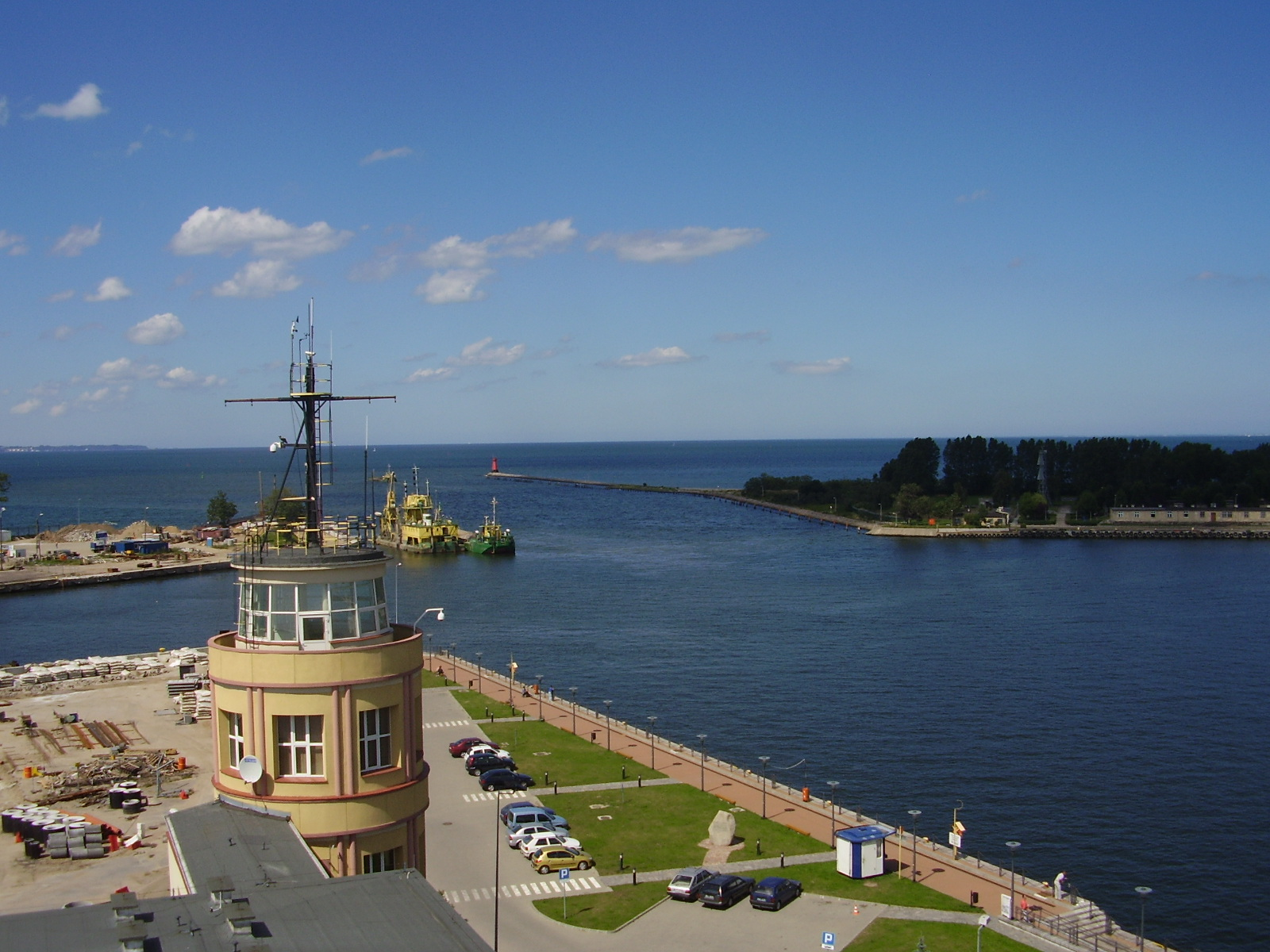
Port morski Gdańsk
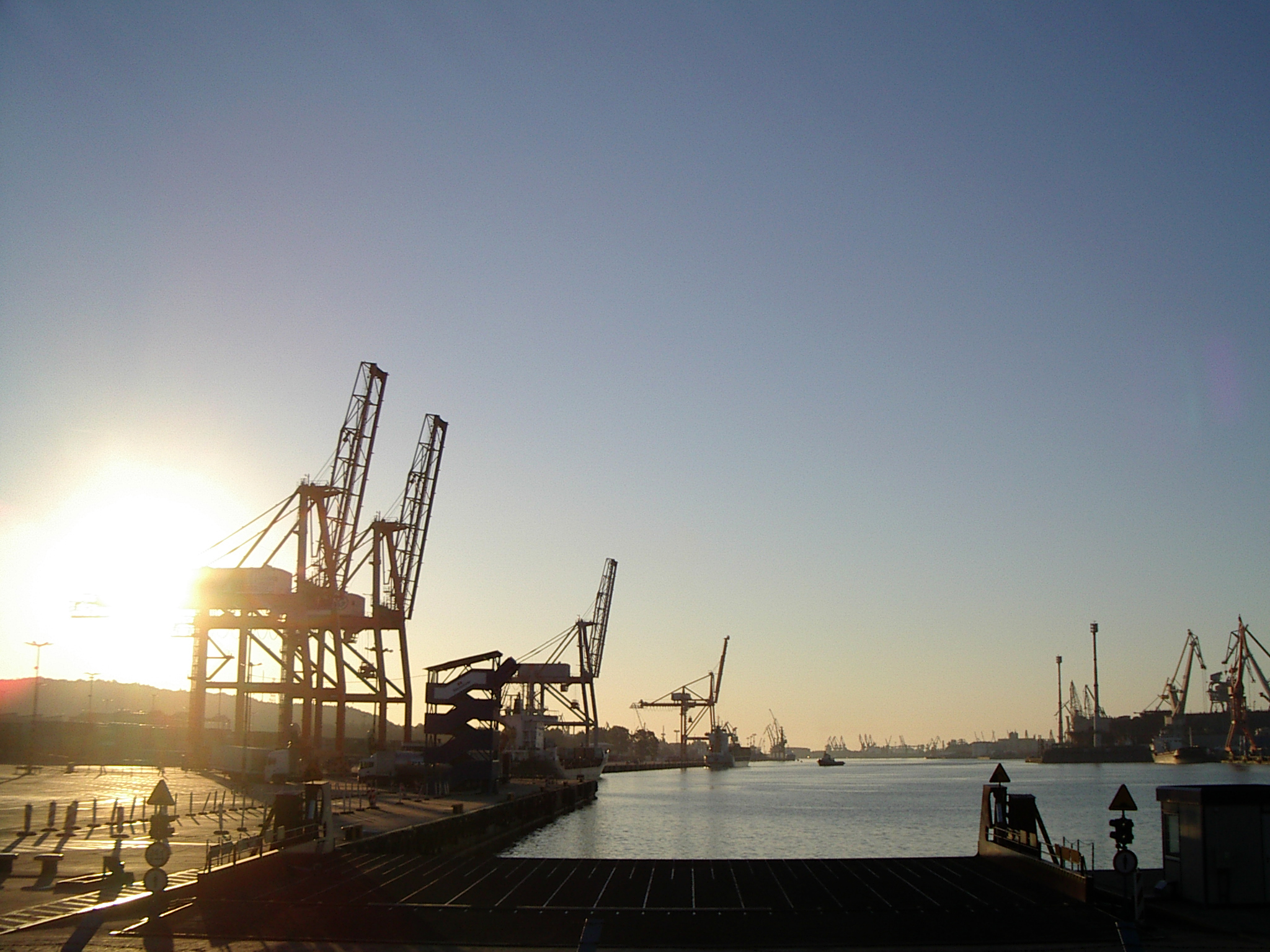
Port morski Gdynia
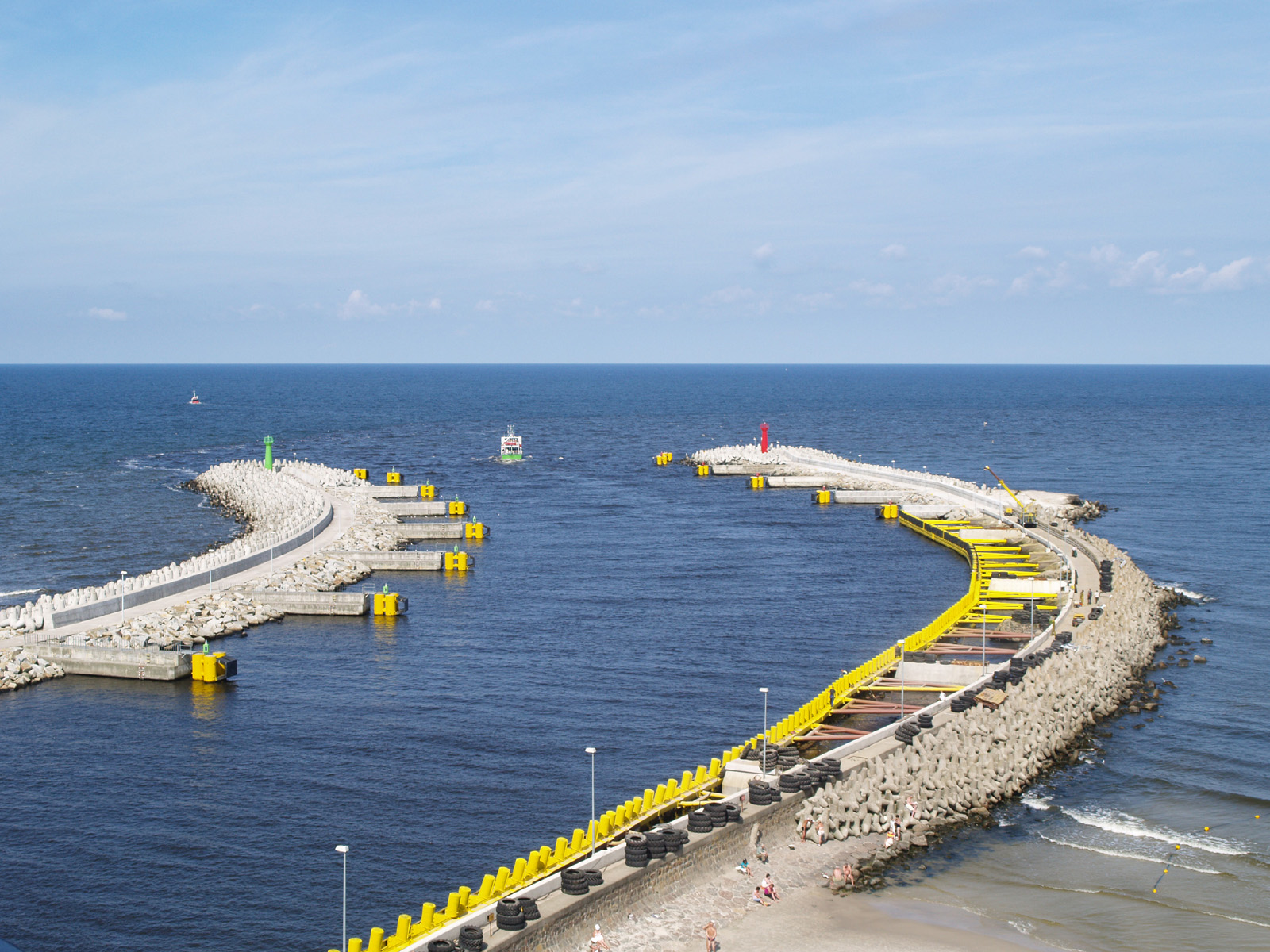
Port morski Kołobrzeg
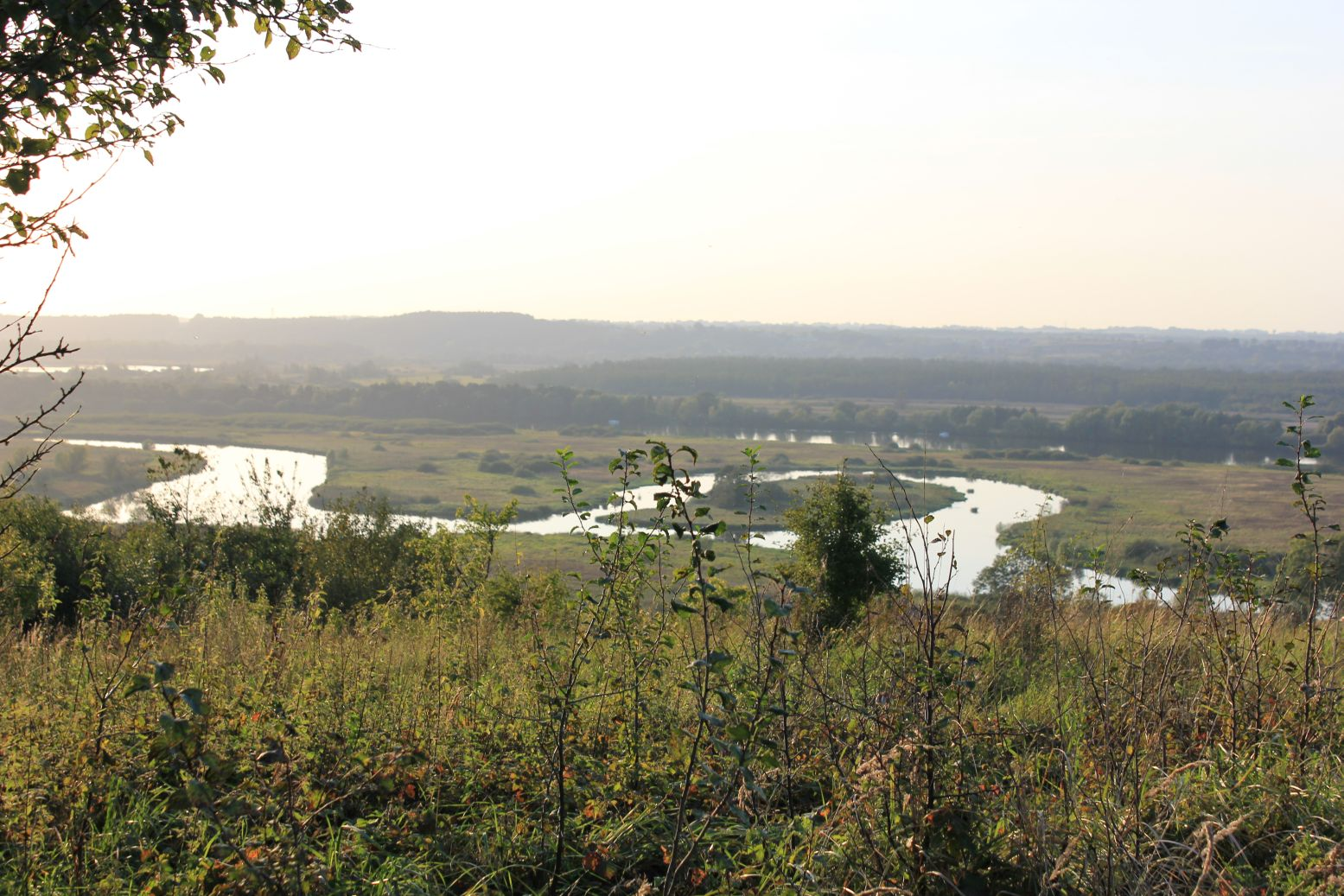
Międzyodrze
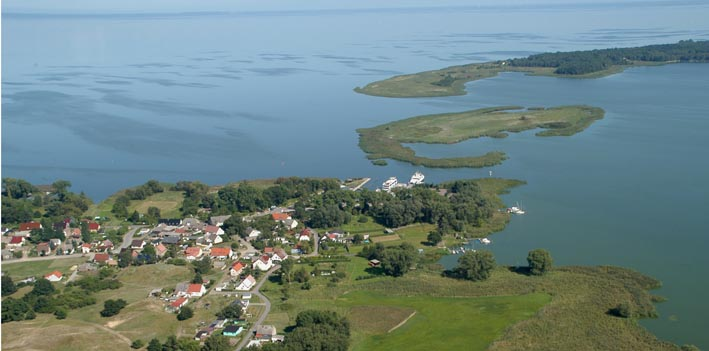
Zalew Szczeciński na pograniczu polsko-niemieckim
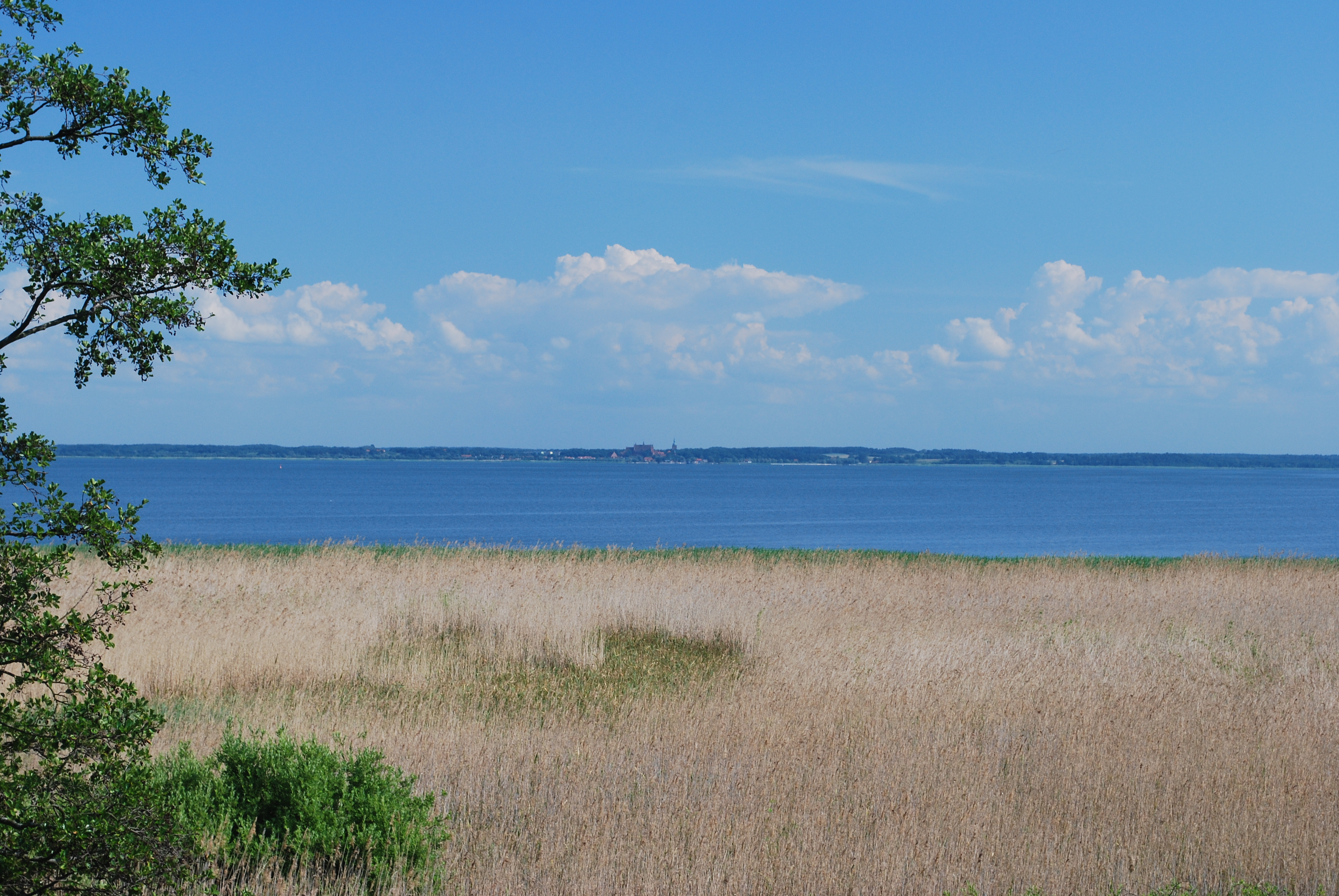
Zalew Wiślany
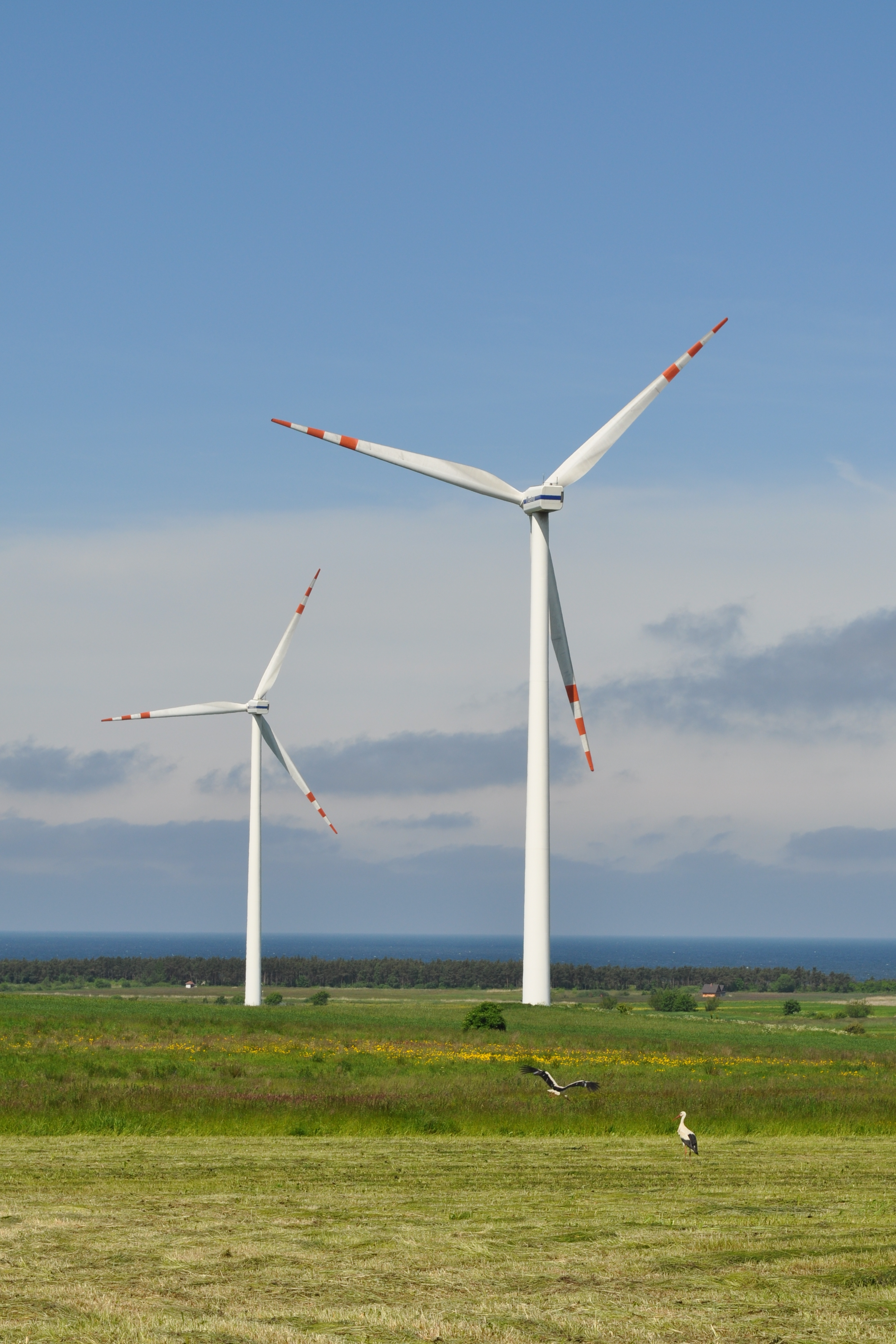
Elektrownia Wiatrowa Cisowo
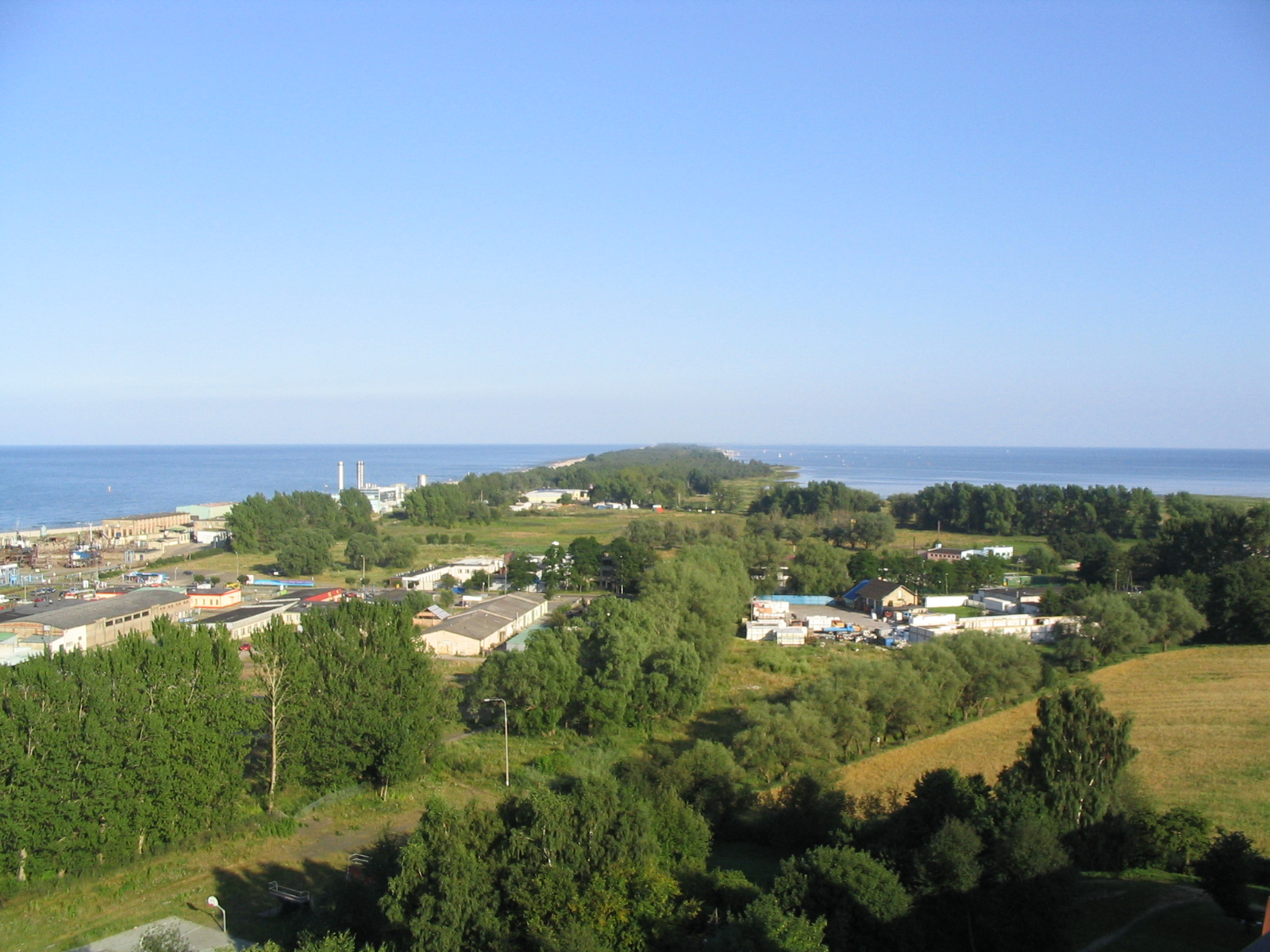
Mierzeja Helska
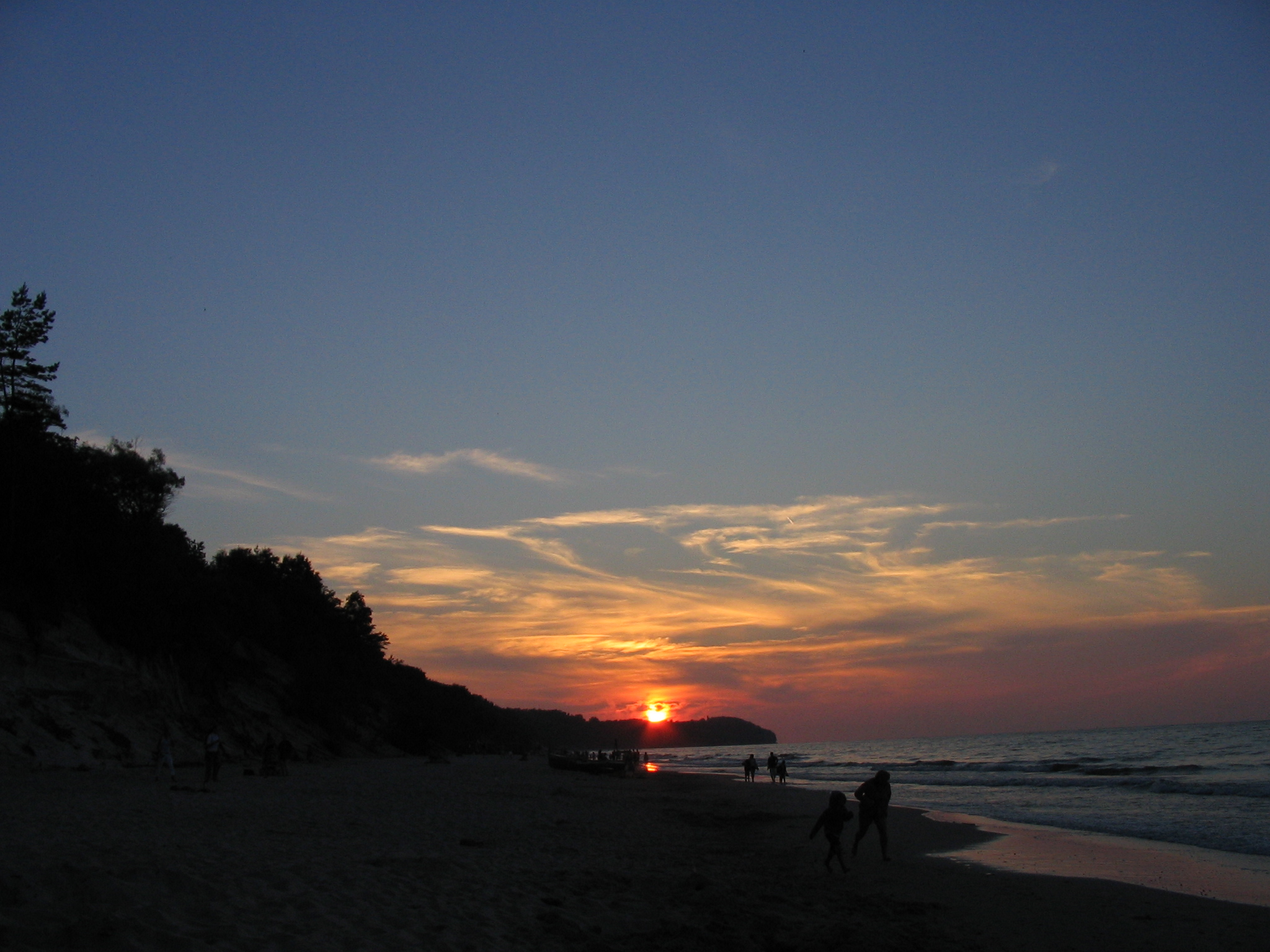
Rozewie
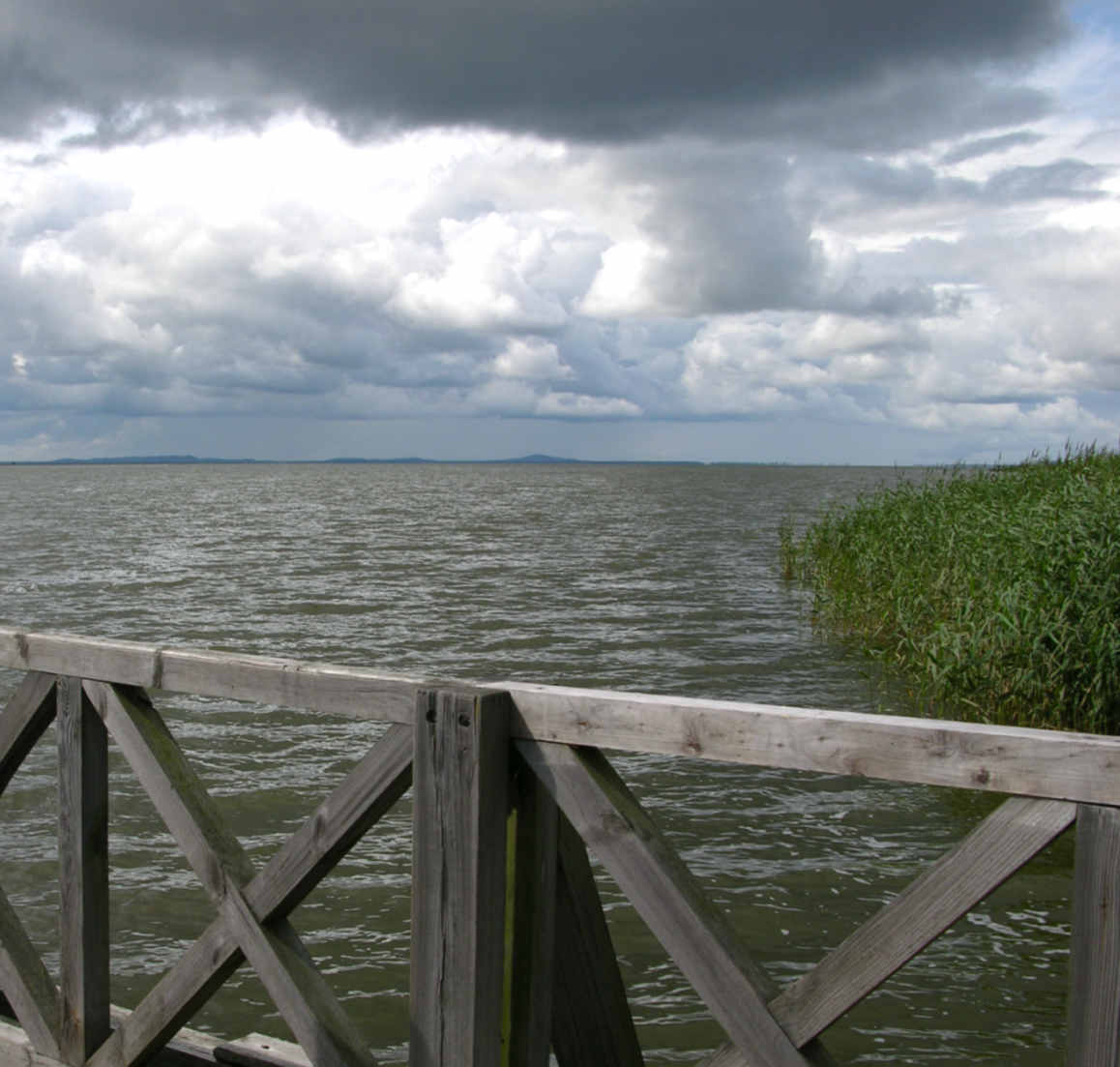
Jezioro Łebsko
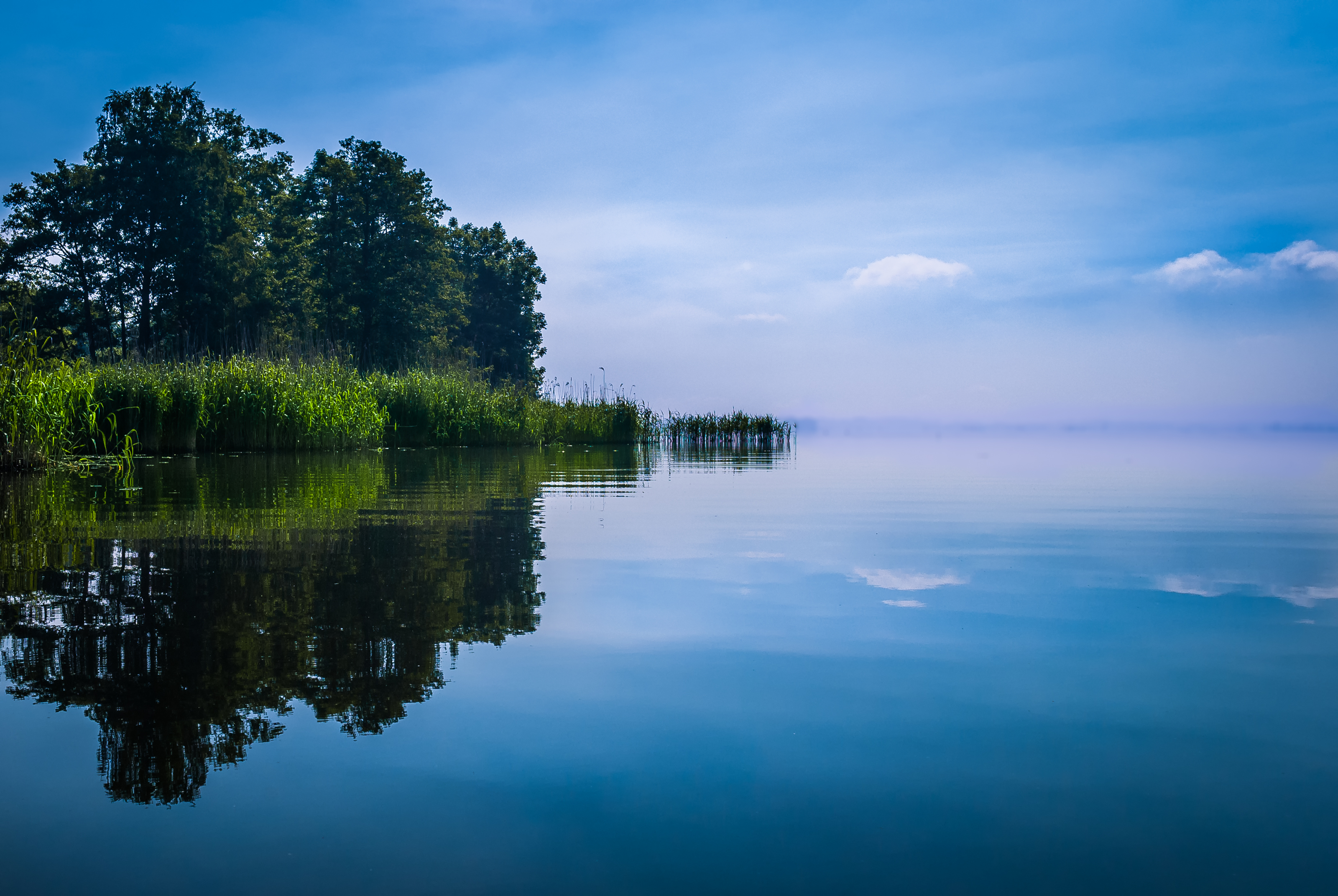
Jezioro Dąbie
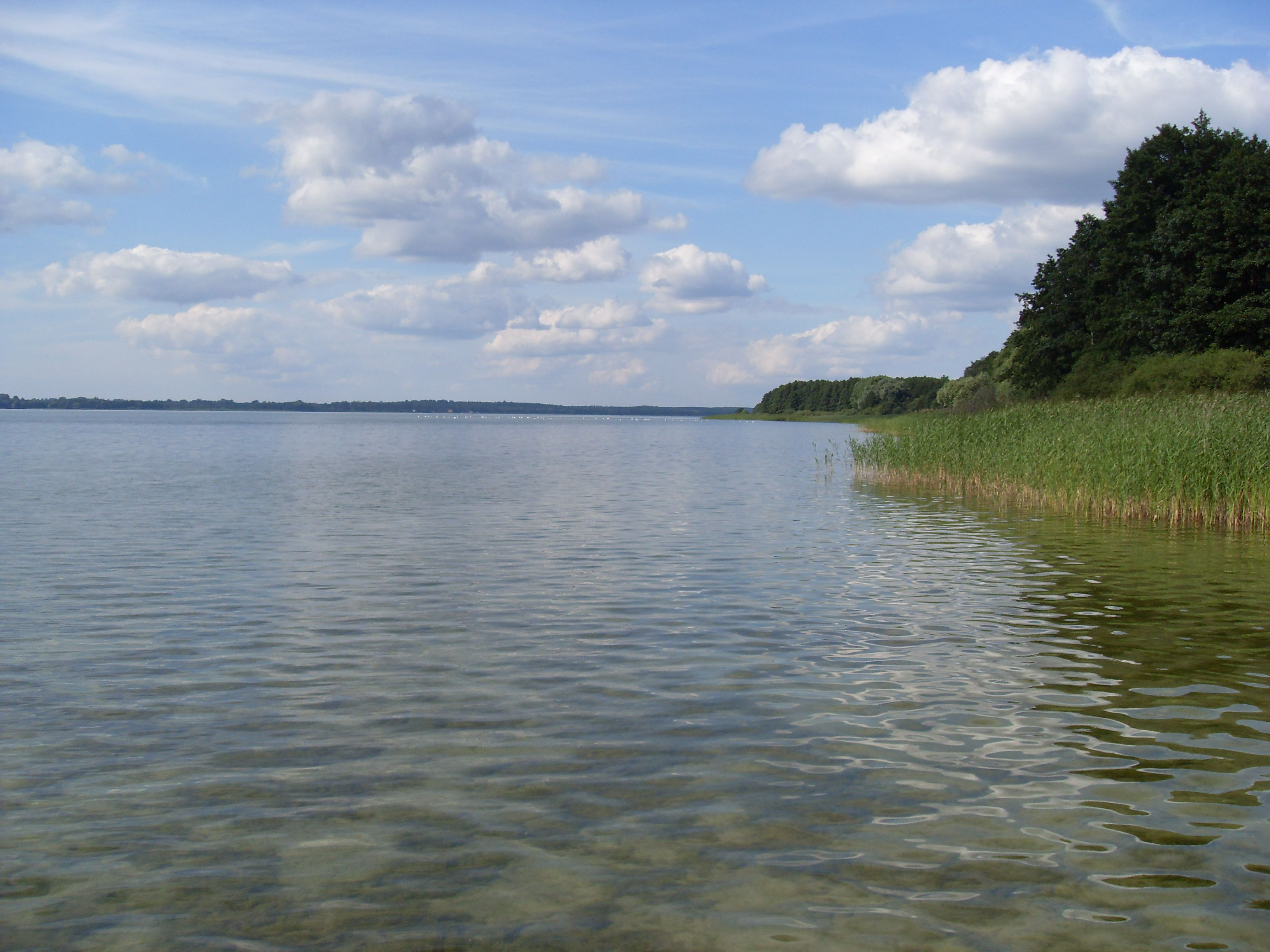
Jezioro Miedwie
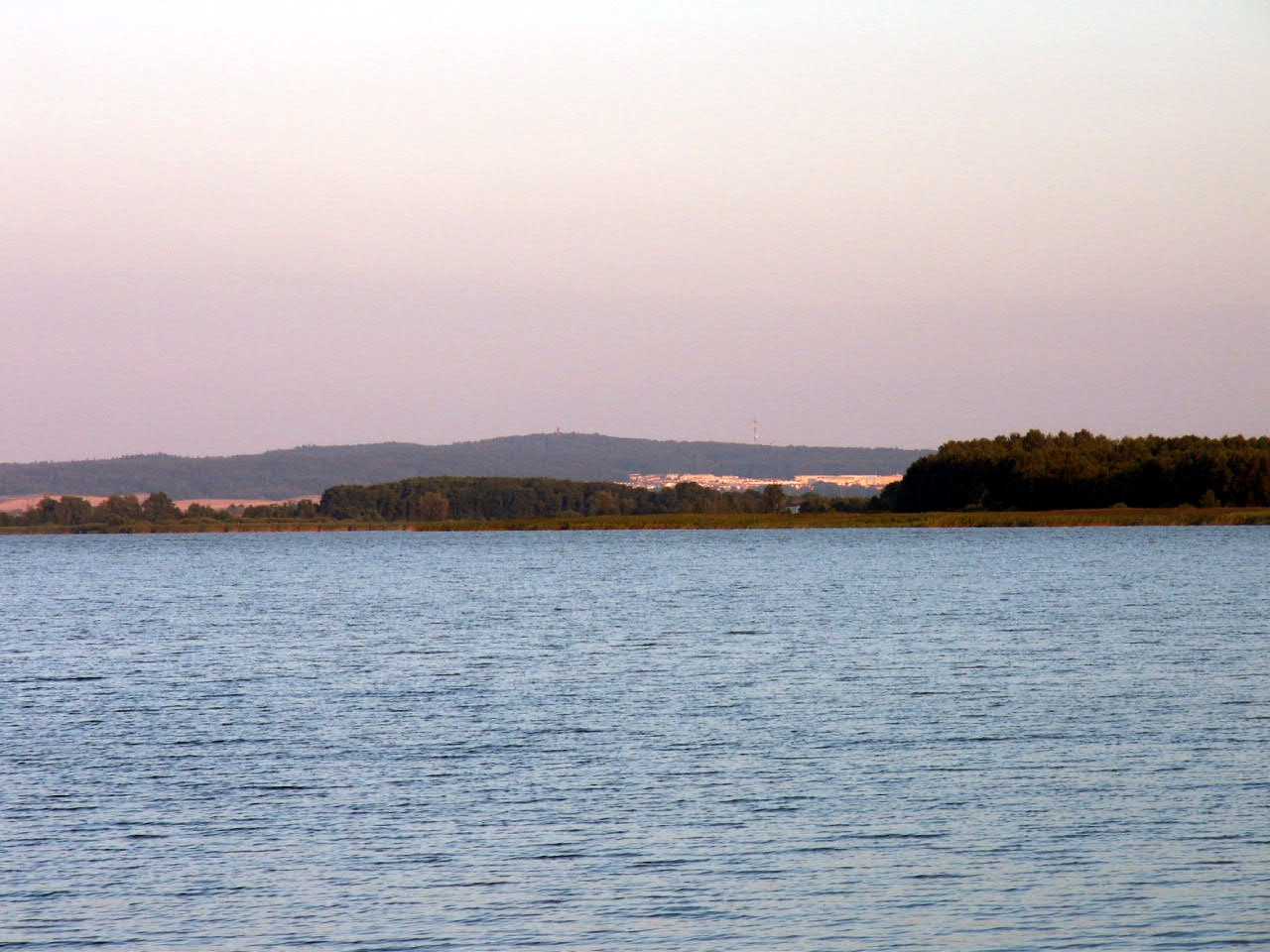
Jezioro Jamno